# ナショナル・ギャラリー (ロンドン)
ナショナル・ギャラリー（英: National Gallery）は、イギリスのロンドン、トラファルガー広場に位置する美術館。日本語では国立美術館とも訳される。1824年に設立され、13世紀半ばから1900年までの作品2,300点以上を所蔵している[a]。そのコレクションは大衆に広く公開されており、特別な企画展示をのぞいて入館は無料となっている。ただし、維持管理費用の一部を寄付でまかなうため、寄付を募る箱が入り口ほか数カ所に設けられている。
ナショナル・ギャラリーは、コレクションの基礎が王室や貴族のコレクションの由来ではないという点で、ヨーロッパでもあまり例のない美術館となっている。コレクションの基礎となったのは、保険ブローカーで美術後援家だったジョン・ジュリアス・アンガースタイン (en:John Julius Angerstein) が収集していた38点の絵画である。初期のコレクションは個人からの寄付によって、チャールズ・ロック・イーストレイク (Charles Lock Eastlake) をはじめ、その当時の館長たちが購入したものが3分の2を占めている。その結果、他のヨーロッパ諸国の国立美術館と比べてコレクション数は多くはないが、西洋絵画が大きな革新を見せた「ジョットからセザンヌまで」美術史上重要な絵画が収蔵されている。
現在の建物は3代目のもので、1832年から1838年にかけて建築家ウィリアム・ウィルキンス (en:William Wilkins (architect)) がデザインした。その後ナショナル・ギャラリーは少しずつ拡張されていったため、現在ではトラファルガー広場に面するファサードだけが唯一当時の面影を残している。ウィルキンスのデザインにしたがって建設された当時の建物は、美的センスに欠けている、手狭であると酷評されたこともあった。事実建物が手狭で収蔵に限界があったため、1897年にイギリス美術専用の分館ナショナル・ギャラリー・オブ・ブリティッシュ・アート（現在のテート・ブリテン）が開設されている[b]。1991年に西側に増築されたロバート・ヴェンチューリとデニス・スコット・ブラウン (en:Denise Scott Brown) の設計によるセインズベリー棟はイギリスを代表するポストモダン建築となっている。

## 歴史

### 設立までの経緯

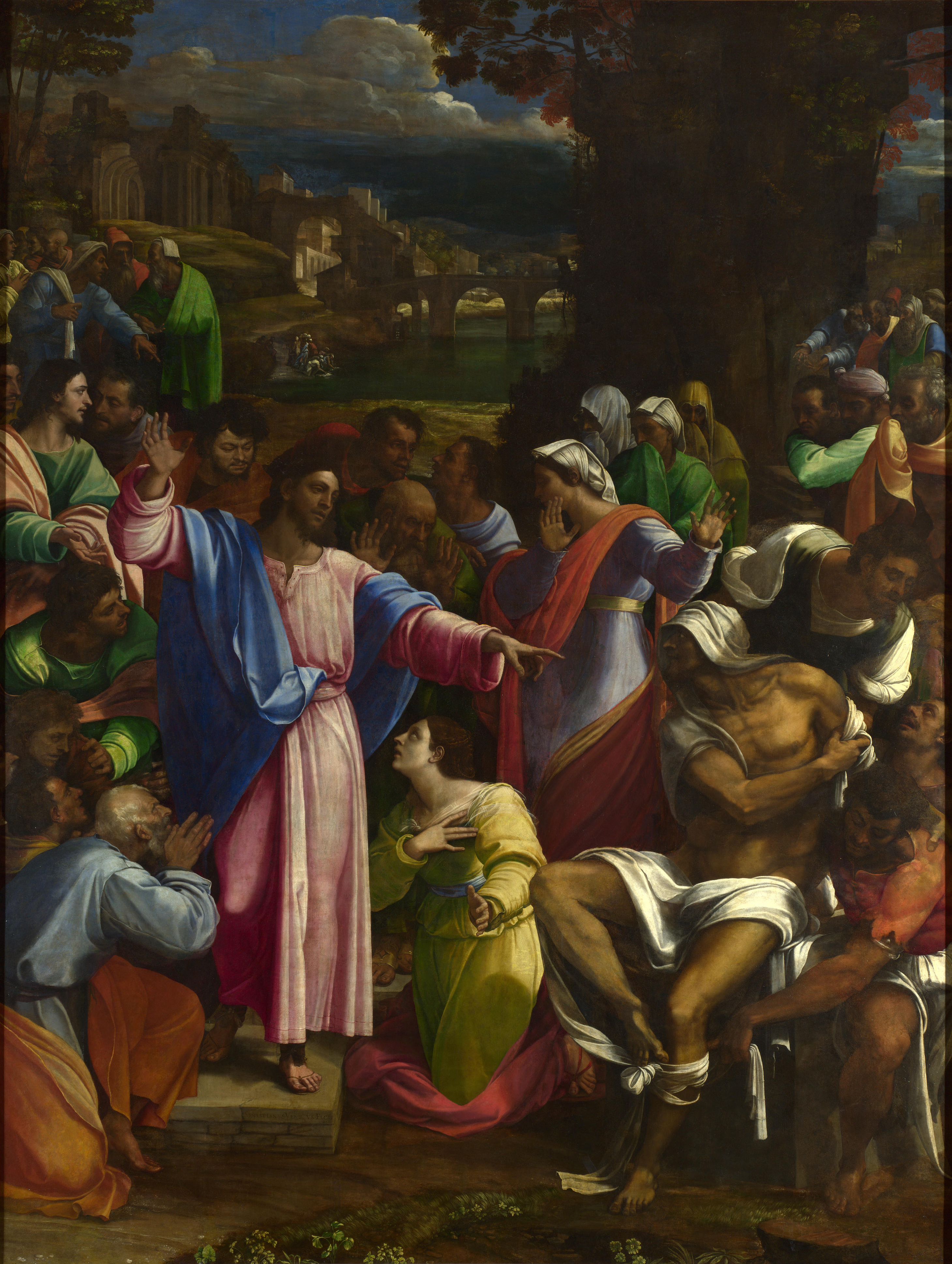
『ラザロの復活』（1517年 - 1519年）
セバスティアーノ・デル・ピオンボ
1824年にアンガースタインのコレクションから購入された最初の絵画の一つで、ナショナル・ギャラリーの最初のコレクションとして収蔵番号「NG1」が与えられている

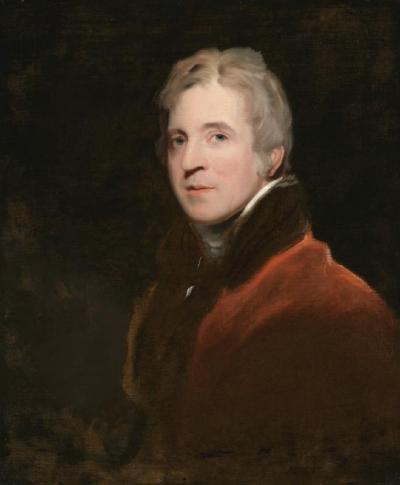
準男爵ジョージ・ボーモント。トーマス・ローレンスが描いた肖像画。英国美術振興協会の一員でナショナル・ギャラリーの創設に尽力した

18世紀後半のヨーロッパでは美術品の王室、貴族コレクションの国有化が進んでいた。現在のドイツの美術館アルテ・ピナコテークの基礎となったバイエルン王室コレクションは1779年に、イタリアのウフィツィ美術館の基礎となったフィレンツェのメディチ家の歴代コレクションは1789年ごろに一般公開されている。フランス王室コレクションも1793年に一般公開されルーブル美術館として現在に至っている。しかしながら当時のグレートブリテン王国ではヨーロッパ大陸におけるこのような潮流とは無関係であり、現在でもイギリスの王室コレクションは王室の私的所有物となっている。1777年にイギリス政府は、世界的な評価が高かったコレクションを購入する機会を得た。イギリス初代首相を務めたロバート・ウォルポールの子孫がウォルポールの美術コレクションを売りに出したのである。当時のイギリス市長で庶民院議員ジョン・ウィルクスはイギリス政府に、この「貴重な宝物」を購入するよう強く求め「大英博物館の広大な庭園に気品あふれるギャラリーを建てて」収蔵することを提案した。しかしウィルクスの主張は通ることなく、ウォルポールのコレクションは20年後にロシア女帝エカチェリーナ2世が全て購入し、現在はエルミタージュ美術館に収蔵されている。

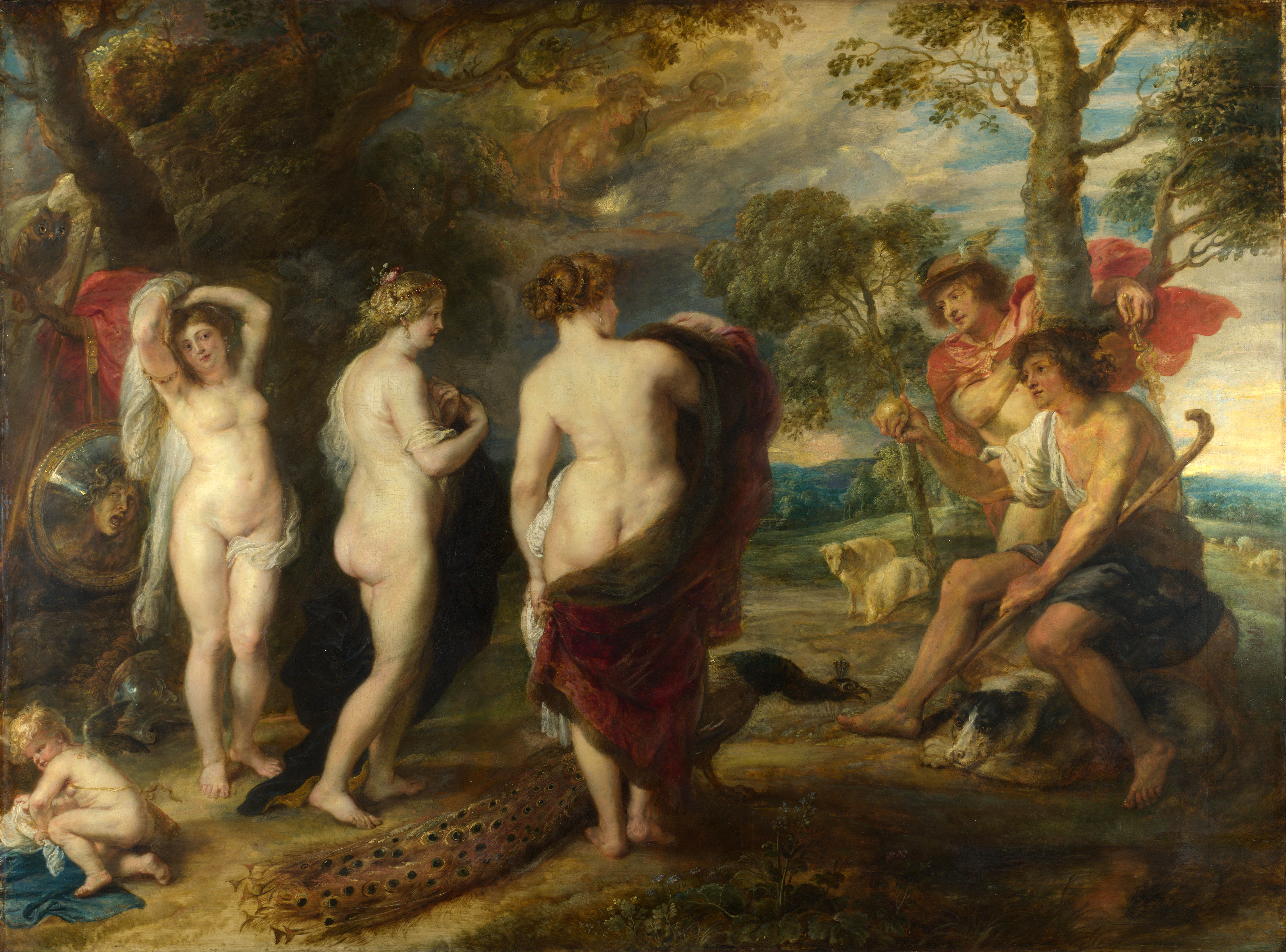
『パリスの審判』（1636年頃）
ルーベンス
オルレアン・コレクション由来の絵画

1798年に、オルレアン公フィリップ2世の美術コレクションだったオルレアン・コレクションがロンドンに持ち込まれ、国王ジョージ3世も首相小ピットも購入に興味を示したが、結局このときも美術品の購入は実現しなかった。ただし、現在のナショナル・ギャラリーには所蔵品番号「NG1」の『ラザロの復活』など、様々な方法で集められたオルレアン・コレクション由来の作品が25点収蔵されている。1799年には画商のノエル・デザンファンからイギリス政府に既存の絵画コレクション売却の打診があった。もともとはデザンファンと共同経営者だったスイス系イギリス人画家フランシス・ブルジョワ (en:Francis Bourgeois) がポーランド国王スタニスワフ2世アウグストのためにそろえたものだったが、1795年に第3次ポーランド分割が行われ、国家自体が消滅してしまったために引き取り手がいなかったコレクションである。しかしながらこの打診は拒否され、結局このコレクションはブルジョワが死去する際に自身の母校ダリッジ・カレッジに遺贈した。このコレクションはイギリスで最初の公立美術館として1814年に開設されたダリッジ・ピクチャー・ギャラリーの前身となっている。1803年にスコットランド人画商ウィリアム・ブキャナンと美術収集家ヨーゼフ・カウント・トゥルホゼスが、それぞれ美術コレクションの購入を打診し、どちらも拒否されているが、後にこれらのコレクションはナショナル・ギャラリーの主要なコレクションとして所蔵されている。
ウォルポールの美術コレクション売却話の後、ジェームズ・バリー (James Barry)やジョン・フラクスマンなど多くの芸術家たちが、イギリス絵画が発展するためには他のヨーロッパ諸国の優れた絵画と接する機会が不可欠であるとして、イギリスでの国立美術館の創設を求めた。1805年に貴族階級の美術愛好家たちによって英国美術振興協会 (British Institution for Promoting the Fine Arts in the United Kingdom) が設立されている。この協会のメンバーは所持していた絵画を、美術学校の夏季休暇時に展示会を開催するために年一回貸与し、芸術家たちが絵画に接する場を提供した。しかしながら貸与された絵画には二流以下の作品も多く、英国美術振興協会を不快に感じ、協会のメンバーたちが所有するオールド・マスターの絵画の売却価格を吊り上げる、詐欺まがいの展示会ではないかと考える芸術家もいた。しかし、英国美術振興協会の創設メンバーの一人準男爵ジョージ・ボーモント (en:Sir George Beaumont, 7th Baronet) のように、自身が所有する16点の絵画の寄贈を申し出て、ナショナル・ギャラリーの創設に大きな役割を果たした人物もいる。

1823年には死去したばかりのロシアからロンドンに亡命してきた銀行家ジョン・ジュリアス・アンガースタインが生前収集していた著名なコレクションが市場に出た。このコレクションは38点の絵画で、ラファエロの作品やホガースの『当世風結婚』シリーズなどが含まれていた。1823年7月1日にホイッグ党の政治家で後に初代ドーヴァー男爵を受爵するジョージ・エイガー＝エリス (en:George Agar-Ellis, 1st Baron Dover) が庶民院でこのコレクションを購入する提案を出した。この提案はボーモントの絵画寄贈の申し出によって弾みがつき、政府によるアンガースタインのコレクション購入と、このコレクションを収蔵するのに相応しい建物の建設が議論された。最終的にはオーストリアからの予期せぬ戦時公債の返済があったことによって、イギリス政府はアンガースタインのコレクションを57,000ポンドで購入することを決定した。

### 設立と初期

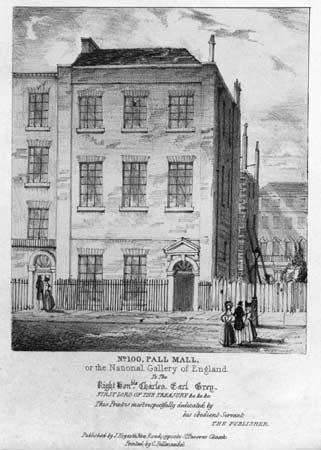
ペルメル街100番を描いたドローイング。1824年から1834年にかけてナショナル・ギャラリーがあった場所

1824年5月10日に、アンガースタインが以前所有していたロンドンのペルメル街100番のタウンハウスにナショナル・ギャラリーが開館した。1826年にボーモントがナショナル・ギャラリーに寄贈を申し出ていた絵画コレクションが、続いて1831年には著名な画商で美術品収集家でもあったウィリアム・ホルウェル・カー (en:William Holwell Carr) が遺贈した35点の絵画が収蔵された。開館当初の絵画管理は画商で画家でもあったウィリアム・セギエ (en:William Seguier) 一人が担い、同時にギャラリー全体にも責任を負わされていたが、1824年7月に新しく評議員会が結成され、役割と責任が分担されることとなった。
ペルメル街のナショナル・ギャラリーは常に入場客であふれており、人いきれで蒸し暑く、パリのルーブル美術館などに比べて建物の規模が小さかったこともあって、国を代表する美術館としては相応しくないのではないかという世論が高まった。しかしナショナル・ギャラリーの評議員に就任していたエイガー＝エリスは、ロンドン中心部のペルメル街という場所が美術館の存在意義に正しく合致していると評価していた。後にペルメル街100番が地盤沈下を起こし、ギャラリーは一時的に105番に移設されたが、作家アントニー・トロロープは105番の建物を「薄汚く重苦しいちっぽけな建物で、素晴らしい絵画を展示する場所としてはまったく不適格だ」と酷評している。その後、100番、105番ともに、カールトン・ハウス・テラス へと続く道路を敷設するために取り壊されることが決定した。

1832年にウィリアム・ウィルキンスの設計による新しい美術館の建築が始まった。チャリング・クロスの以前王室厩舎があったところで、1820年代にトラファルガー広場として改装された場所である。この場所は、富裕層が住むウェスト・エンドと、貧困層が住む東地域との中間に位置するという点に意味があった。その一方で1850年代には、階級階層とは関係なく優れた芸術には誰もが接することができるべきであり、薄汚れたロンドン中心部や欠点だらけのアンガースタイン邸などではなく、サウス・ケンジントン (en:South Kensington) に移転すべきではないかという現実的ではない議論もあった。1857年の議会で「絵画のコレクションそれ自体が目的ではなく、人々に高尚な楽しみを提供する目的にのみ絵画を収集する」という声明が出された。

### 歴代館長による発展
| ナショナル・ギャラリー歴代館長     | ナショナル・ギャラリー歴代館長 |
| ---------------------------------- | ------------------------------ |
| チャールズ・ロック・イーストレイク | 1855年 - 1865年                |
| ウィリアム・ボクソール             | 1866年 - 1874年                |
| フレデリック・ウィリアム・バートン | 1874年 - 1894年                |
| エドワード・ポインター             | 1894年 - 1904年                |
| チャールズ・ホルロイド             | 1906年 - 1916年                |
| チャールズ・ホームズ               | 1916年 - 1928年                |
| オーガスタス・ダニエル             | 1929年 - 1933年                |
| ケネス・クラーク                   | 1934年 - 1945年                |
| フィリップ・ヘンディ               | 1946年 - 1967年                |
| マーティン・ディヴィス             | 1968年 - 1973年                |
| マイケル・レヴィ                   | 1973年 - 1986年                |
| ニール・マグレガー                 | 1987年 - 2002年                |
| チャールズ・ソマレス・スミス       | 2002年 - 2007年                |
| ニコラス・ペニー                   | 2008年 -                       |

15世紀から16世紀にかけては、イタリア絵画がコレクションの中心だった。開設以来最初の30年間にわたり、絵画収集の権限を持っていた評議委員会が購入したのは盛期ルネサンスの画家たちの作品がほとんどだったためである。この評議員会の保守的な嗜好が貴重な絵画の購入機会を逃すことにもつながり、後にナショナル・ギャラリーが1847年から1850年は1点の絵画も購入できなくなるという混乱の原因にもなっている。これらの事態を憂慮した1851年の庶民院のレポートでは、評議員会を上回る権能を持った館長職の設置が求められた。識者の多くは、以前ナショナル・ギャラリーの照明やコレクションの展示方法について顧問の役割を果たした、ドイツ人美術史家のグスタフ・フリードリヒ・ワーゲン (en:Gustav Friedrich Waagen) が館長として着任するのではないかと考えていた。しかしながらヴィクトリア女王、その王配アルバート、首相ジョン・ラッセルらに、ギャラリーでの絵画管理の仕事ぶりを認められていた画家チャールズ・ロック・イーストレイク (Charles Lock Eastlake) が館長に任命された。イーストレイクはヨーロッパ絵画の研究会アランデル・ソサエティ (EN:Arundel Society) 創設に大きな役割を果たした人物で、当時のロンドンでも一流の美術専門家として知られていた。
| 『キリストの洗礼』（1450年頃） ピエロ・デッラ・フランチェスカ, イーストレイクの購入絵画 |

| 『愛の寓意』（1545年） アーニョロ・ブロンズィーノ イーストレイクの購入絵画 |

新館長イーストレイクが好んでいたのは初期ルネサンス絵画と初期フランドル絵画だった。どちらもそれまでのギャラリーの評議員会から無視され続けていた作品群だが、美術研究者からは徐々に注目されつつあった分野だった。イーストレイクは毎年1回ヨーロッパ大陸に渡り、特にイタリアを訪れてナショナル・ギャラリーに相応しい絵画を捜し求めた。そしてイーストレイクはパオロ・ウッチェロの『サン・ロマーノの戦い』のような重要な148点の絵画を諸外国で、46点の絵画をイギリスで購入した。イーストレイクは、評議員会からは興味をもたれなかった類の絵画を集めた自身のプライベート・コレクションも持っていた。ただし、このプライベートコレクションの最終的な目的はナショナル・ギャラリーの所蔵に加えることであり、イーストレイクの死後に、友人で後任の館長となったウィリアム・ボクソール (William Boxall) とイーストレイクの未亡人エリザベス・イーストレイク (en:Elizabeth Eastlake) によって正式にナショナル・ギャラリーのコレクションとなっている。
ギャラリーが狭く、収蔵、展示スペースが少ないことは依然として深刻な問題だった。1845年にロバート・バーノンから大量のイギリス絵画の遺贈があったが、ウィルキンスが設計した建物には収容しきれず、当初はペルメル街50番のバーノン邸に展示され、後にマールバラ・ハウス (en:Marlborough House) に移動された。1851年に国民的イギリス人画家J. M. W. ターナーが死去し、1000点以上の絵画を残したときにも十分な対応が出来ず。ナショナル・ギャラリー本体ではなく、バーノンの遺贈絵画とともに離れたサウス・ケンジントンで展示される始末だった。このことはイギリス絵画をナショナル・ギャラリーではなく別の場所で展示するという先例となり、1897年の分館ナショナル・ギャラリー・オブ・ブリティッシュ・アート（現在のテート・ブリテン）開設につながった。1790年以降に誕生した画家たちの作品をミルバンク (en:Millbank) に建設されたナショナル・ギャラリー・オブ・ブリティッシュ・アートへと移されることになったため、ホガース（1697年 - 1764年）、J. M. W. ターナー（1775年 - 1851年）、コンスタブル（1776年 - 1837年）らの作品はイギリス絵画ではあるが、現在でもトラファルガー広場のナショナル・ギャラリーに展示されている。ターナーの遺言には、フランス人画家クロード・ロランの作品に自身の絵画を2点並べて展示することとした条項があるが、現在これらの絵画はナショナル・ギャラリーと、1985年にテート・ブリテンに増設されたクロア・ギャラリーに分散して収蔵されている。
第3代館長フレデリック・ウィリアム・バートン は18世紀絵画コレクションの基礎を作り、イギリスのプライベートコレクションから傑出した絵画の購入に成功した。1885年にブレナム宮殿のコレクションから、ルネサンス盛期イタリア人画家ラファエロの『玉座の聖母子と洗礼者聖ヨハネ、バーリの聖ニコラウス（アンシデイの祭壇画）』とバロック期フランドル人画家ヴァン・ダイクの『チャールズ1世騎馬像』の2作品を過去最高額の87,500ポンドで購入している。この高額な買い物はナショナル・ギャラリーの「絵画収集黄金時代」に終止符を打つことになり、これ以降数年間ナショナル・ギャラリーは絵画を購入することができなくなった。1890年にランドール伯ウィリアム・ プレイデル=ブーヴェリエ (en:William Pleydell-Bouverie, 5th Earl of Radnor) から、ルネサンス期ドイツ人画家ハンス・ホルバインの『大使たち』を入手しているが、これは私人からの寄付によって購入された最初の絵画だった。

### 20世紀前半

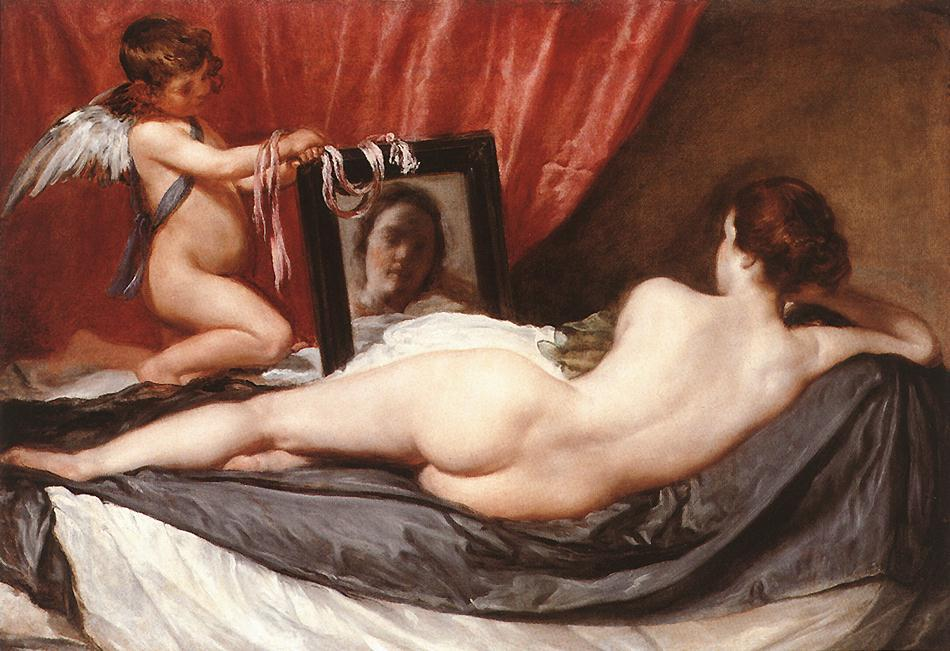
『鏡のヴィーナス』（1647年 - 1651年）
ディエゴ・ベラスケス

20世紀初頭の農業恐慌で、多くの貴族階級が個人所有の絵画を手放したが、アメリカ人富豪、財閥の持つ潤沢な資金力にイギリスの美術館は対抗できず、多くの作品がアメリカへと流出した。これを教訓として設立された、イギリスへの絵画購入を目的とする基金がアート・ファンド (en:The Art Fund) である。ナショナル・ギャラリーがアート・ファンドを利用して、1906年にディエゴ・ベラスケスの『鏡のヴィーナス』、1909年にはホルバインの『デンマークのクリスティーナ、ミラノ公妃』をそれぞれ購入している。また、貴族階級の多くが財政的危機にあったが、その後10年間に渡ってプライベートコレクションから重要な絵画の寄贈が相次いだ。1909年には実業家ルードウィッヒ・モンドから、ラファエロの『モンドの磔刑』を含む42点のイタリアルネサンス絵画がナショナル・ギャラリーに寄贈された。その他重要な絵画を寄贈した人物として、1910年のジョージ・ソルティング (en:George Salting)、1916年のオースティン・ヘンリー・レヤード、1917年のヒュー・レーン (en:Hugh Lane) があげられる。ヒュー・レーンにはコレクションをナショナル・ギャラリーへ寄贈するという遺書と、コレクションをダブリンのヒュー・レーンギャラリーに寄贈するという証人の署名のない遺書があり、どちらが正しい遺書なのか大きな議論を巻き起こした。

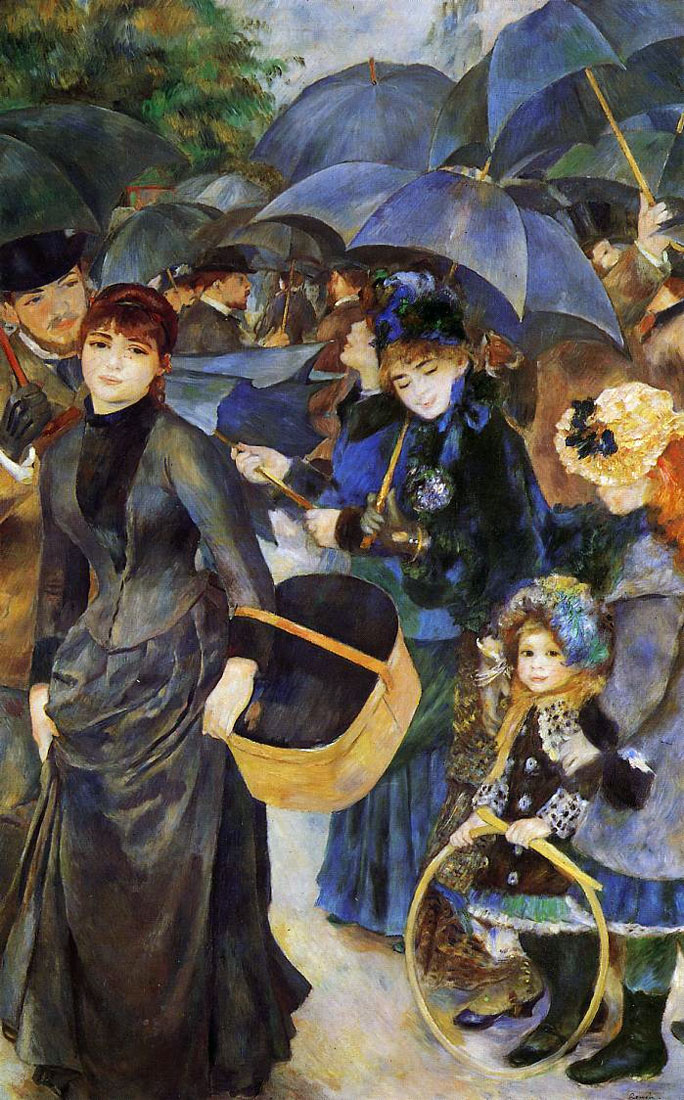
『傘』（1883年）
ルノワール

政治的な抗議行動でナショナル・ギャラリーの絵画が損傷を受けるという珍しい事件が1914年5月10日に起こった。過激婦人参政権論者のカナダ人女性メアリー・リチャードソン (en:Mary Richardson) が、数日前に仲間の婦人参政権論者であったエメリン・パンクハーストが逮捕されたことに対する抗議として、ディエゴ・ベラスケスの『鏡のヴィーナス』を肉切り包丁で切り裂いたのである[c]。また、同じ月に別の過激婦人参政権論者がジョヴァンニ・ベリーニの5点の絵画を傷つけた。第一次世界大戦の開始までナショナル・ギャラリーは閉鎖されるべきだという理由からで、パンクハーストが結成した婦人社会政治連合 (en:Women's Social and Political Union, WSPU) が絵画に対する攻撃を止めるよう呼びかけた声明は無視されていた。
ナショナル・ギャラリーへの印象派絵画の収蔵は、異例ともいえる波乱含みで開始された。1906年にヒュー・レーンが、印象派フランス人画家ルノワールの『傘』など、39点の作品をナショナル・ギャラリーに自身の死後に寄贈すると発表した。ただし、レインが住んでいたアイルランドのダブリンに、これらの絵画を展示するのに相応しい美術館が建てられなかった場合には、という条件がついていた。この発表は当時の館長チャールズ・ホルロイド (en:Charles Holroyd) から大歓迎されたが、ギャラリーの評議員会からは激しい反対を受けた。評議員の一人アルジャーノン・ミットフォードは「芸術の聖域たるナショナル・ギャラリーに醜悪な現代フランス絵画が展示されているのを見るくらいなら、セント・ポール大聖堂に行ってモルモン教の伝道演説を聴くほうを選ぶ」としている。おそらくはこのような評議員会の言動に嫌気が差したレーンは、絵画は全てアイルランドにのみ寄贈すると遺言書を修正したが、この遺言書には立会人も、証人の署名もなかったということは重要な点である。1915年にレーンが乗船していた客船ルシタニアが、ドイツ海軍からの攻撃を受けて沈没、レーンもこのときに死亡し、その後遺言書を巡る議論が1959年まで続いた。現在ではレーンが残したコレクションの多くがヒュー・レーン・ダブリン市立美術館 (en:Dublin City Gallery The Hugh Lane) に常設展示されており、一部の絵画は数年置きにロンドンとダブリンで交互に展示されている。

実業家サミュエル・コートールド (en:Samuel Courtauld (art collector)) が1923年に創設した現代絵画を購入する基金が、イギリスに新印象派フランス人画家ジョルジュ・スーラの『アニエールの水浴』など重要な絵画をもたらした。これらの絵画は1934年にナショナル・ギャラリーからテート・ギャラリーへと移管されている。

### 第二次世界大戦下

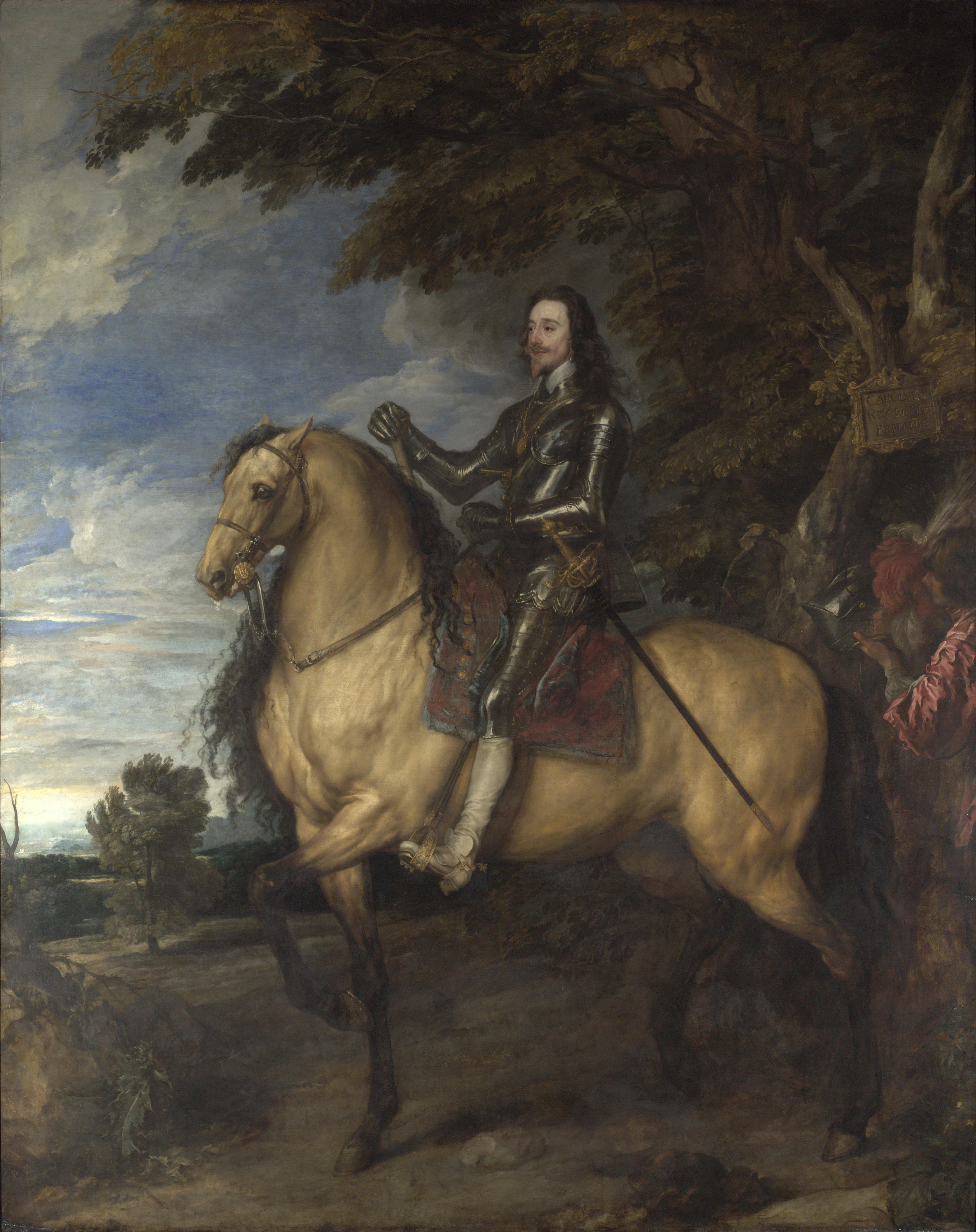
『チャールズ1世騎馬像』（17世紀前半）
アンソニー・ヴァン・ダイク
ナショナル・ギャラリー所蔵の絵画で、もっとも大きな作品の一つ（365cm × 289 cm）

ナショナル・ギャラリー所蔵の絵画は第二次世界大戦勃発の直前に、戦禍を避けるためにウェールズ各地へ分散移動させられた。移動先に選ばれたのはペンリン城 （en:Penrhyn Castle）、バンガー大学、アベリストウィス大学 (en:Aberystwyth University)などだった。1940年にナチス・ドイツがフランスに侵攻したため、より安全な保管先が必要とされ、絵画をカナダへと移す案が検討された。しかしこの案は首相ウィンストン・チャーチルによって即時却下され、チャーチルは当時のナショナル・ギャラリー館長ケネス・クラークに「洞窟や地下壕にでも隠せ。一枚の絵画もイギリス諸島から出て行くことはありえない」という電報を出している。チャーチルからの命令を受け、北ウェールズのブラナイ・フェスティニオグ (en:Blaenau Ffestiniog) 近郊の採石場が絵画の隠匿場所に選ばれた。この新たに提供された場所で当時絵画管理の職に就いており、後にギャラリー館長に就任するマーチン・ディヴィス (en:Martin Davies (museum director)) が、同時に保管されたギャラリーの蔵書を参照しながらコレクションの学術的目録の編纂を始めている。保管場所に選ばれた採石場が、絵画を保存する上で重要な要素となる気温と湿度が一定であったかどうかを長く疑問視する修復技術者もいたが、現在ではそれらの要素を再確認することは不可能である。ナショナル・ギャラリーに最初に空調管理設備が設置されたのは1949年になってからであり、絵画がそれ以前にギャラリー内で何らかの悪影響を受けた可能性もあったためである。
絵画が全て避難した空っぽのナショナル・ギャラリーでは、一般国民の戦意高揚のためにイギリス人ピアニストマイラ・ヘスが毎日演奏会を開いた。この当時ロンドン市内のあらゆるコンサート・ホールが閉鎖されていたためでもあった。ポール・ナッシュ、ヘンリー・ムーア、スタンリー・スペンサー （en:Stanley Spencer) ら、当時を代表するイギリス人画家たちが戦争画家 (en:War artist) に任じられ、彼らの描いた戦争絵画の展示が1940年から開始された。戦争芸術家諮問委員会 (War Artists' Advisory Committee) はギャラリー館長のクラークに、「どんな名目でも構わないから画家たちに戦争絵画を描き続けさせる」ように求めている。1941年に一人の画家から、近年ギャラリーの所蔵となったレンブラントの『マルガレータ・デ・ヘールの肖像』を見たいという要望が出た。この要望から「今月の一枚 (Picture of the Month)」の構想が生まれ、毎月採石場から1点の絵画が運び出され、ナショナル・ギャラリーで大衆に展示されることになった。美術評論家ハーバート・リードはこの年にナショナル・ギャラリーのことを「爆撃され荒廃した大都市の中心部にある、芸術の最前線基地」と評している。絵画が無事にトラファルガー広場のナショナル・ギャラリーに戻ってきたのは、終戦した1945年のことだった。

### 第二次世界大戦後

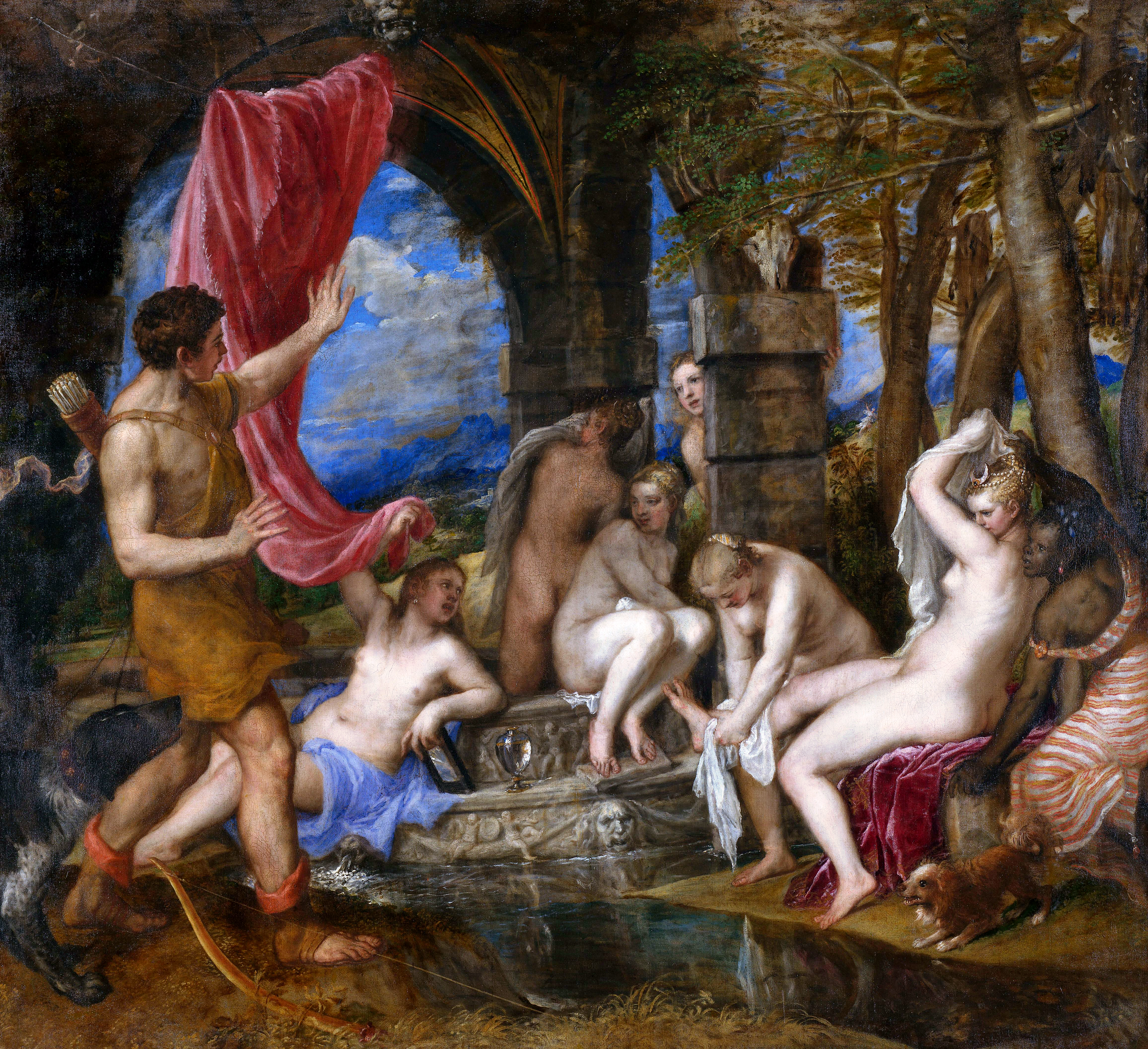
『ディアナとアクタイオン』（1556年 - 1559年）
ティツィアーノ・ヴェチェッリオ
2008年にスコットランド国立美術館と共同で購入した

終戦後、ナショナル･ギャラリーでは徐々に新規の絵画購入が困難になっていった。オールド・マスターや印象派、ポスト印象派の画家たちの作品の相場が、ギャラリーの資金力を上回って高騰したためである。終戦後にナショナル・ギャラリーが購入した重要な絵画には、1962年に購入したルネサンス期イタリア人画家レオナルド・ダ・ヴィンチの『聖アンナと聖母子と幼児聖ヨハネ』(1499年 - 1500年）や、1972年に購入したヴェネツィア派イタリア人画家ティツィアーノの『アクタイオンの死』など、一般大衆への訴えかけと助力が無ければ入手不可能だったものもある。ナショナル・ギャラリーに政府から交付される絵画購入補助金は1985年に凍結されたが、同じ年に大富豪の篤志家ジョン・ポール・ゲティから5,000万ポンドの寄付を受け、有名な絵画の購入準備が整った。しかしながら皮肉なことに、ナショナル・ギャラリーの絵画購入に極めて大きな脅威となったのは、ジョン・ポール・ゲティの疎遠になった父親のジャン・ポール・ゲティがカリフォルニアに設立した、潤沢な資金力を持つJ・ポール・ゲティ美術館で、両美術館のこの関係は現在でも変化していない。1985年には実業家で貴族院にも議席を持つ大富豪ジョン・セインズベリ (en:John Sainsbury, Baron Sainsbury of Preston Candover) と弟のサイモン・セインズベリ (en:Simon Sainsbury) からの寄付で、セインズベリ棟がギャラリーに増設された。
1987年にギャラリー館長に就任したニール・マグレガーのもとでコレクションが再分類され、イーストレイク以来続けられてきた絵画の展示方法が変更され、絵画は年代順に配置された。これは国別の特徴よりも、19世紀以降主流となった美術史観である、様々な文化がそれぞれに影響を及ぼし、交じり合っていく過程の重要性を強調する意図だった。

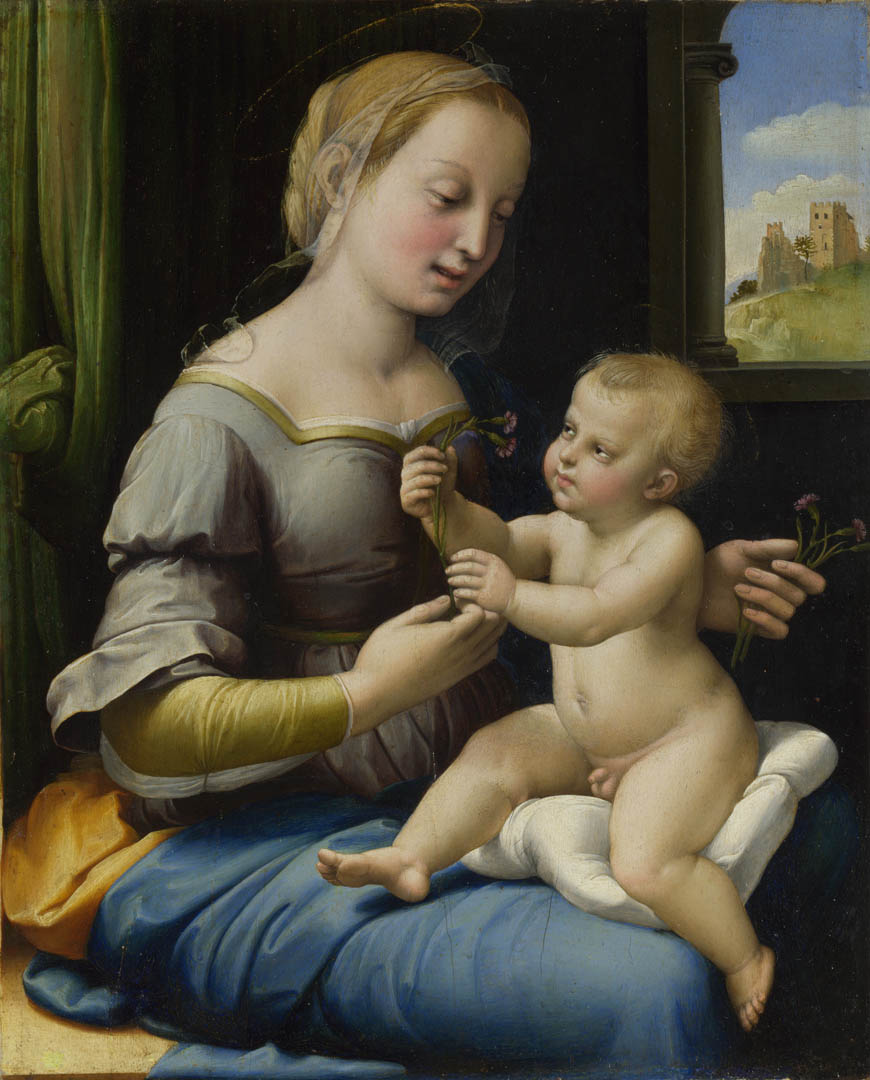
『カーネーションの聖母』（1507年頃）
ラファエロ

1999年にイタリア美術の専門家デニス・マホン (en:Denis Mahon) からイタリアバロック絵画26点が遺贈された。20世紀初めごろにはバロック絵画は不当に低く見られており、1945年にはギャラリー評議員会は、バロック期イタリア人画家グエルチーノの絵画を、わずか200ポンドで売却したいというマホンからの申し出を断っている。しかし2003年にその絵画には400万ポンドの価値があるとされた。マホンのコレクションは、ギャラリーがそれらの絵画を売却することも、観覧者から入場料をとることもないという条件の下で遺贈されている。
| アソシエイト・アーティスト | アソシエイト・アーティスト |
| -------------------------- | -------------------------- |
| ポーラ・レゴ               | 1989年 - 1990年            |
| ケン・キフ                 | 1991年 - 1993年            |
| ピーター・ブレーク         | 1994年 - 1996年            |
| アナ・マリア・パチェコ     | 1997年 - 1999年            |
| ロン・ミュエク             | 2000年 - 2002年            |
| ジョン・ヴァーチェ         | 2003年 - 2005年            |
| アリソン・ワット           | 2006年 - 2008年            |
| マイケル・ランディ         | 2009年 -                   |

1989年以来、ナショナル・ギャラリーは現代芸術家たちにアトリエを提供し、ギャラリーでの常設展示を前提とした作品制作を促進している。選ばれた芸術家は通常2年間「アソシエイト・アーティスト」と呼ばれる立場に任ぜられ、在任期間の最後にナショナル・ギャラリーで個展を開くことができる。
ナショナル・ギャラリーと、もともとナショナル・ギャラリーの分館として設立され、1955年に独立組織となったテート・ギャラリーとの権限、役割分担は長期間あいまいになっていたが、1996年に明確に定義された。1900年以前の絵画をナショナル・ギャラリーの所蔵とすることが決定し、それまでナショナル・ギャラリーが所蔵していた60点以上の1900以降の絵画がテート・ギャラリーへと移管され、テート・ギャラリーからは返礼としてポール・ゴーギャンらの絵画がナショナル・ギャラリーに移されている。しかしながら、今後ナショナル・ギャラリーが増築されてスペースに余裕ができれば、これらの絵画が再度ナショナル・ギャラリーに戻ってくる可能性もある。
21世紀になってから、ナショナル・ギャラリーは絵画購入のために大規模な資金集めのキャンペーンを2度行った。2004年のラファエロの『カーネーションの聖母』と2008年のティツィアーノの『ディアナとアクタイオン』で、『ディアナとアクタイオン』は、第7代サザーランド公フランシス・ロナルド・エジャートン (en:Francis Egerton, 7th Duke of Sutherland) から、5,000万ポンドでスコットランド国立美術館と共同購入した。さらに両美術館は、エジャートンのコレクションから『ディアナとアクタイオン』と一対となっているティツィアーノの『ディアナとカリスト』についても2012年に購入する予定であった。しかしナショナル・ギャラリーには価格が暴騰しているオールド・マスターの絵画を単独で購入できるだけの資金力がなく、広く公衆に呼びかけて資金協力を求めないとそのような絵画を購入することができなかった。2007年に当時の館長だったチャールズ・ソマレス・スミス (en:Charles Saumarez Smith) は、この状況に対する失意を表明した。その後、両美術館は資金調達に長い時間をかけ、2012年3月に提示価格から500万ポンド引き下げられた4500万ポンドで『ディアナとカリスト』を購入した。このうち2000万ポンドは様々な寄付によるものであり、2,500万ポンドはナショナル・ギャラリーの積立金によるものであった。

## ギャラリー

ナショナル・ギャラリーの1階平面図。増築された箇所が年代別で色分けされている

### ウィリアム・ウィルキンスの設計
チャリング・クロス王室厩舎跡の広場（後のトラファルガー広場）にナショナル・ギャラリーを建設するというアイディアは、当時の摂政王太子で後の国王ジョージ4世から、王室厩舎跡を再開発するコンペティションへの参加を命じられたジョン・ナッシュから来ている。当時広場の中心部にはパルテノン神殿を模したロイヤル・アカデミー・オブ・アーツが建てられていた。景気後退によってこのときの構想は挫折したが、コンペティション自体は1831年まで継続されており、ナッシュはチャールズ・ロバート・コックレル (en:Charles Robert Cockerell) を副建築士とした設計書を提出した。しかしながら当時のナッシュの名声は低下しており、ナショナル・ギャラリーの設計は、ウィリアム・ウィルキンス (en:William Wilkins (architect)) に任せられることになる。ウィルキンスは建設用地の選定に関与しており、コンペティションの最後に数枚のドローイングを提出した建築家だった。ウィルキンスは「歴史的な絵画を通じて次代の芸術家を育てる美術の神殿」を建てたいと考えていたが、極度の資金不足と妥協を余儀なくされた結果、建てられたギャラリーはほとんど全ての点で失敗作と見なされてしまった。

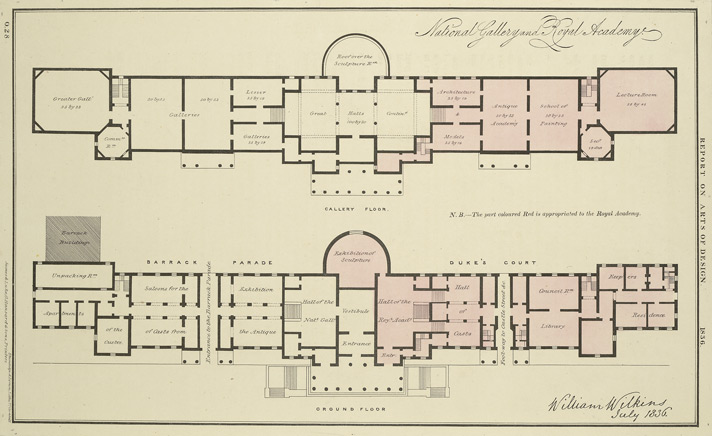
ウィルキンス設計による1836年当時のナショナル・ギャラリーの1階と2階。陰になっている箇所は1868年までロイヤル・アカデミー・オブ・アーツが使用していた

限られた用地面積のために展示室は一列しか作ることが出来ず、ギャラリーのすぐ後ろには救貧院と軍隊の兵舎が存在していた[d]。そして、これらの施設へ向かう公衆通行権がギャラリー敷地内に設置されており、ファサード東西両側のポルチコの利用者のかなりの割合を占めたことも大きな問題となった。ギャラリーの利用者と他の施設の利用者の流れを分けるために、移設のため取り壊されていたカールトン・ハウスに使われていた列柱を流用したが、ポルチコに使用されていた列柱とはスタイルが全く異なっており、さらにギャラリーの評価を下げる結果となった。広場北部でもっとも威厳があり中核的な建築物という当初の目標とは全く異なるものとなってしまったのである。また、ファサードの装飾に使用されていた彫刻も他から流用されたものだった。もともとはナッシュがデザインした大理石の凱旋門マーブル・アーチに使用される予定であったものが、経済的な問題でそのまま放棄されていた彫刻だった[e]。ギャラリー西半分は1868年までロイヤル・アカデミー・オブ・アーツが使用しており、スペースに余裕のないギャラリーをさらに手狭にしていた。
ギャラリーは建物完成以前の、そのデザインが文芸雑誌『リテラリー・ガゼット (en:Literary Gazette)』誌にリークされた1833年以来冷笑の的となっていた。ギャラリーが完成する2年前の1836年に『コントラスツ』誌の口絵に悪名高い「胡椒壺 (pepperpot)」の正面図が掲載され、ネオ・ゴシック建築家オーガスタス・ピュージンが古典建築の堕落と紹介したことが大きく広まり、悪影響を及ぼしたこともある。イギリス国王ウィリアム4世もギャラリーを「薄汚く、小さく狭苦しい穴ぐら」と呼んだ記録が残っており、小説家ウィリアム・メイクピース・サッカレーは「ちっぽけなジン売り場」と評した。20世紀の建築史家ジョン・サミュエルソン (en:John Summerson) はこのような先人たちの意見に賛意を示し、ギャラリーの半円形のドームと屋根の輪郭線に沿った2本の小さな小塔との配置を「暖炉に置かれた時計と花瓶で、何の役にも立っていない」と酷評した。建築家チャールズ・バリー (en:Charles Barry) が1840年から開始したトラファルガー広場の改造案にはギャラリーの北側テラス改築も含まれており、不評の原因の一つを解決し、ギャラリーの評価を高めようとする計画があった。ギャラリーに関する様々な悪評は、1984年にチャールズ3世（当時王太子）がウィルキンス設計のファサードを、当時提案されていた増築計画（後のセインズベリ棟）のデザインと対比して「大好きな優雅な友人」と語って以来大幅に緩和された。

### ペネソーン、バリー、テイラーによるギャラリーの増築

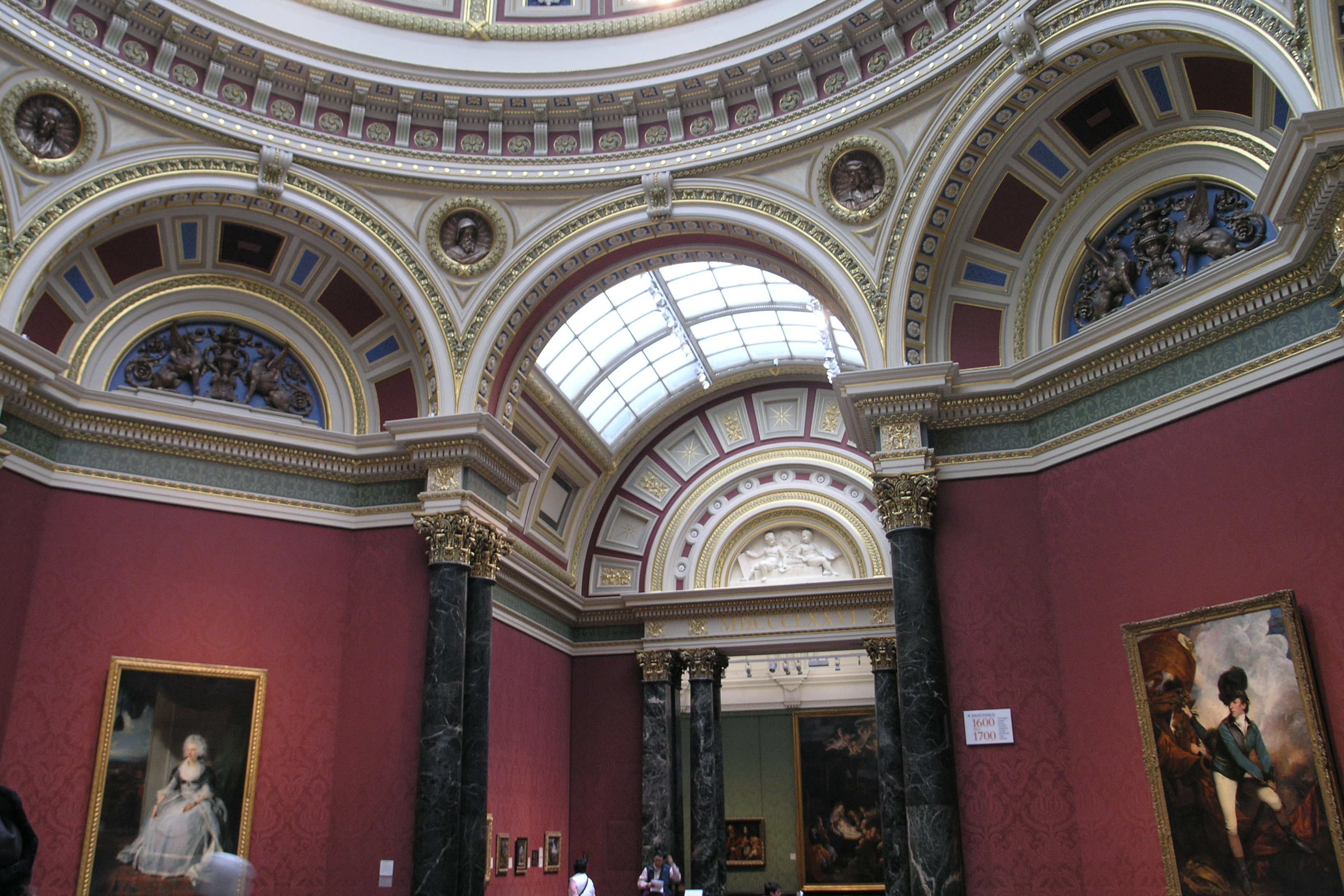
バリー・ルーム（1872年 - 1876年）、E.M.バリー設計

ナショナル・ギャラリーが最初に増改築されたのは1860年から1861年にかけてで、建築家ジェームズ・ペネソーン (en:James Pennethorne) による改築だった。ウィルキンスの設計よりも凝った装飾がなされたが、改築前のエントランス・ホールに比べ、窮屈感はよりいっそう悪化してしまっている。当然、ギャラリーを完全に建て替える（1853年のチャールズ・バリー (en:Charles Barry)）、環境のいいケンジントンの収容能力の高い施設にギャラリーを移設するなどといった提案もあった。1867年にチャールズ・バリーの息子の建築家エドワード・ミドルトン・バリー (en:Edward Middleton Barry) が、4つのドームを持つ大規模な古典的建物にギャラリーを建て直すという設計案を出した。しかしこの構想は受け入れられず、当時の評論家にその外観は「セント・ポール大聖堂のデザインからの盗用」として非難されている。

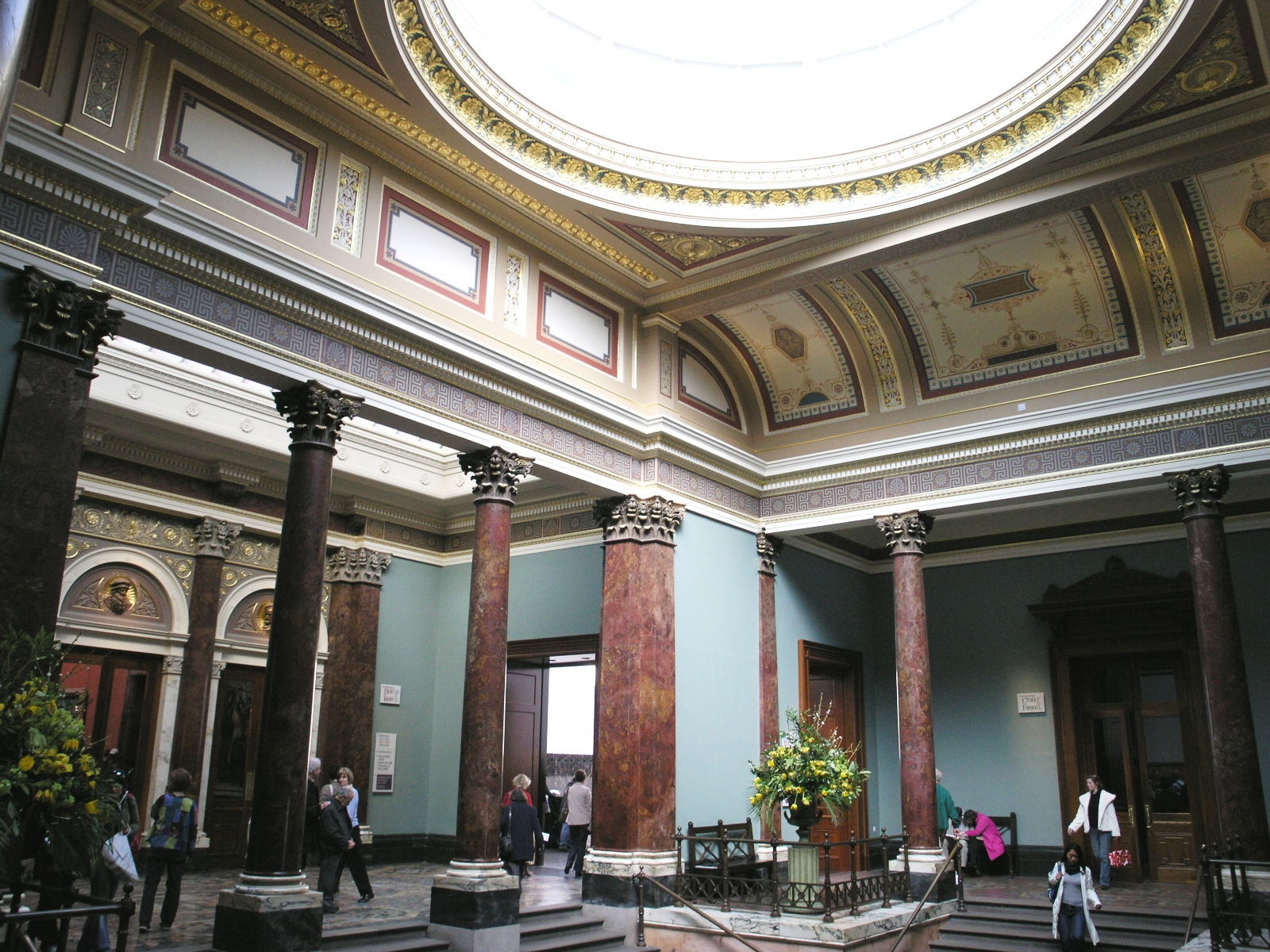
ステアケース・ホール（1884年 - 1887年）、ジョン・テイラー設計

しかしながら、ギャラリーのすぐ背後にあった救貧院が取り壊されることになり、ギャラリーを増築する建設用地に余裕が生まれた。そして、バリーが1872年から1876年にかけて、最初に大規模なギャラリーの増改築を担当することになった。色鮮やかな新ルネサンス様式 (en:Neo-Renaissance) でデザインされており、バリー・ルームと呼ばれる大きな八角形の部屋を中心としたギリシア十字を模した設計となっている。悪評高かったウィルキンス設計のギャラリーを補ったバリーの増築だったが、ナショナル・ギャラリーの職員からの評価は低かった。壮大な外観はギャラリーの本来の目的である絵画を展示する場所という機能とは相いれず、さらに室内を飾り立てることが将来の絵画購入資金を圧迫すると考えられたのである。例えば、15世紀から16世紀のイタリア絵画が展示されていた部屋の天井には装飾や天井画ではなく、19世紀のイギリス人芸術家たちの名前が彫られていただけだった。このような不評もあったが、バリー・ルームはギャラリーの展示計画の中心となった。バリーのデザインは、その後の数世紀にわたるギャラリー増改築の際に踏襲され、その結果現在のナショナル・ギャラリーは全体として調和のとれたデザインとなっている。
ペネソーンが増築したギャラリーは、ジョン・テイラー (en:John Taylor (architect)) が中央エントランスから北へギャラリーを増築する際に取り壊されている。ガラスのドームを持ったエントランスホールは、以前バリー・ルームの装飾も手がけたインテリア・デザイナーのジョン・ディブリ・クレイス (John Dibblee Crace) が天井画を描いている。南側の壁に絵がかかれる予定だったフレスコ画は完成しておらず、現在のその壁にはフレデリック・レイトン (en:Frederic Leighton, 1st Baron Leighton) が所有していた、ゴシック期イタリア人画家チマブーエの絵画が、1990年代から王室コレクションより貸与されて飾られている。

### 20世紀の近代化と修築

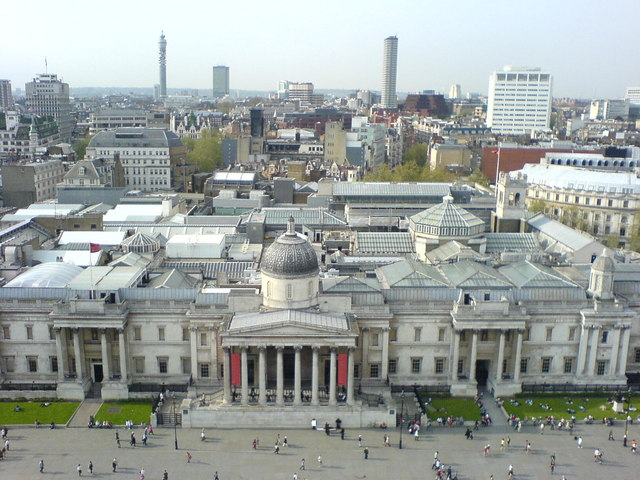
ナショナル・ギャラリーの鳥瞰画像（2006年4月）

ギャラリー西側への増改築も徐々に行われていたが、バリーが東側に増築したギャラリーのデザインを踏襲し、全体としての統一性を持たせることを主目的としていた。バリーのデザインと同様にエントランスの戸枠には暗色の大理石が使用され、内装もバリー・ルームと整合性が取れるように増築されている。古典的様式は引き続きギャラリーの増改築に使用されており、1920年代にも画商ジョゼフ・デュヴィーン (en:Joseph Duveen, 1st Baron Duveen) の寄付によって、ボザール様式のギャラリーが増築されている。しかしながら、ヴィクトリア朝への過度な感傷に対する反発が、ギャラリー内部でも高まってきた。1928年から1952年にかけてテイラーが設計したエントランス・ホールの床が、ブルームズベリー・グループと親しかったロシア人芸術家ポリス・アンレプ (en:Boris Anrep) が制作したモザイクで敷き替えられている。これはアルバート記念碑に施された凝ったパルナッソス・フリーズ (en:Frieze of Parnassus) に代表されるような、公衆の建築物の装飾における19世紀の伝統的慣例への皮肉であると読み取ることが出来る。「ミューズの目覚め」が表現されたモザイクの中心部にはイギリス人女流作家ヴァージニア・ウルフ、スウェーデン人女優グレタ・ガルボの肖像があり、ヴィクトリア朝の先人たちの高尚趣味を覆している。アンレプはキリスト教的七つの美徳の代わりに、自身が考える「現代の美徳」を描き出した。それは「ユーモア」や「偏見のない広い心」などであり、これらを示す寓意として、ウィンストン・チャーチル、バートランド・ラッセル、T・S・エリオットらの肖像が使用されている。
20世紀になって、ギャラリーのヴィクトリア朝後期のインテリアは、多くの評論家から支持されなくなっていった。クレイスが描いたエントランス・ホールの天井画は、1916年に館長に就任したチャールズ・ホームズ (en:Charles Holmes) の趣味に合わず、白い塗料で塗りつぶされた。
1975年に改築された北ギャラリーは、ナショナル・ギャラリーで採用された初めてのモダニズム建築という点で意義がある。これ以前に建てられた展示室ではオリジナルの古典的装飾が、間仕切り、壇、吊り下げ式天井板などの設置のために取り除かれていた箇所もあり、新設された展示室は絵画に対する集中力をそらさないことを目的とした、無個性の内装が施されていた。しかしナショナル・ギャラリーのモダニズムに対する傾倒は短かった。早くも1980年代にはヴィクトリア朝様式は忌み嫌われてはいないとして、元通り19世紀から20世紀の内装に戻すことを目的とした修復計画が始まっており、同時にバリー・ルームも1985年から1986年にかけて改修されている。1996年から1999年には北ギャラリーも「優れた建築的特徴が欠けている」とされて、簡素化はしているものの古典的様式に改築された。

### セインズベリ棟

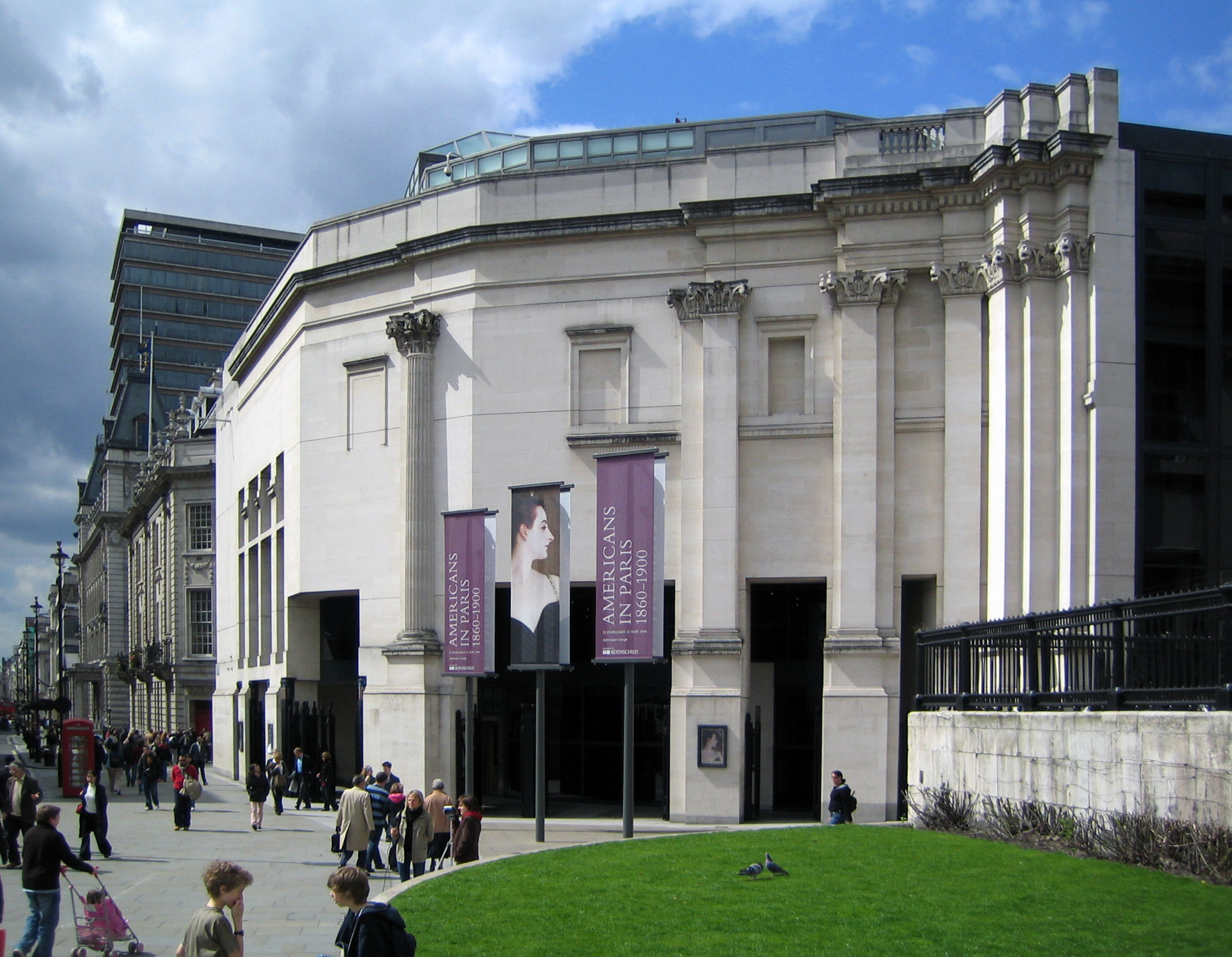
トラファルガー広場側から見たセインズベリ棟

近年ナショナル・ギャラリーに加えられた増改築でもっとも重要な建物はセインズベリ棟である。アメリカ人建築家ロバート・ヴェンチューリと北ローデシア出身の建築家デニス・スコット・ブラウン (en:Denise Scott Brown) がポストモダン建築様式で設計し、ルネサンス絵画を展示するギャラリーとして1991年に完成した。ギャラリー本館の西に位置し、第二次世界大戦時にロンドン大空襲で破壊されるまではデパートが建っていた場所である。ナショナル・ギャラリーはこの場所にギャラリーを増築する計画を長くもっており、1982年になってギャラリーのコンペティションが開かれた。参加した建築家には過激なハイテク建築を提案したリチャード・ロジャースたちも含まれている。もっとも多くの支持を受けたのはアーレンズ・バートン・アンド・コラレク建築事務所 (en:Ahrends, Burton and Koralek) が提案したデザインで、のちにその提案にロジャースの提案によく似た塔を追加している。このデザインはチャールズ3世（当時王太子）の「好ましい優雅な友人の顔にできた醜悪な吹き出物」という発言が原因で評価が下落している。この「醜悪な吹き出物」という表現は、周囲の景観を破壊する現代建築を表す言葉として常用されるようになっている。
1982年のコンペティションにはいくつかの提案条件があったが、そのなかに新築する棟には展示場所のほかに実務オフィスも含むことという項目があった。しかし1985年に、ジョン (en:John Sainsbury, Baron Sainsbury of Preston Candover)、サイモン (en:Simon Sainsbury)、ティム (en:Tim Sainsbury) のセインズベリ兄弟から5,000万ポンドの寄付があり、新築する棟は全て展示空間に充てることが可能となった。その後非公開のコンペティションが開かれたが、提案されたデザインは以前のものと比べてはるかに地味なものばかりだった。
豊かな装飾が施されていたギャラリー本館と比べて、セインズベリ棟の展示室の装飾は最小限でくつろげる場所となっており、小規模な絵画を展示するのに相応しい雰囲気になっている。これらの展示室は18、19世紀のイギリス人新古典主義建築家ジョン・ソーンが設計したダリッジ・ピクチャー・ギャラリーと、ルネサンス期イタリア人建築家フィリッポ・ブルネレスキがデザインした教会内装飾からの影響を強く受けている。セインズベリ棟最北端の展示室は、バリーがデザインしたギャラリー本館東の十字形の展示室と一直線に並んでおり、ギャラリー全体を端から端まで見通せる設計になっている。
トラファルガー広場が歩行者専用区域に指定されて以来、ナショナル・ギャラリーは現在ギャラリー1階にあるオフィスをギャラリー外に移設する計画を進めている。この計画は現在使用されていない中庭と、隣接するナショナル・ポートレート・ギャラリーから2000年に譲渡された土地の有効活用を意図したものである。計画の第1段階として、ジェレミー・ディクソンとエドワード・ジョーンズ (en:Edward Jones (architect)) がデザインした「イースト・ウィング・プロジェクト」が2004年に完成した。このプロジェクトによってギャラリー東に新しく設置された、トラファルガー広場に面した新しいエントランスは、ナショナル・ギャラリーに金銭面で多大な貢献をしたポール・ゲティにちなんで名づけられた。中央エントランスも修復され2005年9月に公開されている。今後の計画には「ウェスト・ウィングプロジェクト」もあり、「イースト・ウィング・プロジェクト」と同様な新しいエントランスと、さらに小さな展示室が予定されている。ギャラリー東側のファサードに新しく半円形の階段が設置される可能性もあるが、これら新しいプロジェクトの予定は未だ公式には発表されていない。

## 絵画修復と作者の特定を巡る論争

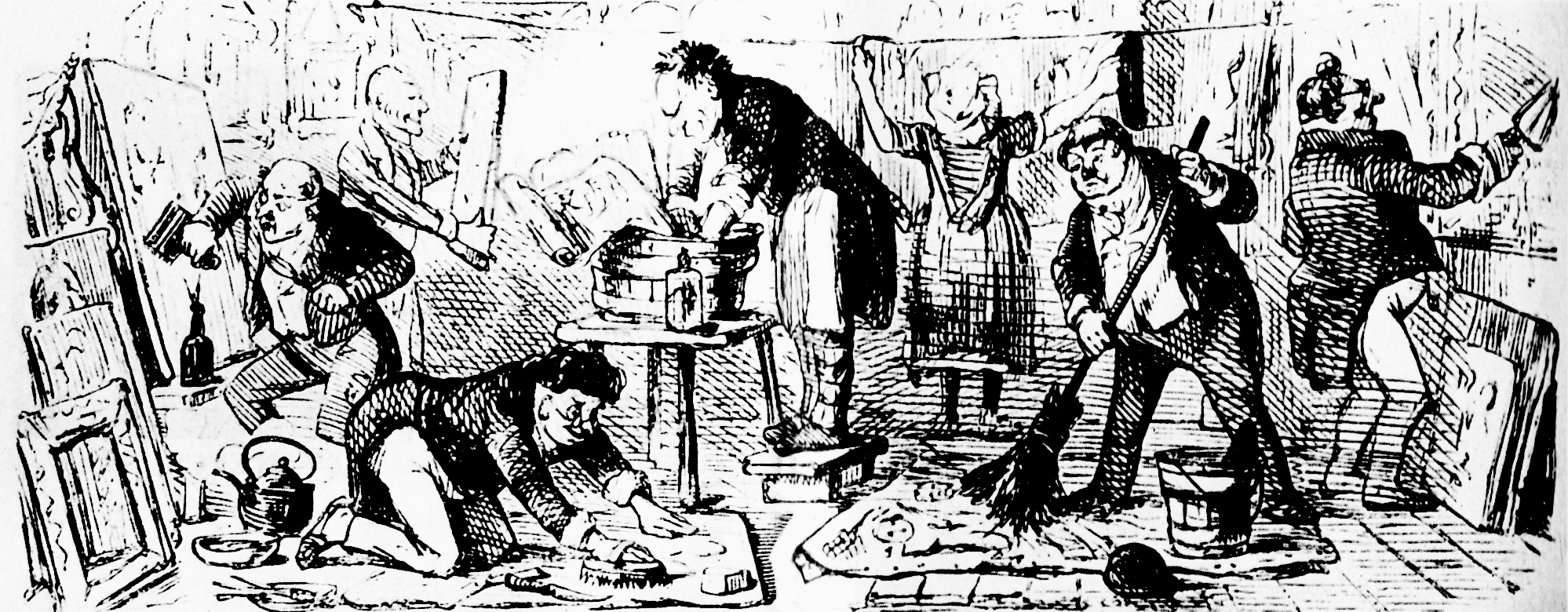
1847年に『パンチ』誌に掲載されたジョン・リーチ (:en:John Leech (caricaturist)) の風刺画。修復を巡る論争が終わらない様子を揶揄している

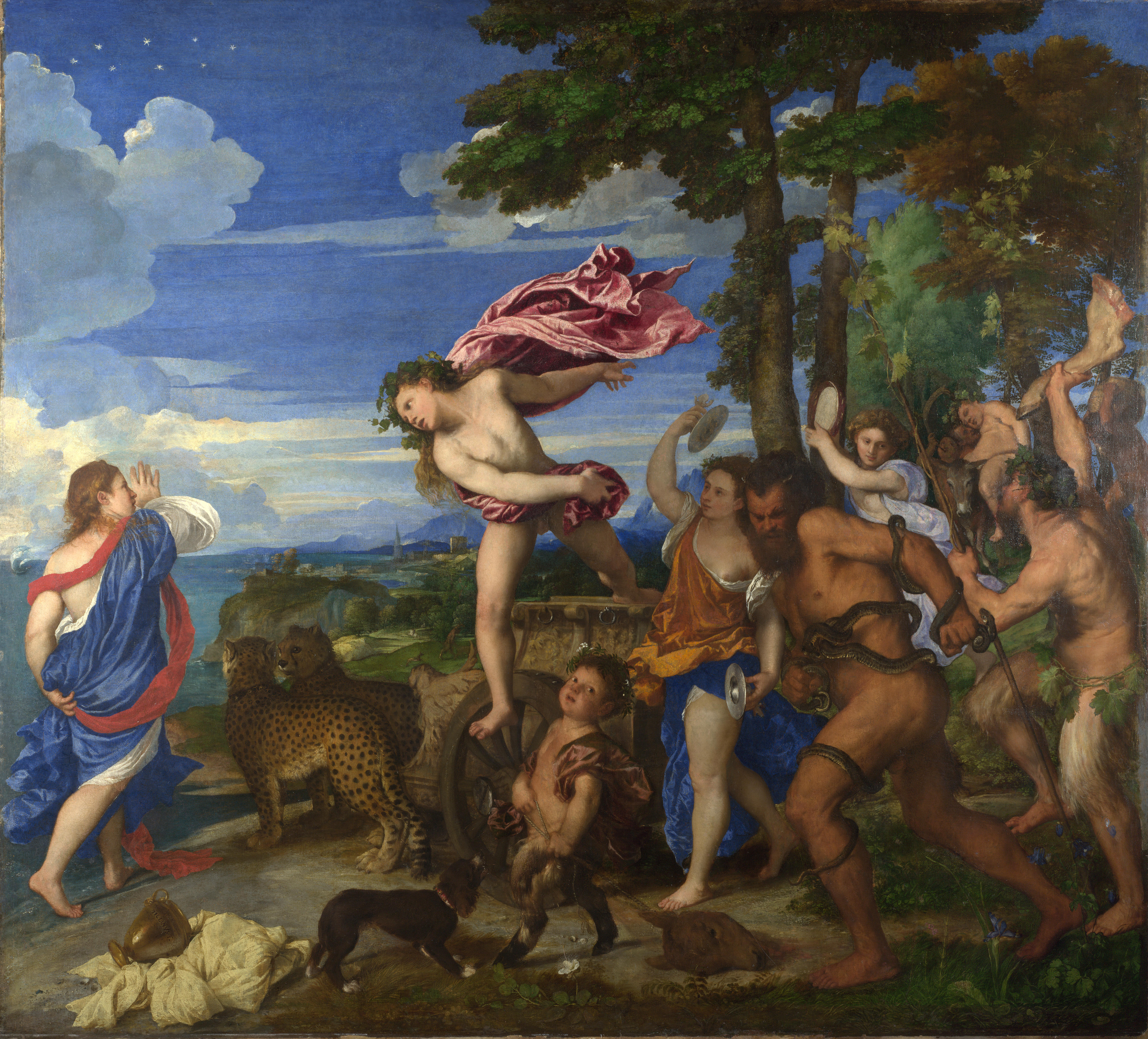
『バッカスとアリアドネ』（1523年 - 1524年）
ティツィアーノ
1967年から1968年にかけてナショナル・ギャラリーで修復が実施されたが、絵画全体のバランスを壊したと批判された

建物に関するものを除いて、ナショナル・ギャラリーに対してもっとも長く続いている批判は絵画の保管方針である。とくに絵画の修復時に過度なまでに手を入れているという非難が多い。ナショナル・ギャラリーが最初に絵画修復を手がけたのは、イーストレイクが絵画管理者に任命された後の1844年だった。このときに修復対象となったのはルーベンス、アルベルト・カイプ、ベラスケスの絵画で、修復後の1846年に公開されたが、マスコミから大きな批判を浴びている。もっとも激しくナショナル・ギャラリーを攻撃したのは『タイムズ』誌に連載を持っていたJ・モリス・ムーアで、「Verax」というペンネームを用いてナショナル・ギャラリーの絵画修復が粗雑すぎると激しく批判した。1853年には議会の小委員会が開かれ、ナショナル・ギャラリーの修復手法に問題がなかったどうかの調査が行われている。
ナショナル・ギャラリーの絵画保管について、第二次世界大戦集結直後に大きな議論が巻き起こった。主任修復家ヘルムート・ルヘマンが、第二次世界大戦中に絵画が保管されていた採石場での管理が適切だったかどうかについて疑義を呈したのである。そしてルヘマンによる戦火の汚れを洗浄修復された絵画が1946年に再公開されているが、大戦前に公開されていたときの絵画とは状態が異なっているのではないかという声が上がった。主な批判点は絵画を覆っていたワニスの除去に対するもので、このワニスは19世紀に絵画表面を保護する目的で塗布されたものだったが、経年変化で黄ばみ、オリジナルの彩色を見えなくしてしまっていた。しかしワニスを除去したことによって全体の調和が損なわれ、画家たちが自身の作品に与えていた艶までも除去されてしまったと批判された。ヘルムートの修復手法に対しての異議を主導したのはロンドン大学の付属機関ヴァールブルク研究所教授の美術史家エルンスト・ゴンブリッチで、後にナショナル・ギャラリーからの書簡がいかに攻撃的で傲慢なものだったのかを暴露した。
ナショナル・ギャラリーは、絵画の作者特定の点でも批判されている。1939年に当時の館長ケネス・クラークは、ギャラリーが所蔵する作者不明の一連のヴェネツィア派絵画を、その作品数の希少性で大衆の関心を集めていたルネサンス期イタリア人画家ジョルジョーネの作品であるとした。しかしこの作者特定は誤っており、クラークとギャラリーの学芸員の評価を落としている。近年では1980年に購入した17世紀の絵画『サムソンとデリラ』をルーベンスの作品としているが、多くの美術史家はこの作品はルーベンスではないと考えており、ナショナル・ギャラリーは間違いを認めたくないだけだとしている。

## 著名なコレクション
Category:ロンドン・ナショナル・ギャラリーの所蔵品も参照

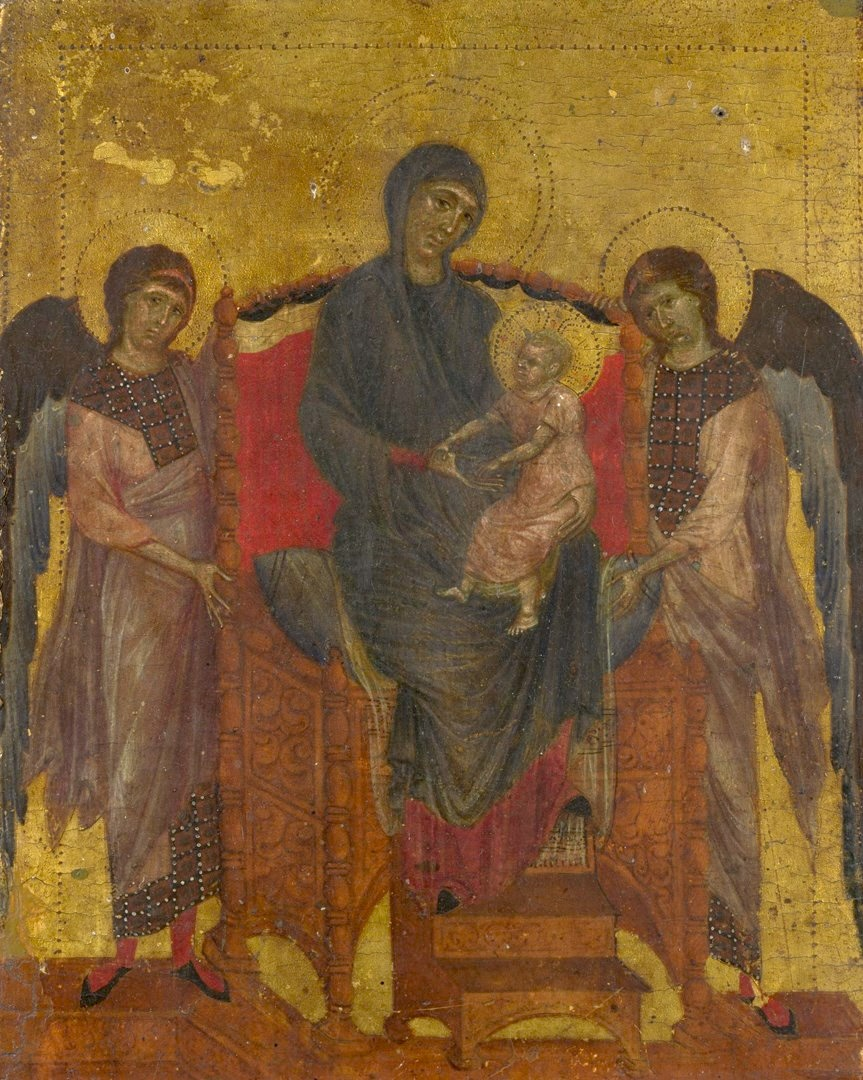
チマブーエ『聖母子と二人の天使』 （1280年頃）
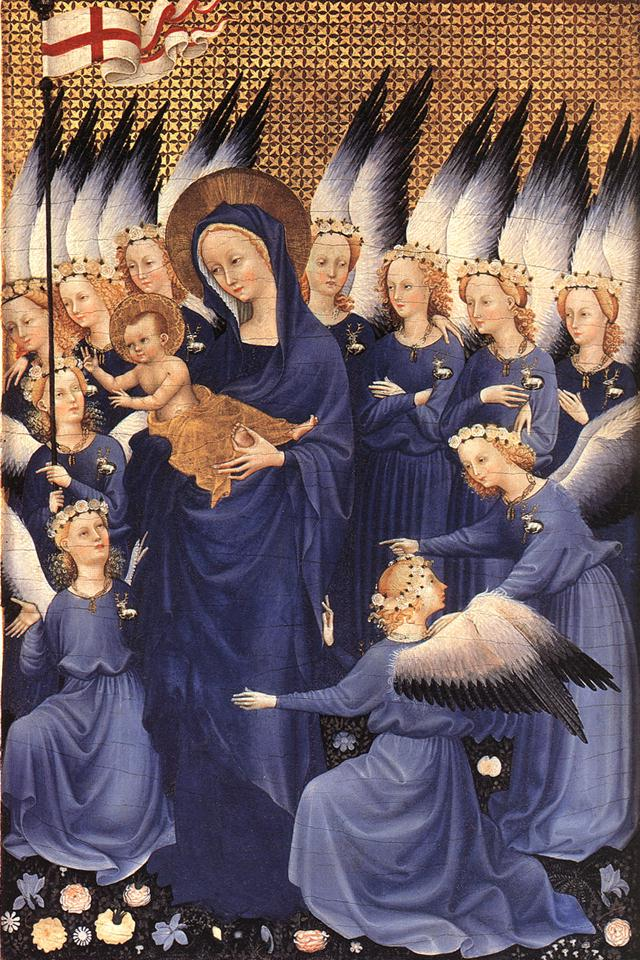
『ウィルトンの二連祭壇画』（右翼） （1395-1399年頃）
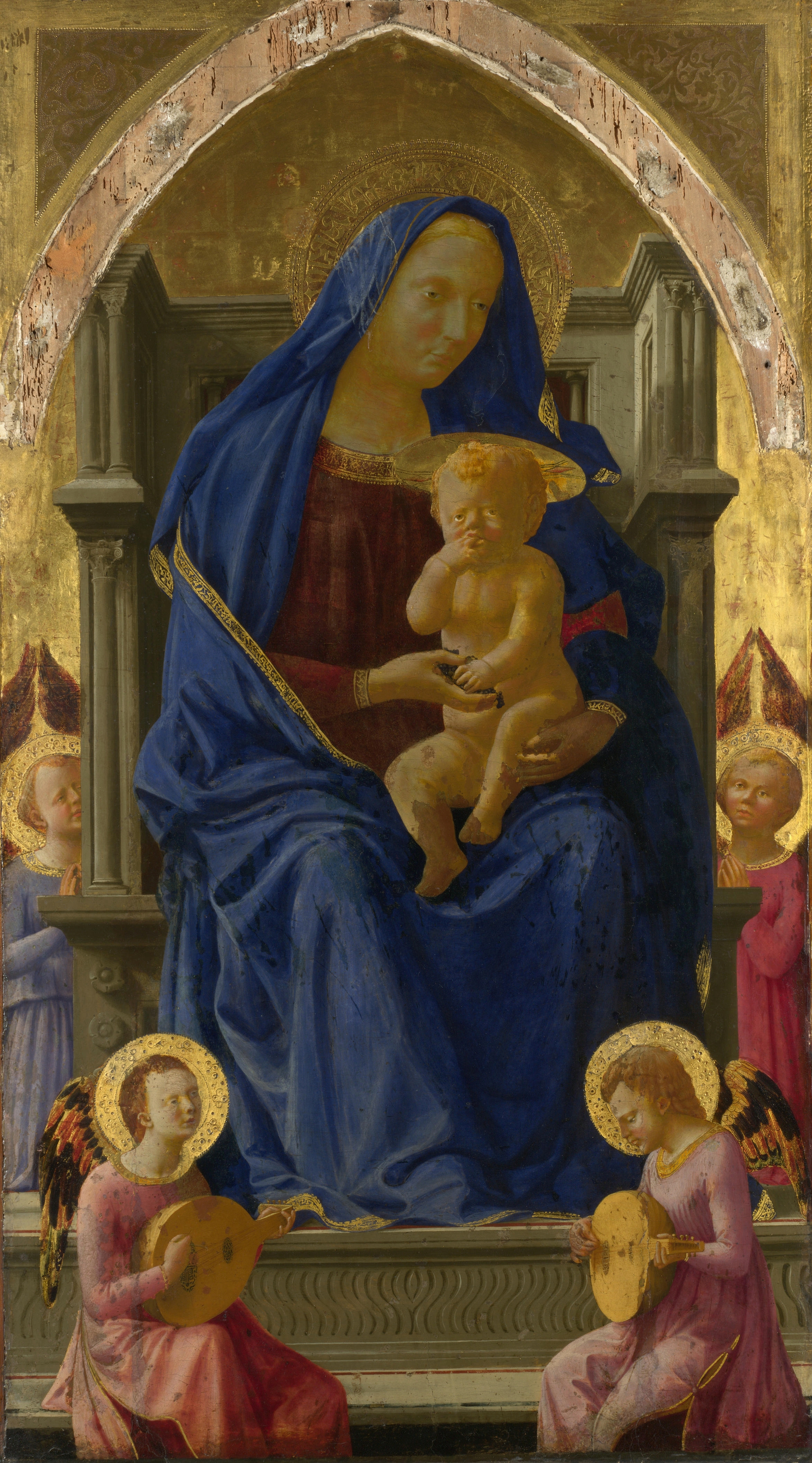
マサッチオ『聖母子』 （1426年）
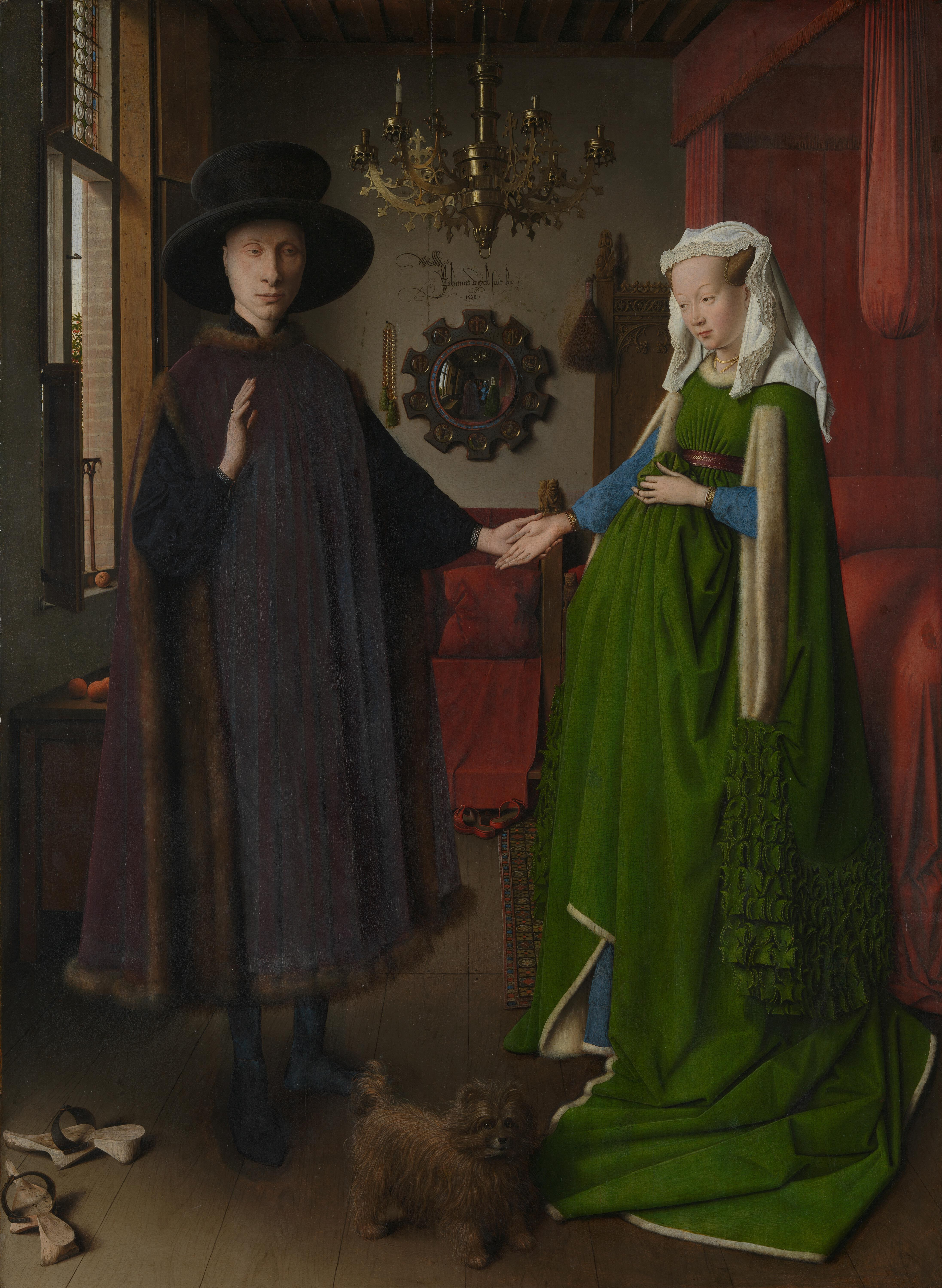
ヤン・ファン・エイク『アルノルフィーニ夫妻像』 （1434年）
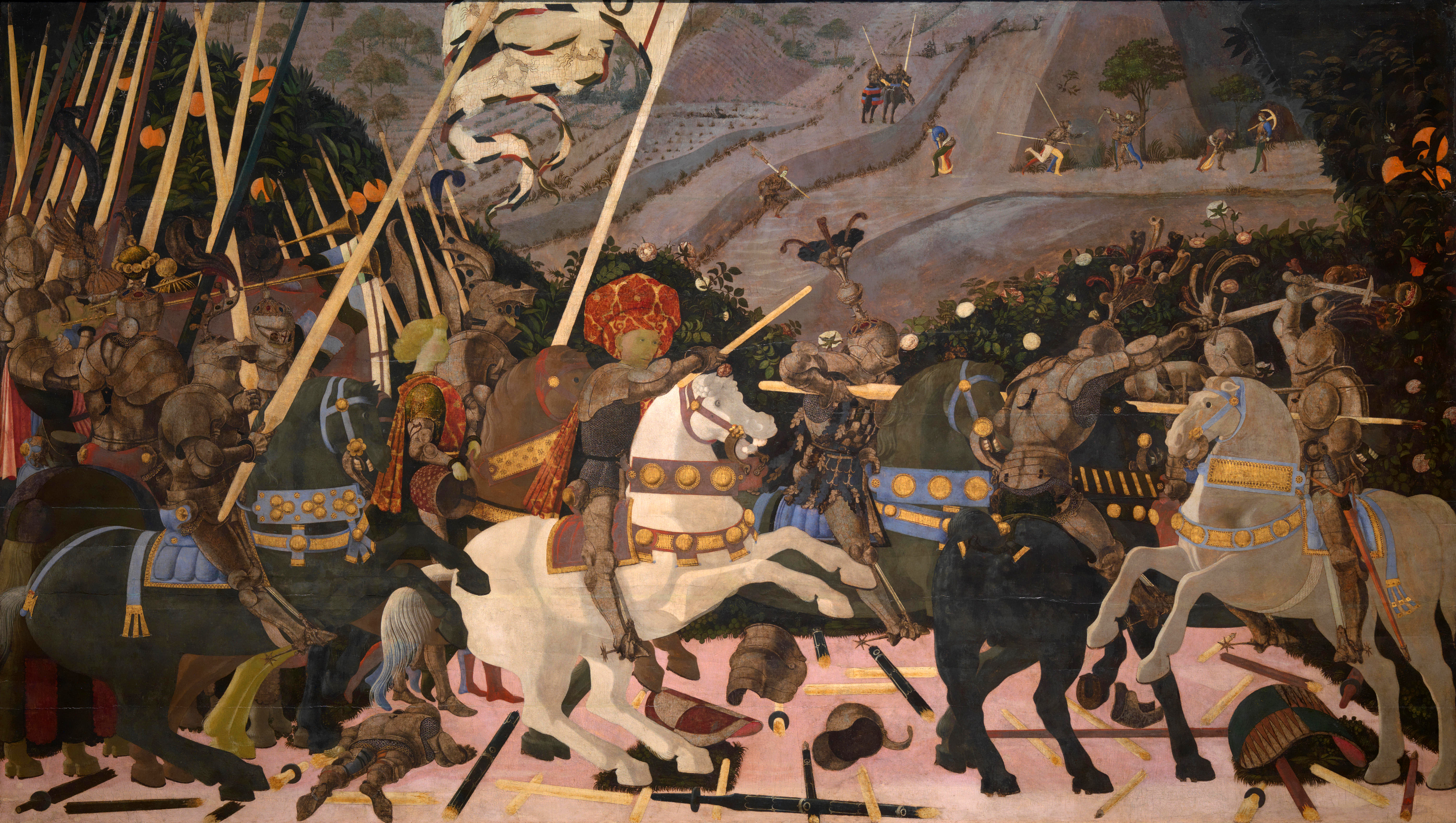
パオロ・ウッチェロ『サン・ロマーノの戦い』 （1438年）
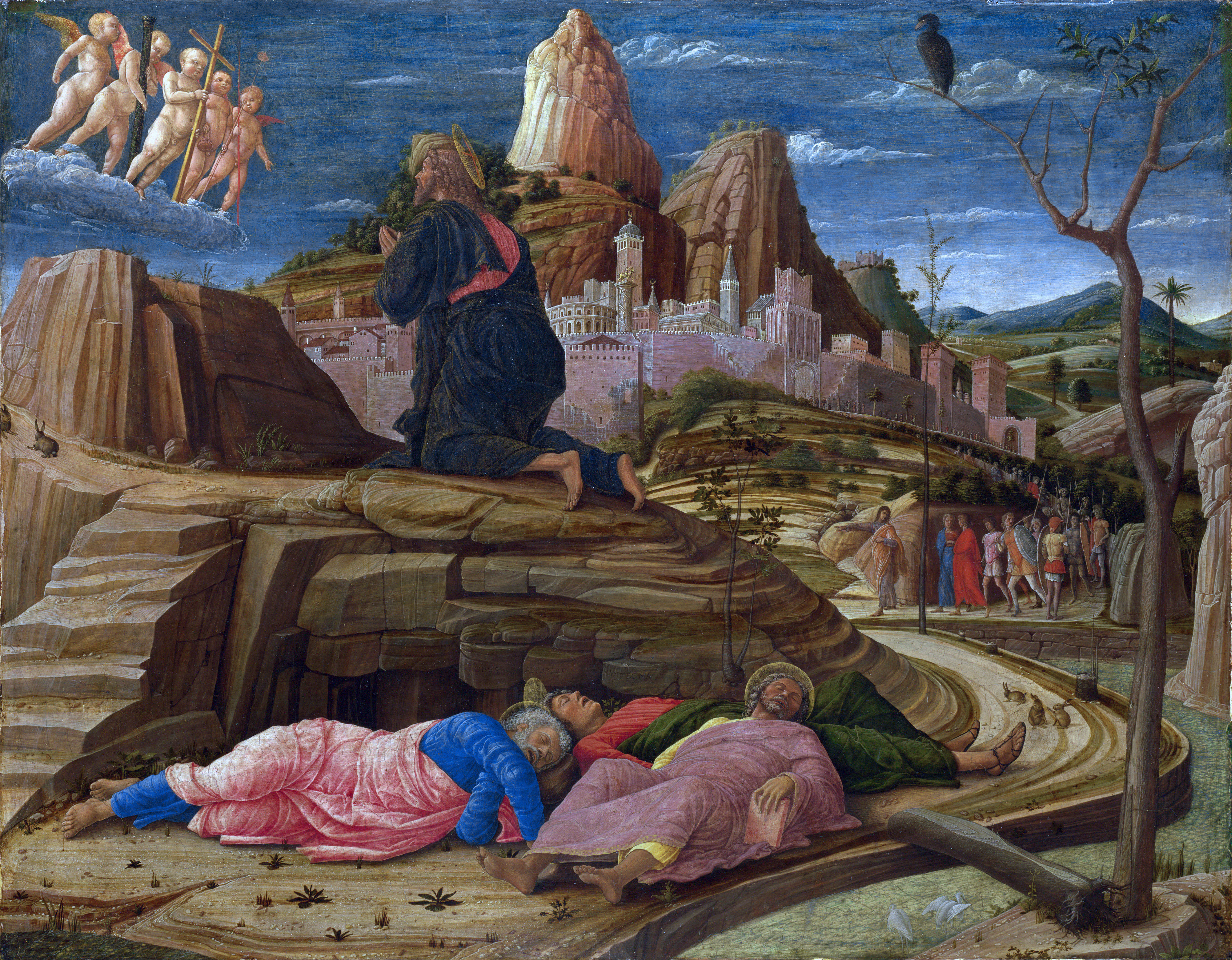
アンドレア・マンテーニャ『ゲッセマネの祈り』 （1455年–1456年）
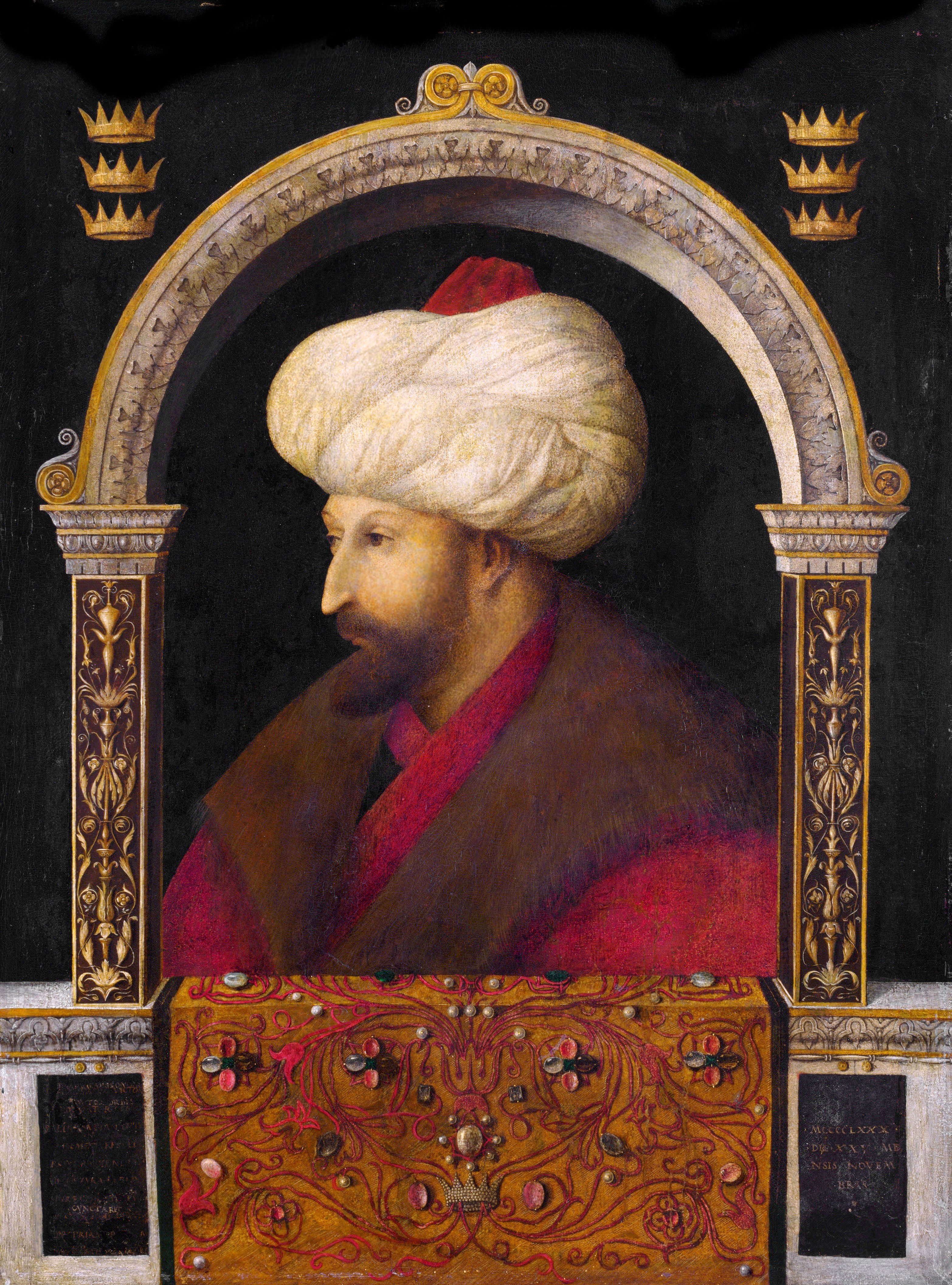
ジェンティーレ・ベリーニ『メフメト2世の肖像』 （1480年）
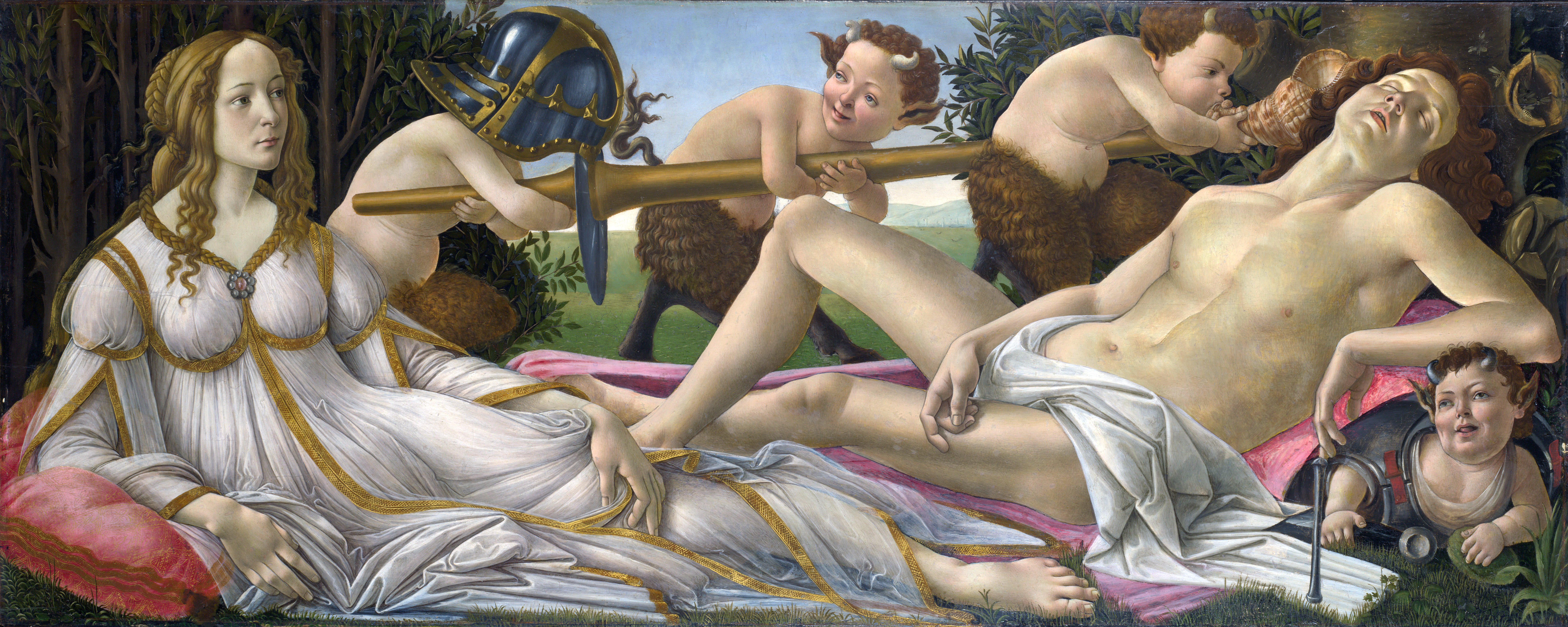
サンドロ・ボッティチェリ『ヴィーナスとマルス』 （1483年頃）
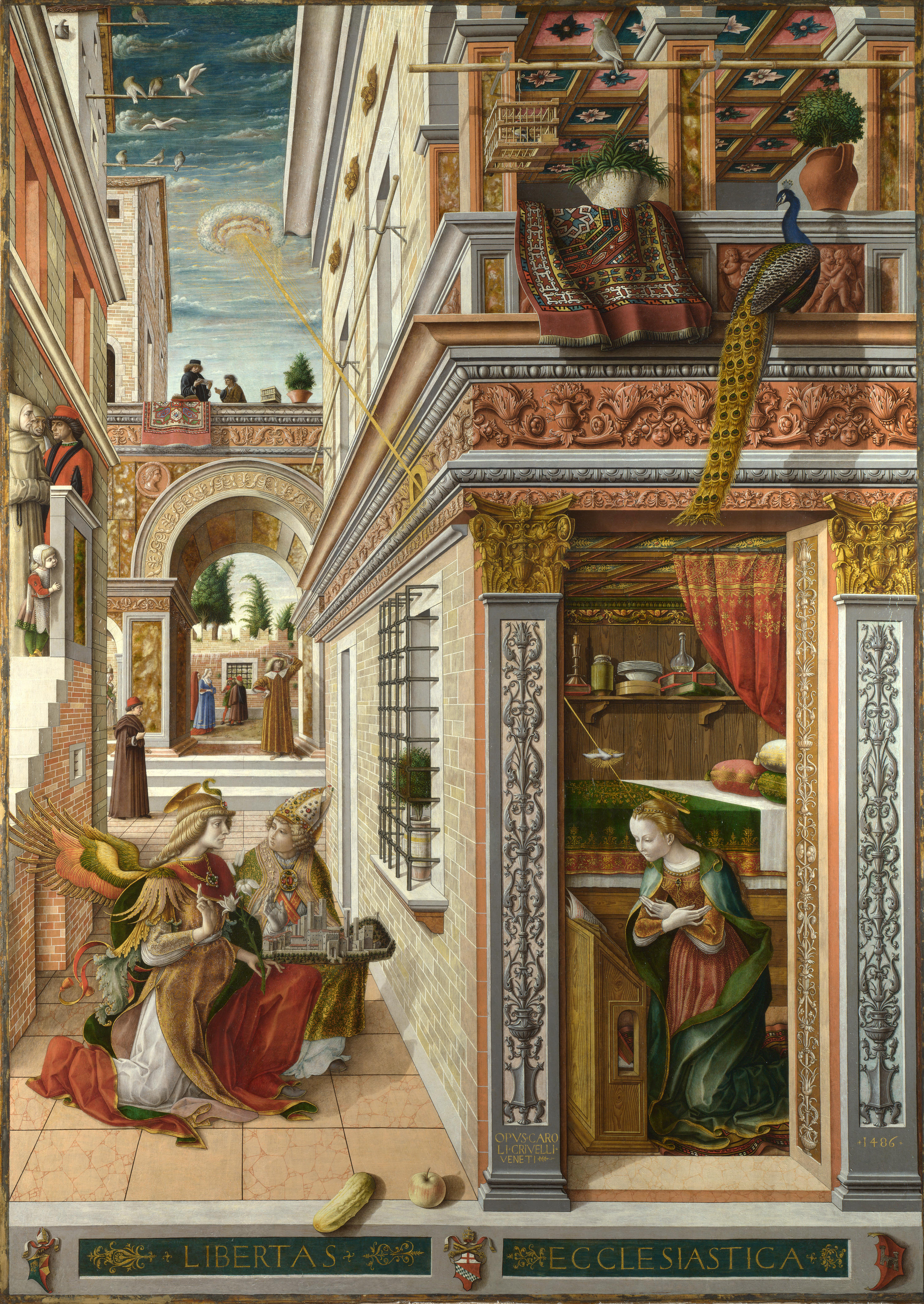
カルロ・クリヴェッリ『聖エミディウスのいる受胎告知』 （1486年）
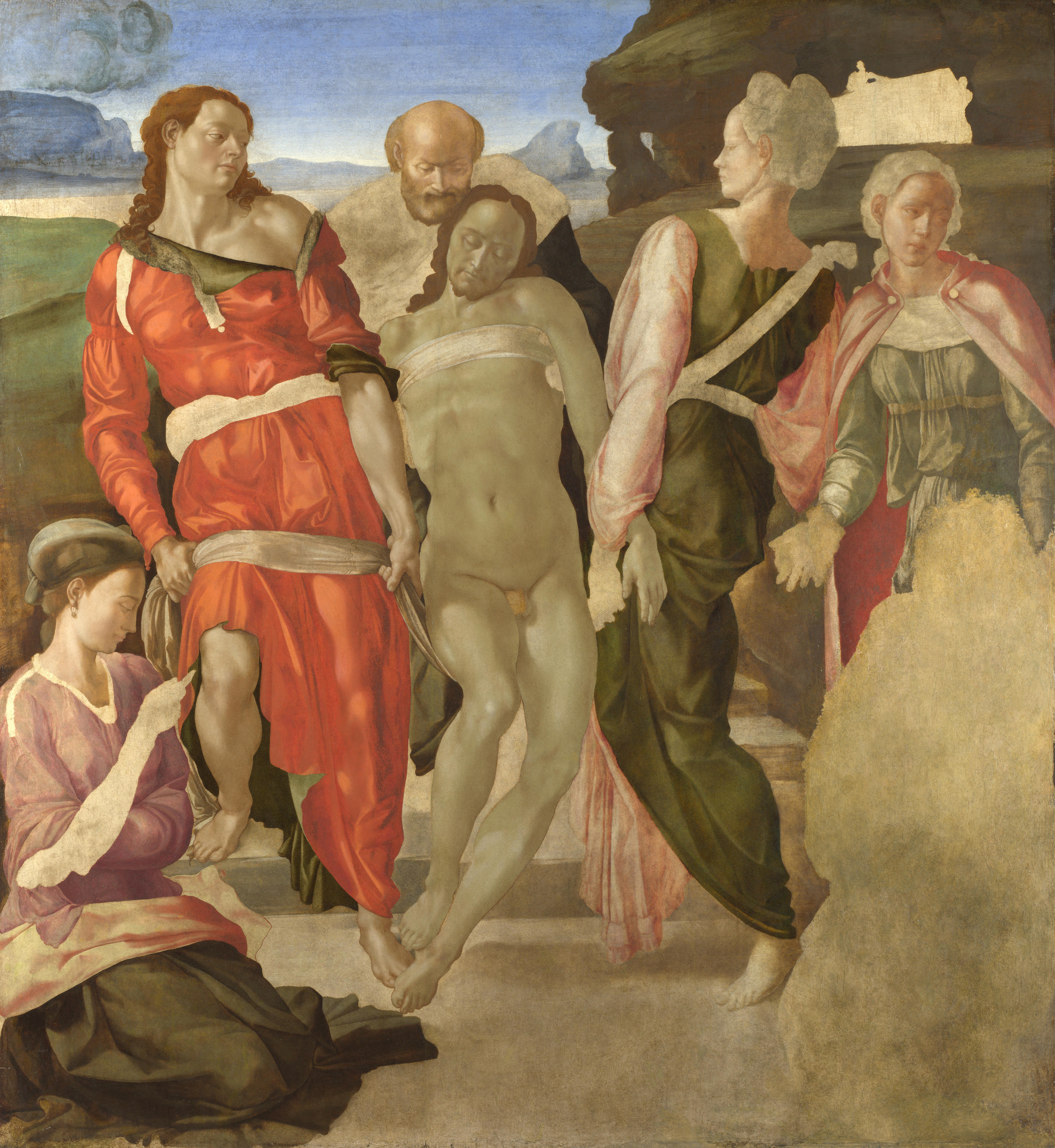
ミケランジェロ・ブオナローティ『キリストの埋葬』 （1500-1501年頃）
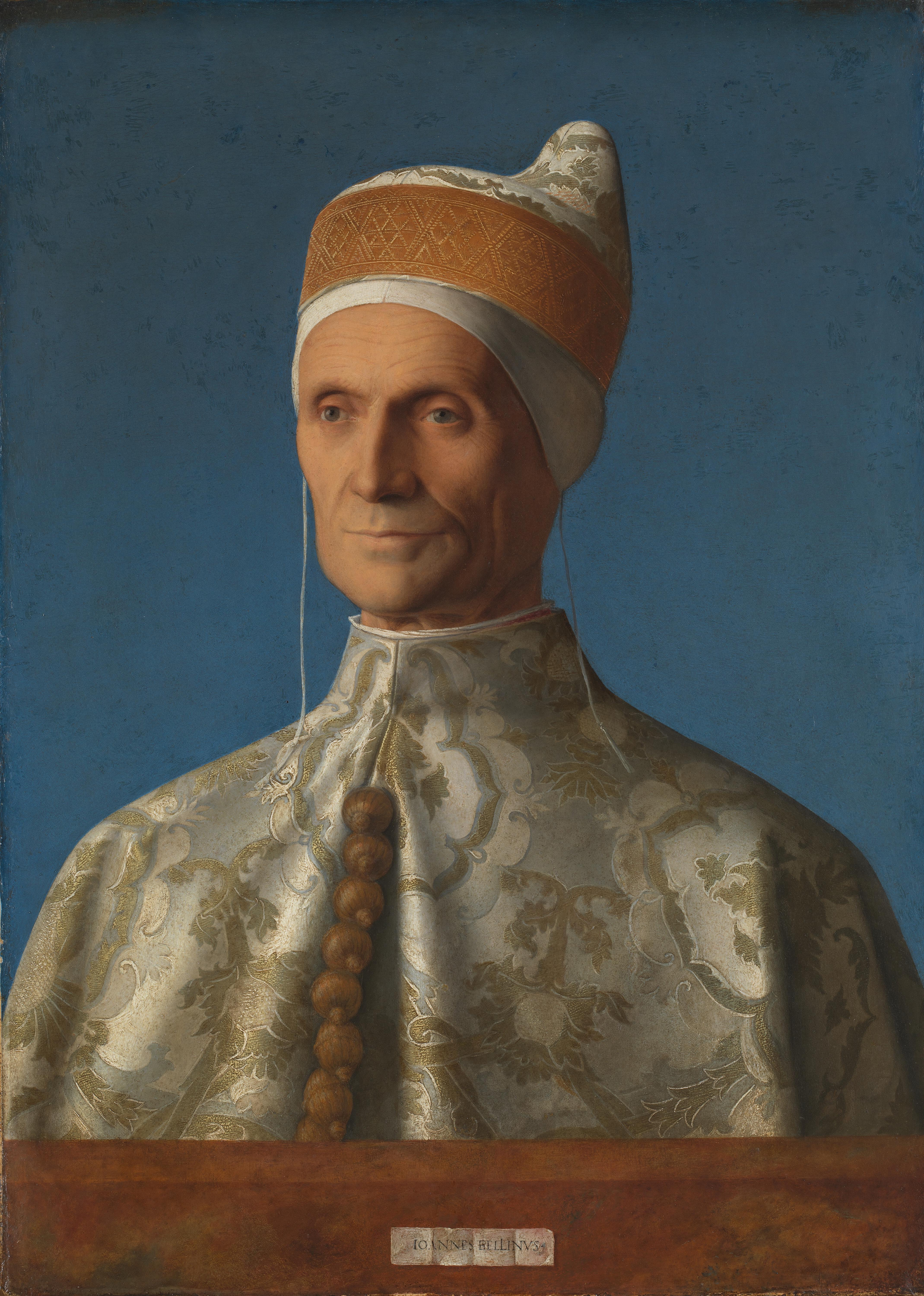
ジョヴァンニ・ベリーニ『総督レオナルド・ロレダンの肖像』（1501年頃）
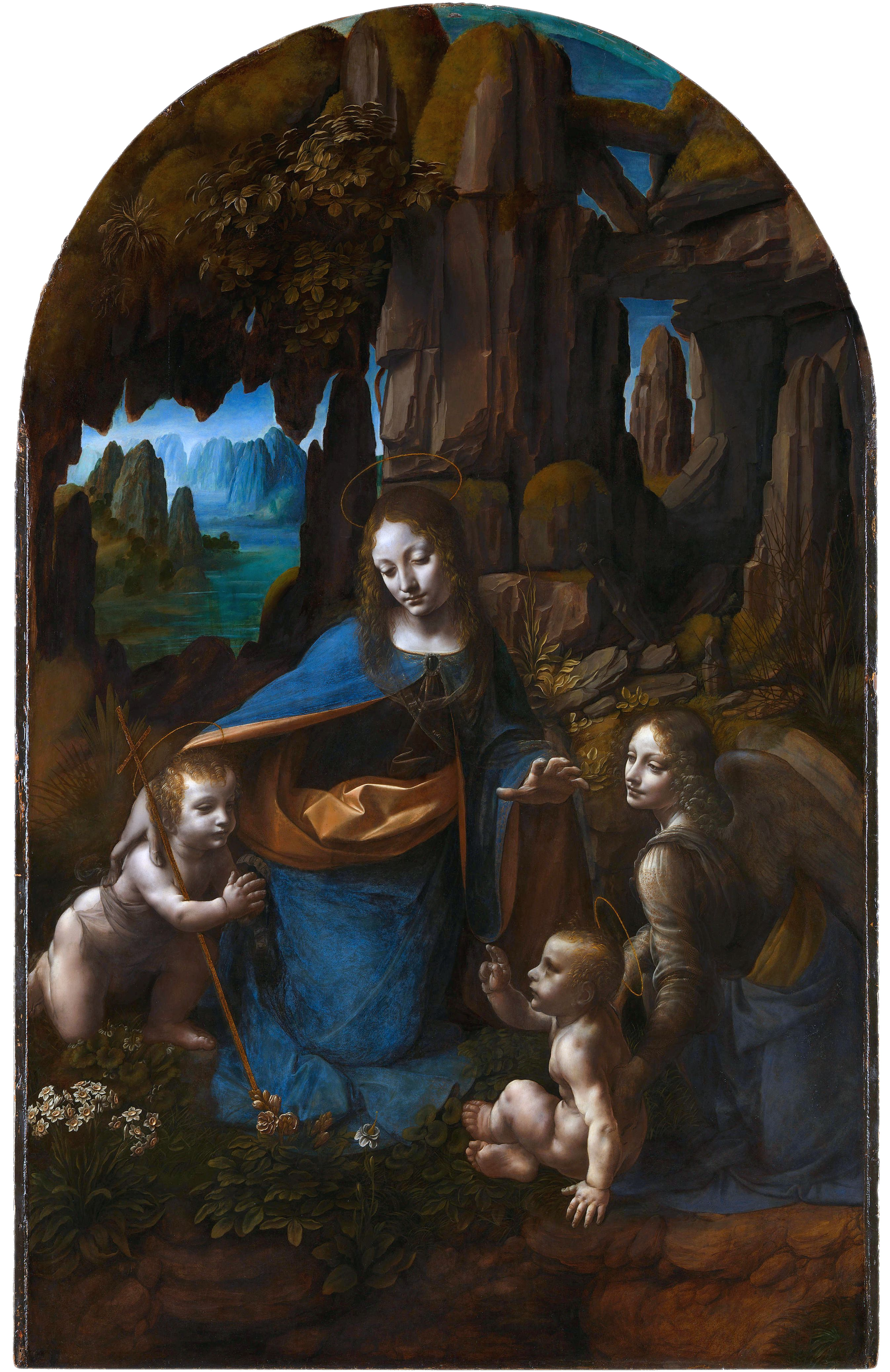
レオナルド・ダ・ヴィンチ『岩窟の聖母』 （1503年 - 1506年）
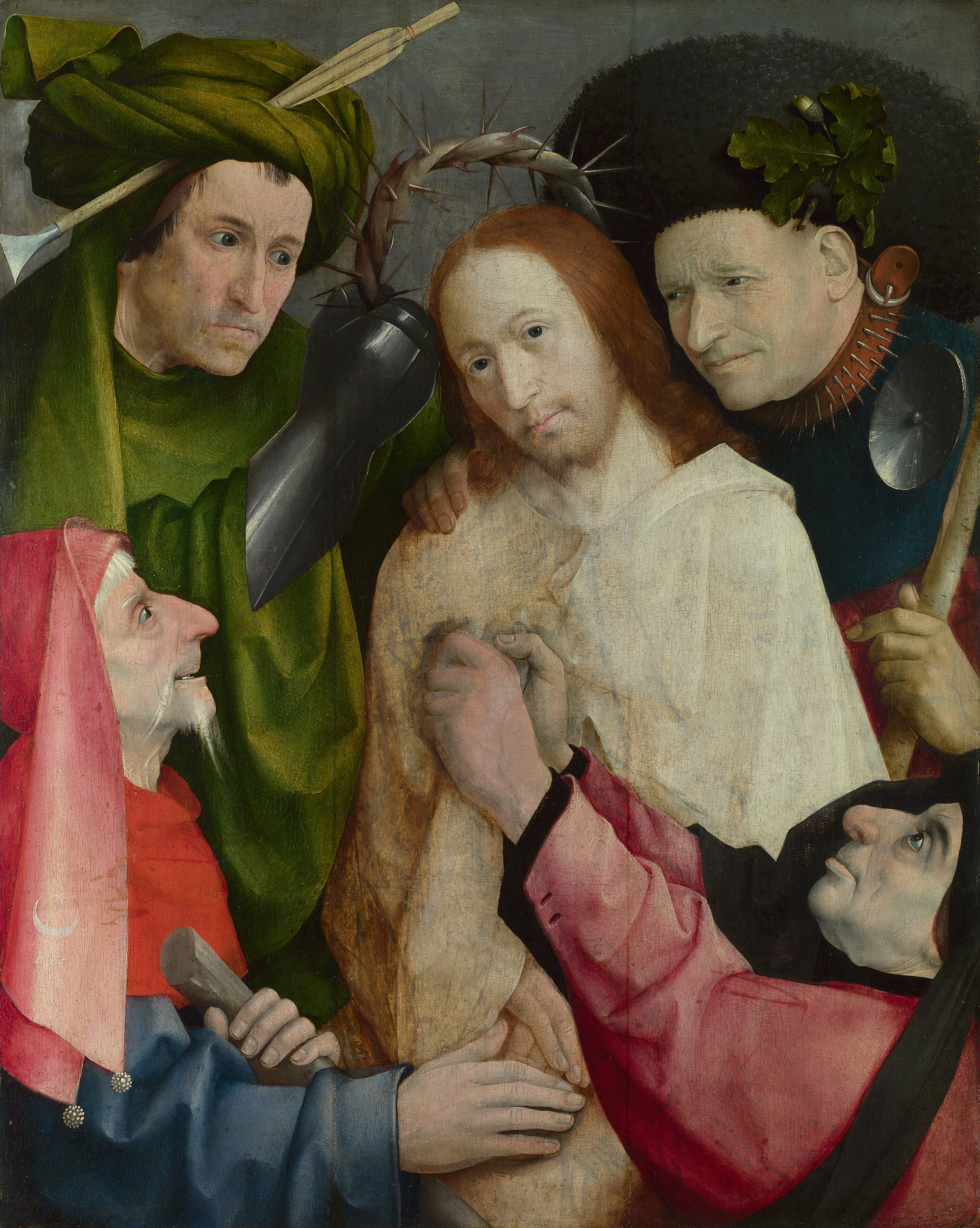
ヒエロニムス・ボス 『茨の冠のキリスト』 （1510年頃）
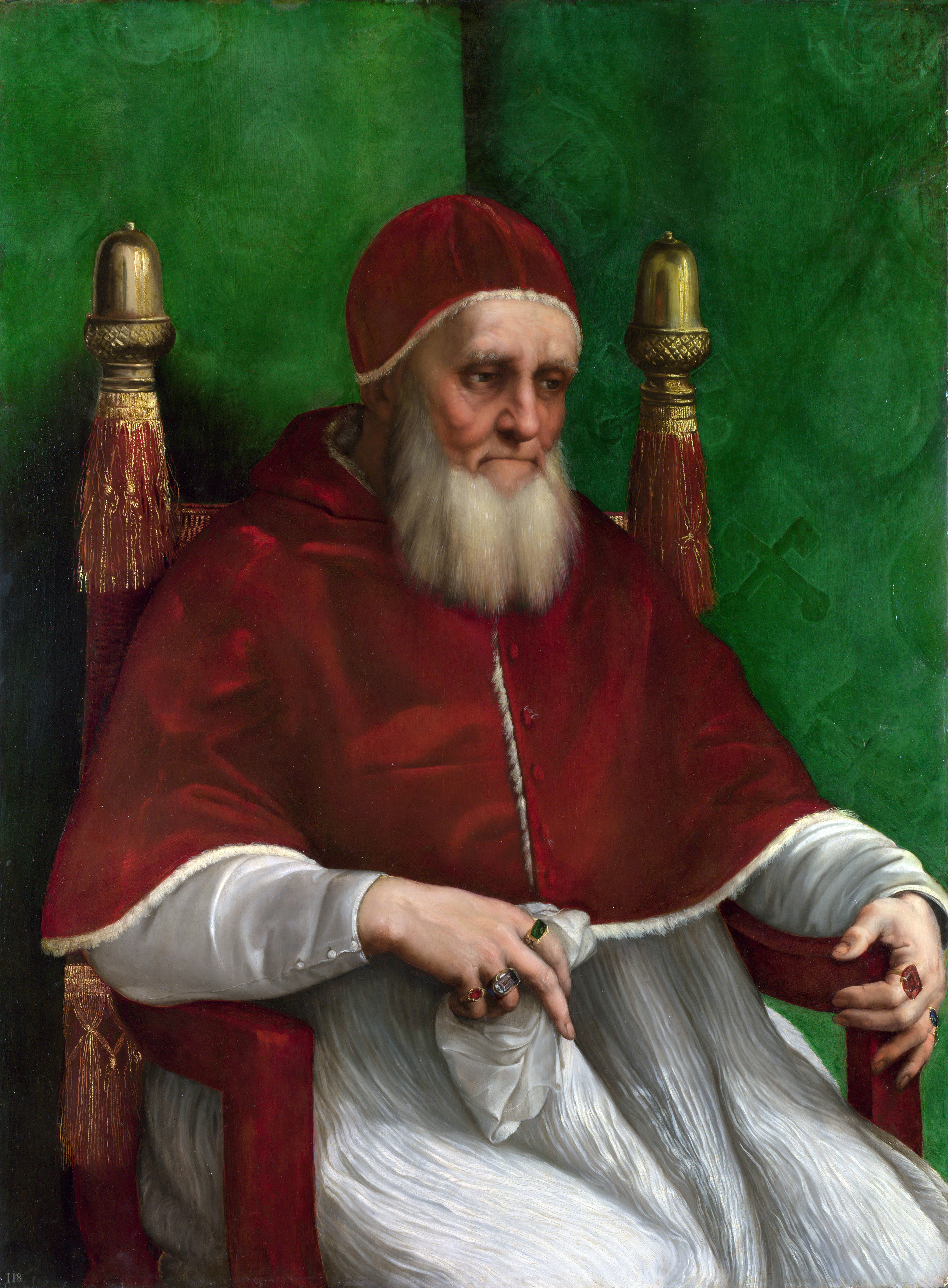
ラファエロ・サンティ『教皇ユリウス2世の肖像』 （1511年 - 1512年）
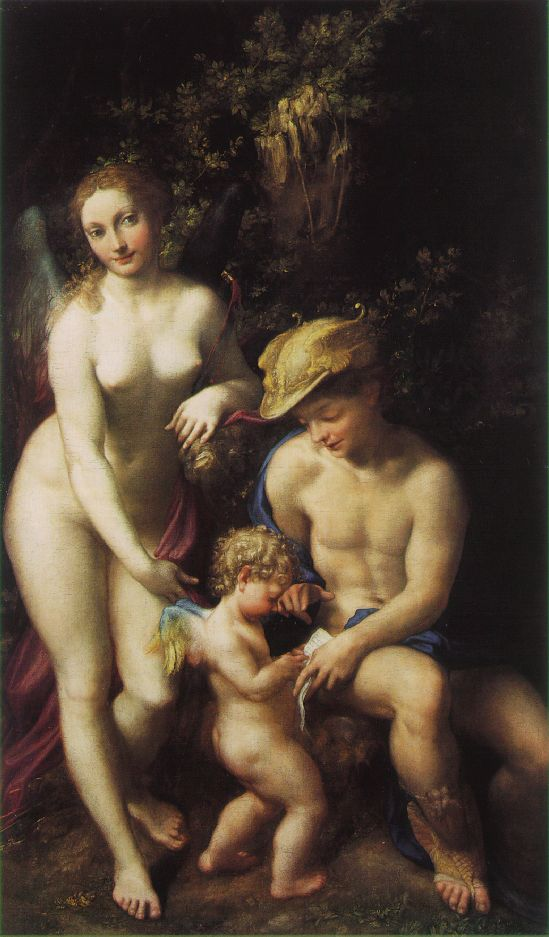
コレッジョ『キューピッドの教育』（1525年頃）
ハンス・ホルバイン 『大使たち』 （1533年）
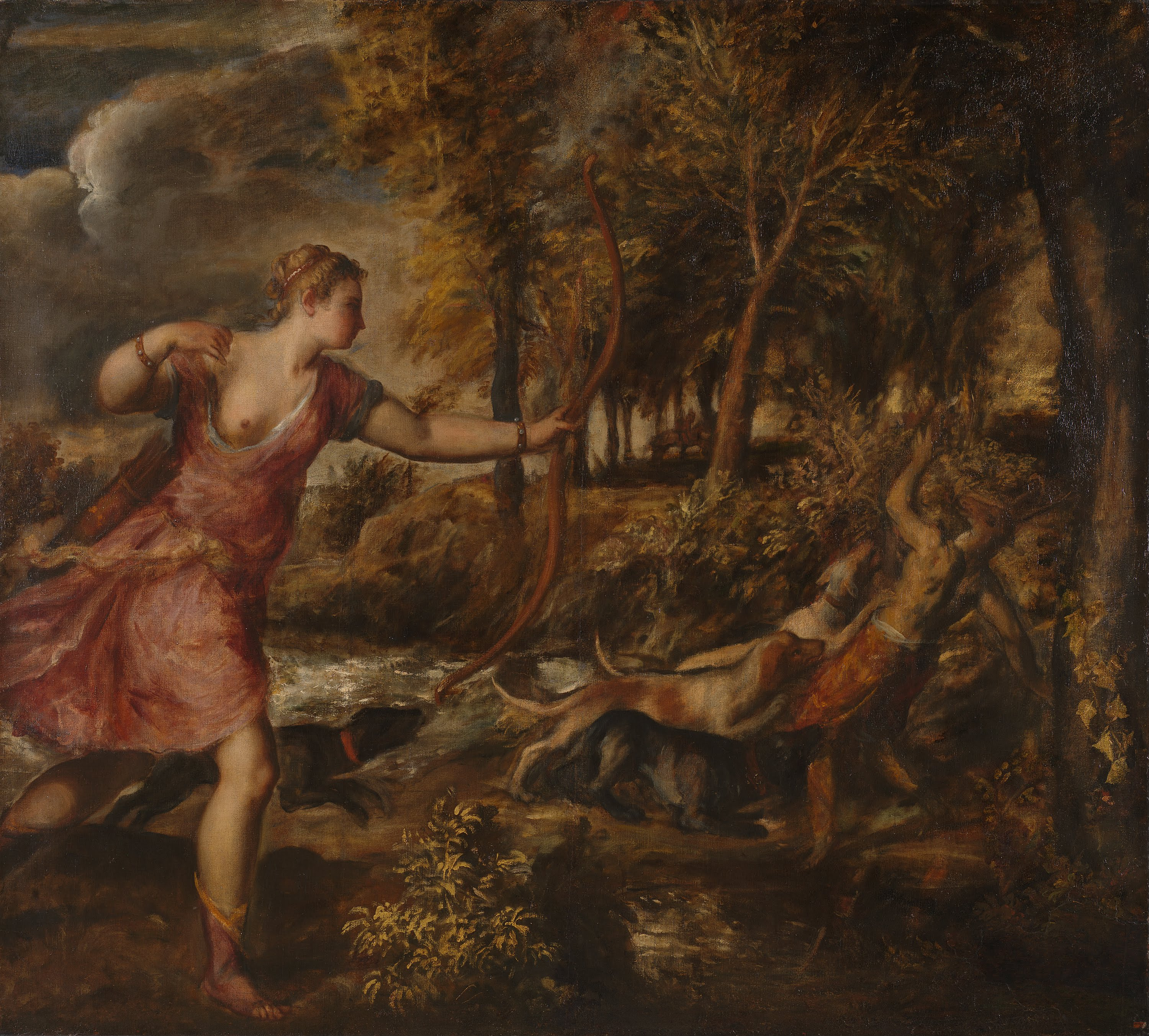
ティツィアーノ・ヴェチェッリオ『アクタイオンの死』（1559年 - 1575年）
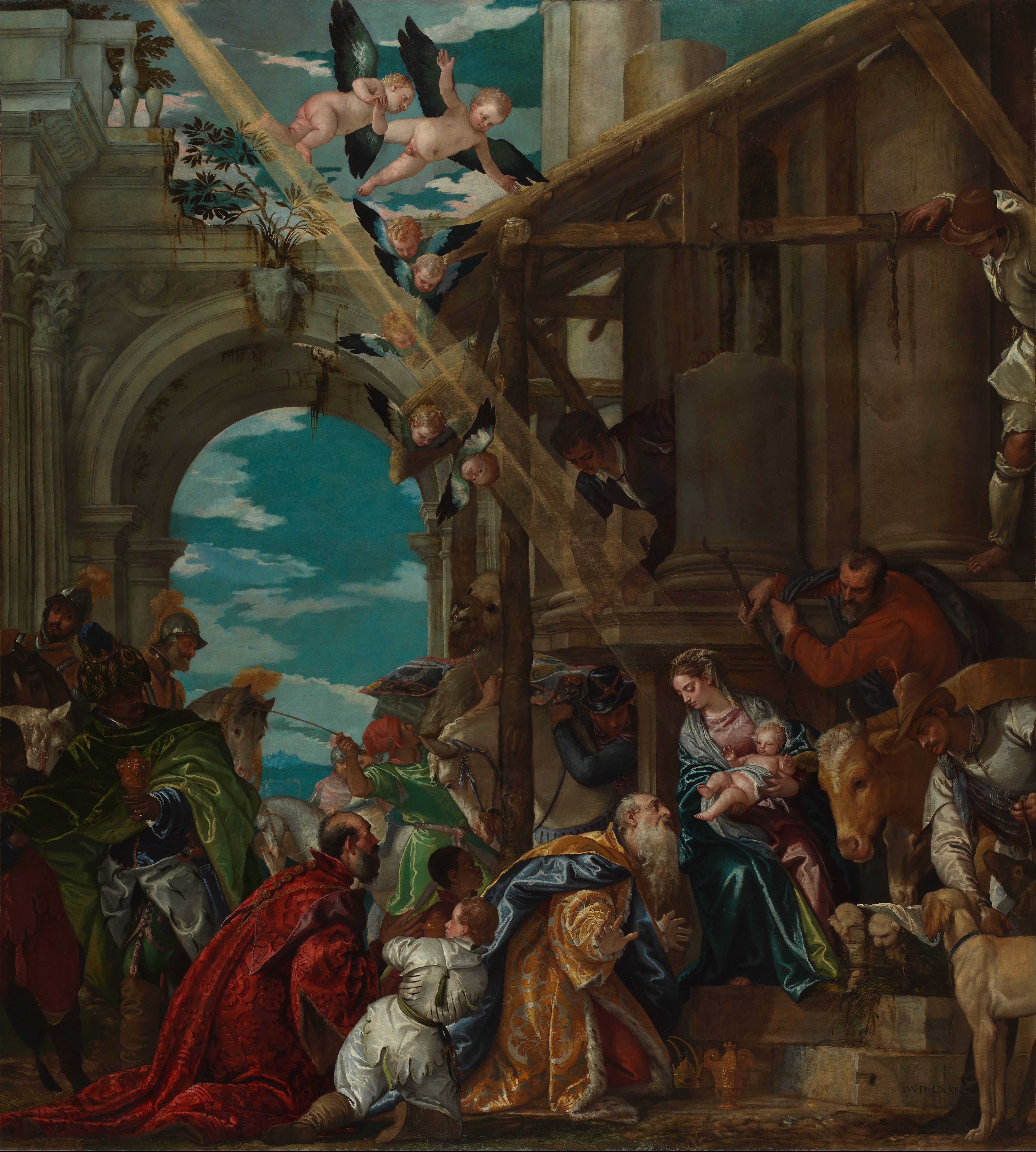
パオロ・ヴェロネーゼ 『東方三博士の礼拝』（1573年）
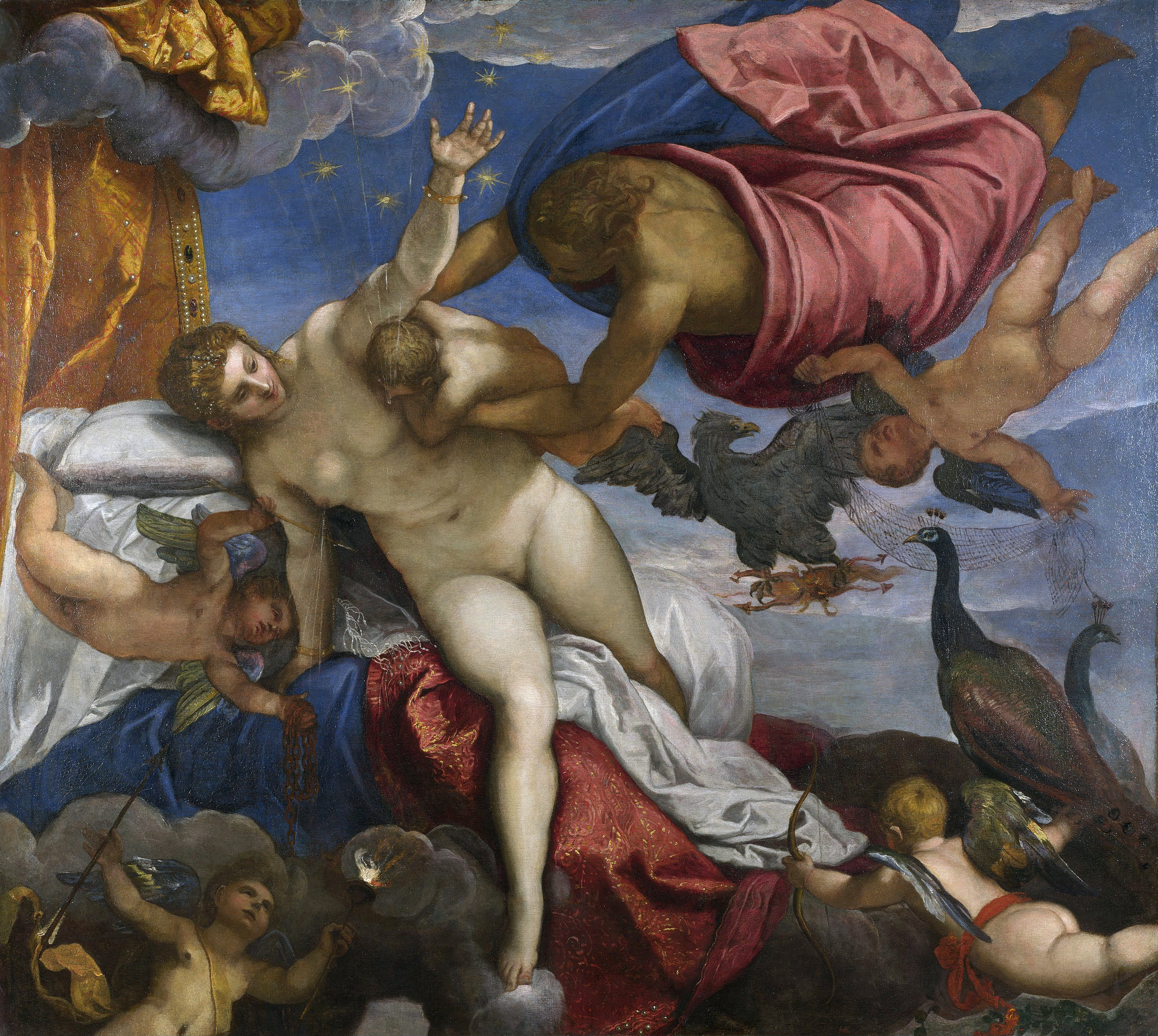
ティントレット『天の川の起源』（1575年 - 1580年）
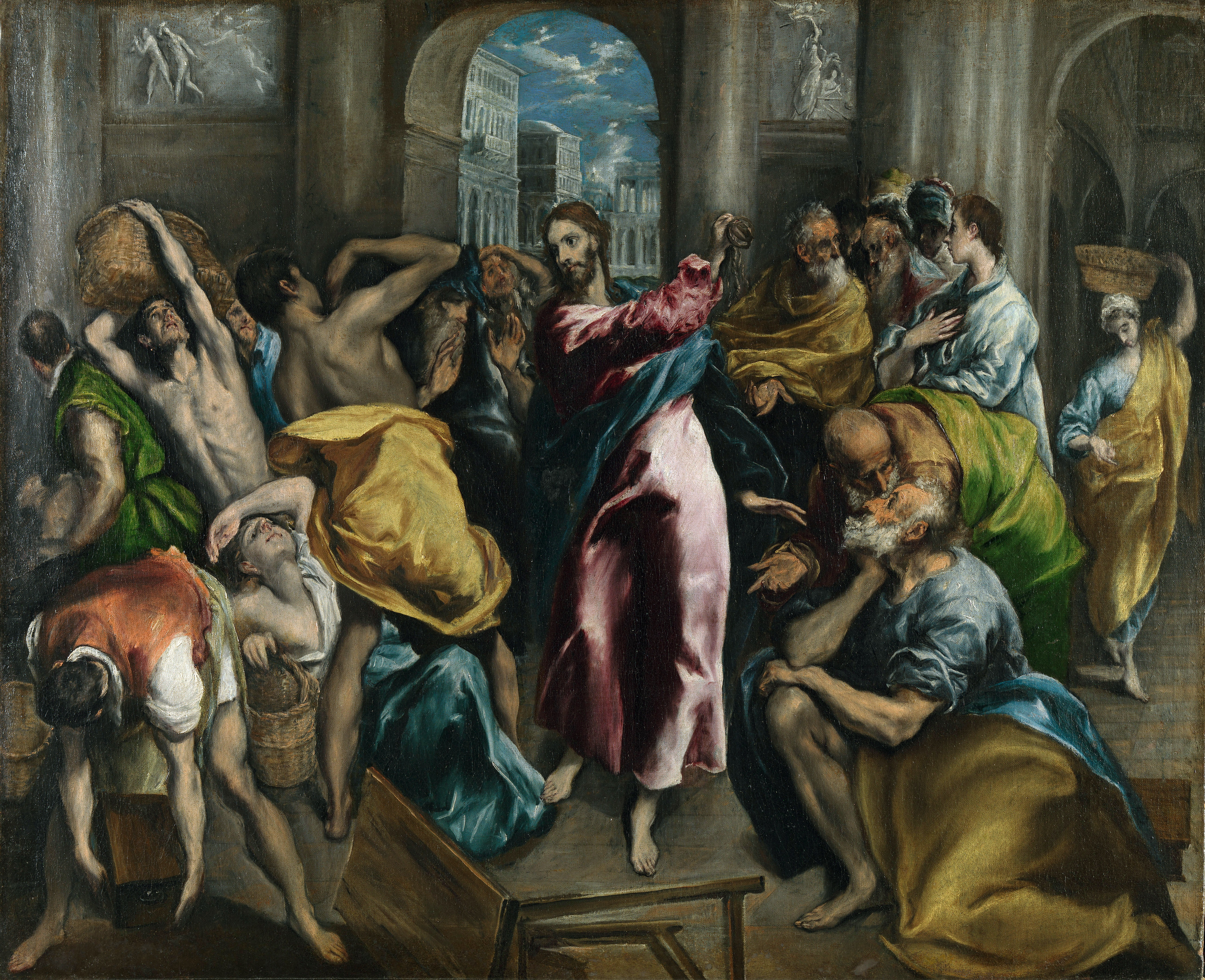
エル・グレコ『神殿を浄めるキリスト』 （1600年頃）
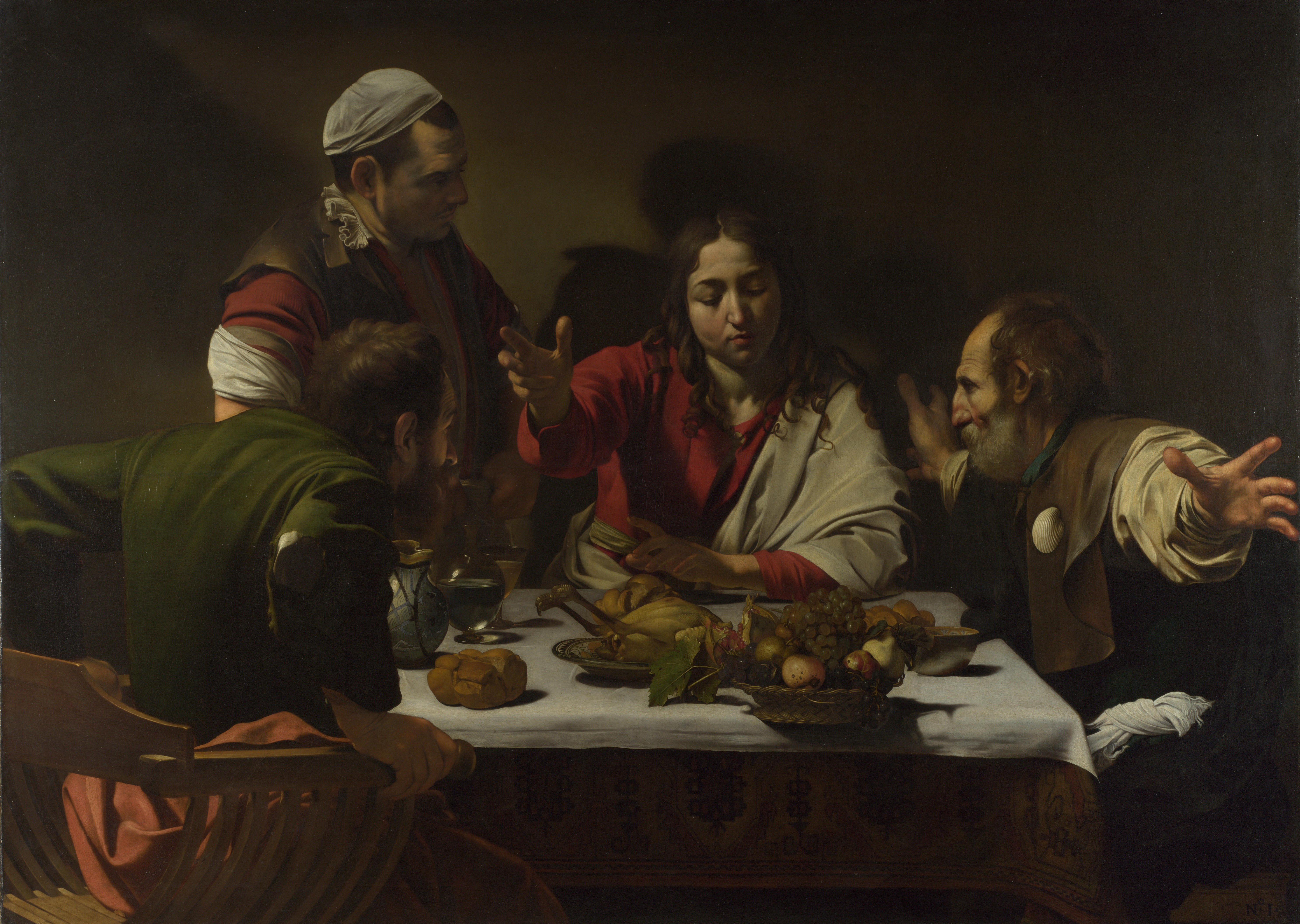
カラヴァッジョ『エマオの晩餐』 （1601年）
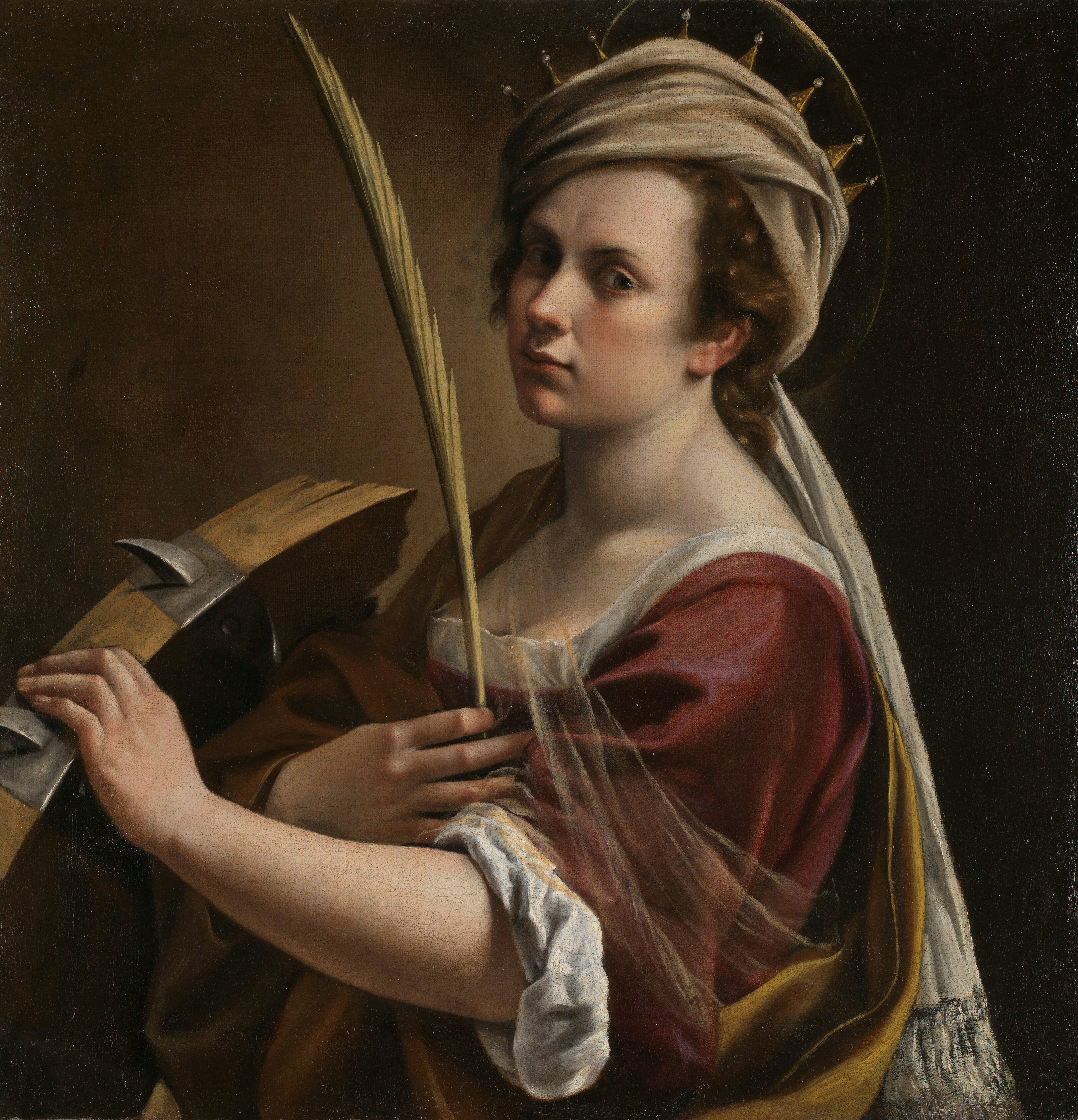
アルテミジア・ジェンティレスキ『アレクサンドリアの聖カタリナとしての自画像』（1615年 - 1617年）
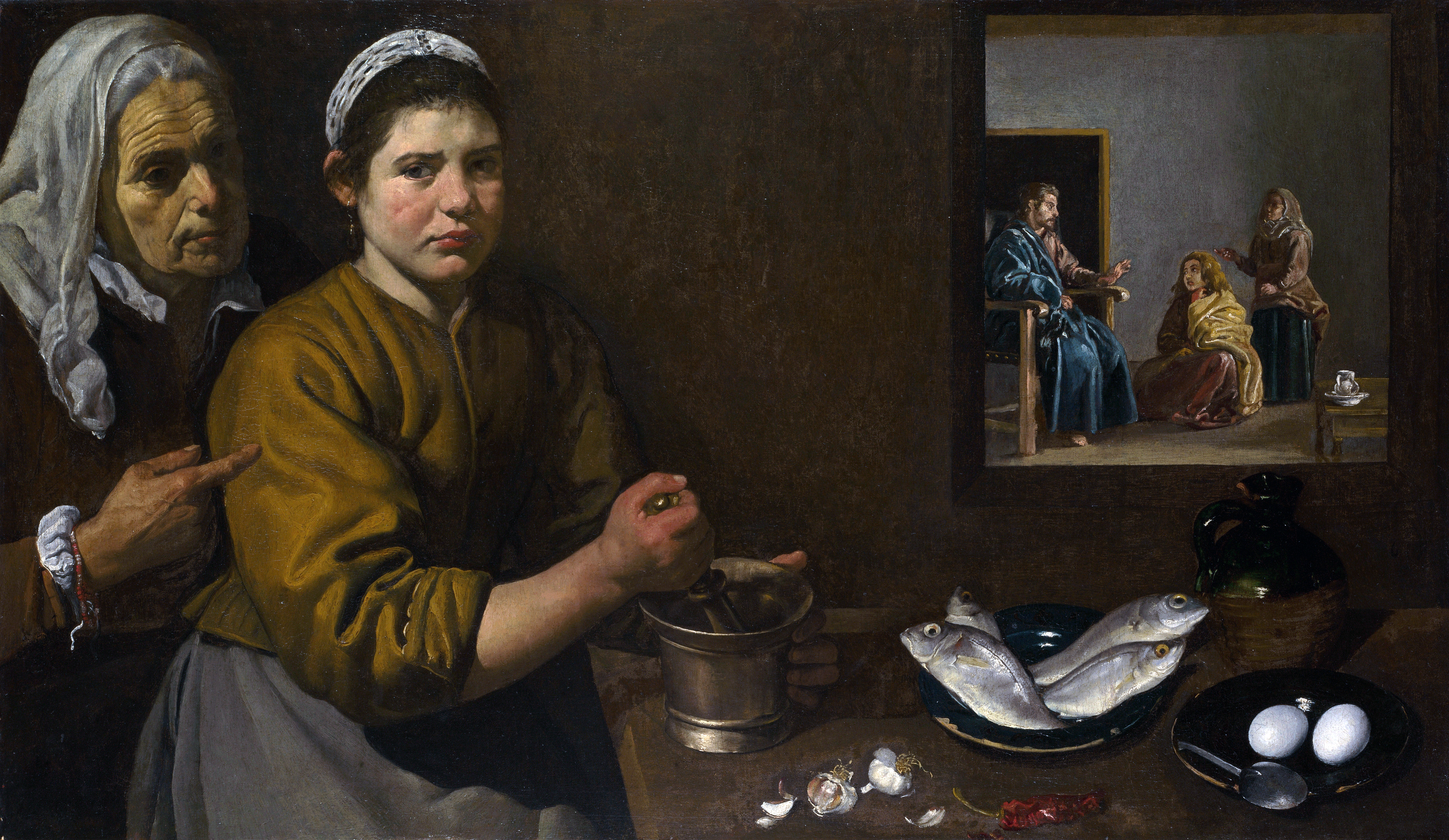
ベラスケス『マルタとマリアの家のキリスト』 （1618年）
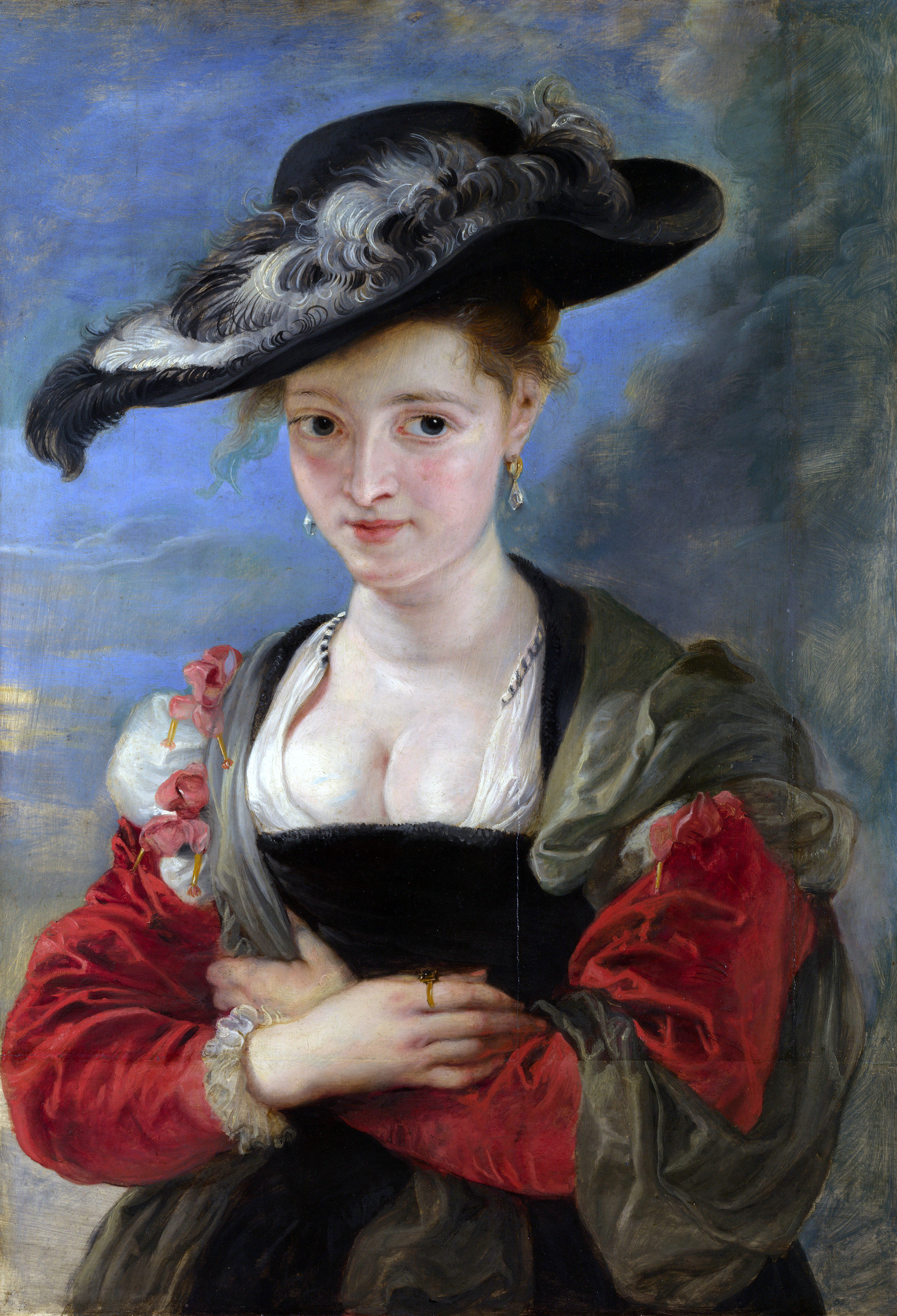
ルーベンス『シュザンヌ・フールマンの肖像』 （1622年 - 1625年）
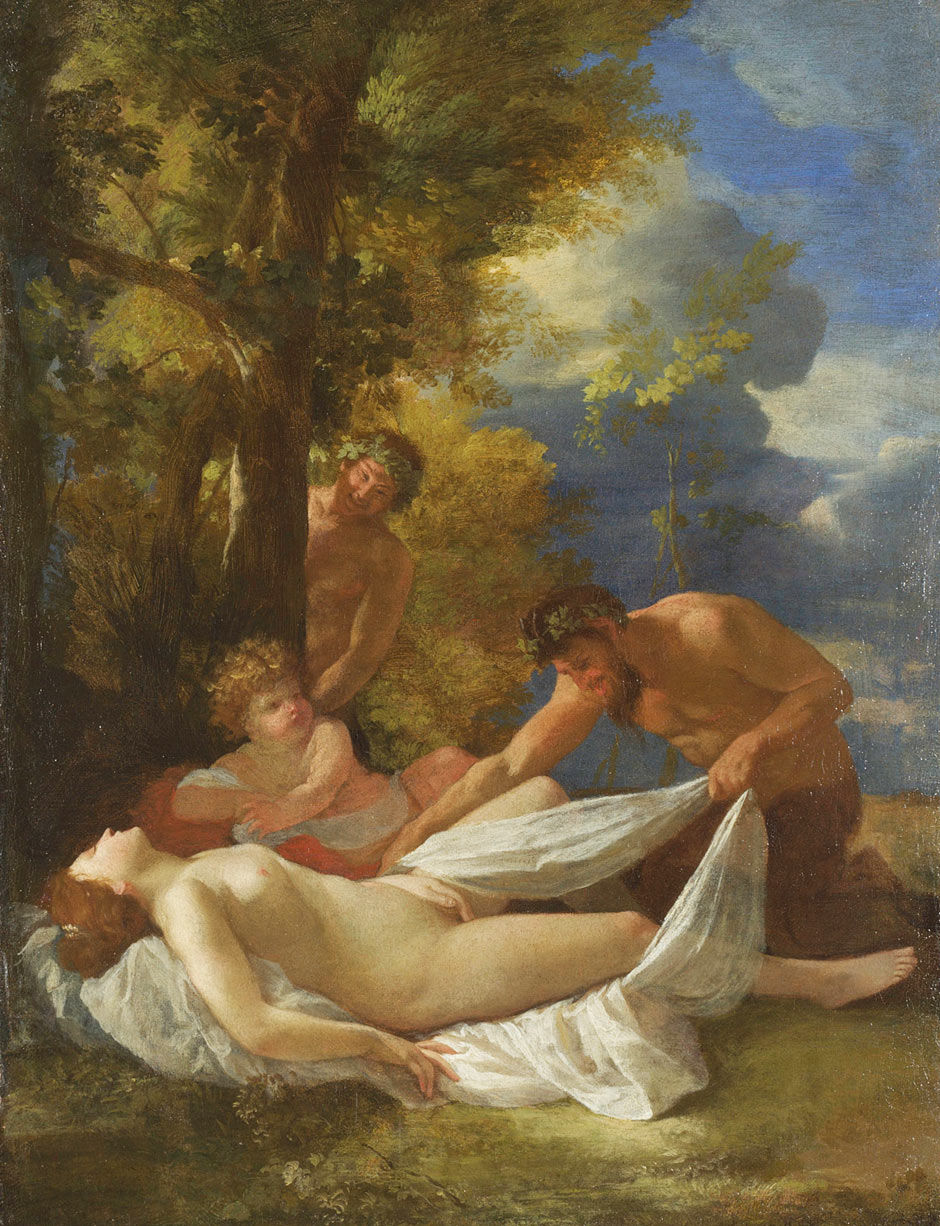
ニコラ・プッサン『ニンフとサテュロス』 （1627年頃）
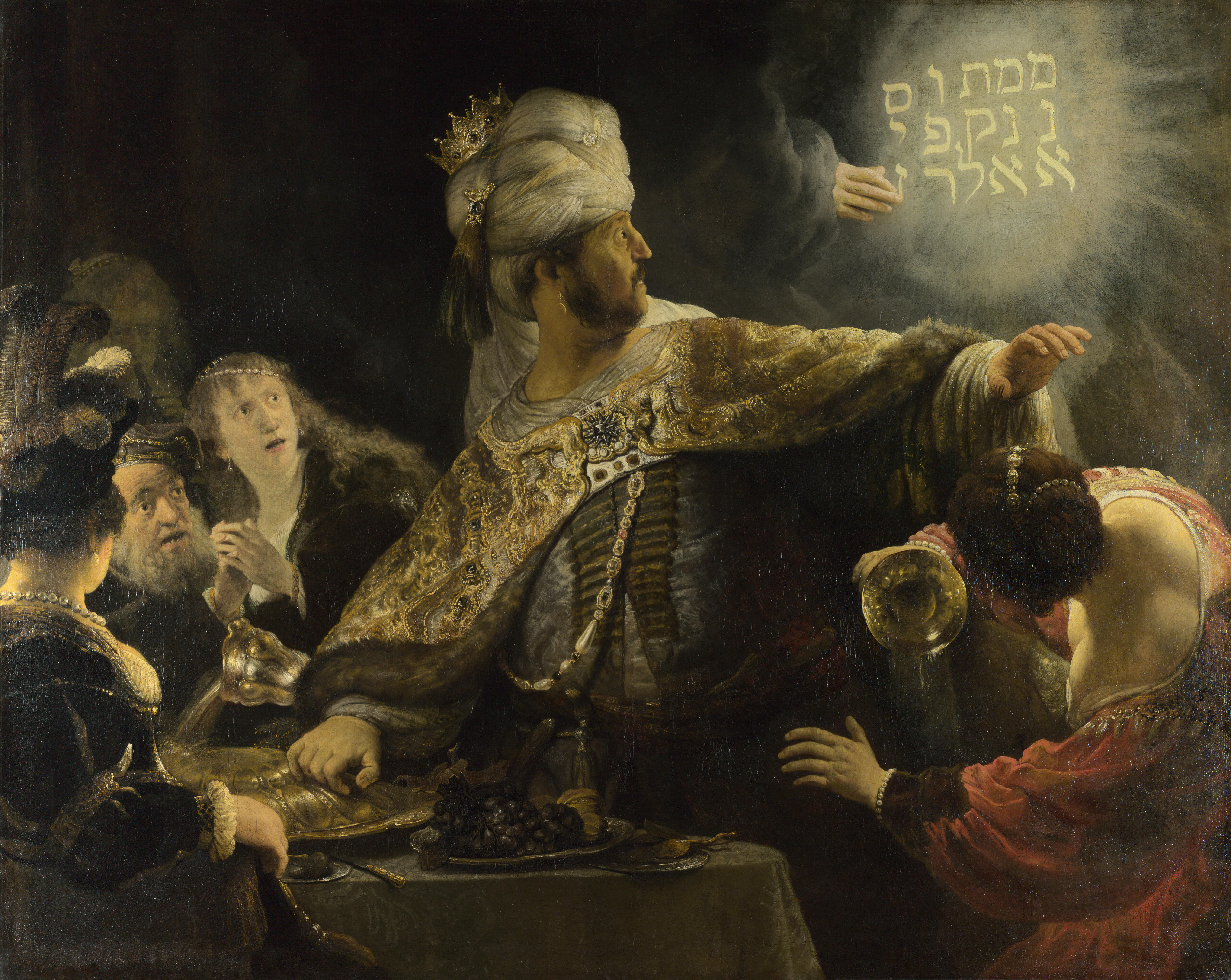
レンブラント・ファン・レイン『ベルシャザルの饗宴』（1635年頃）
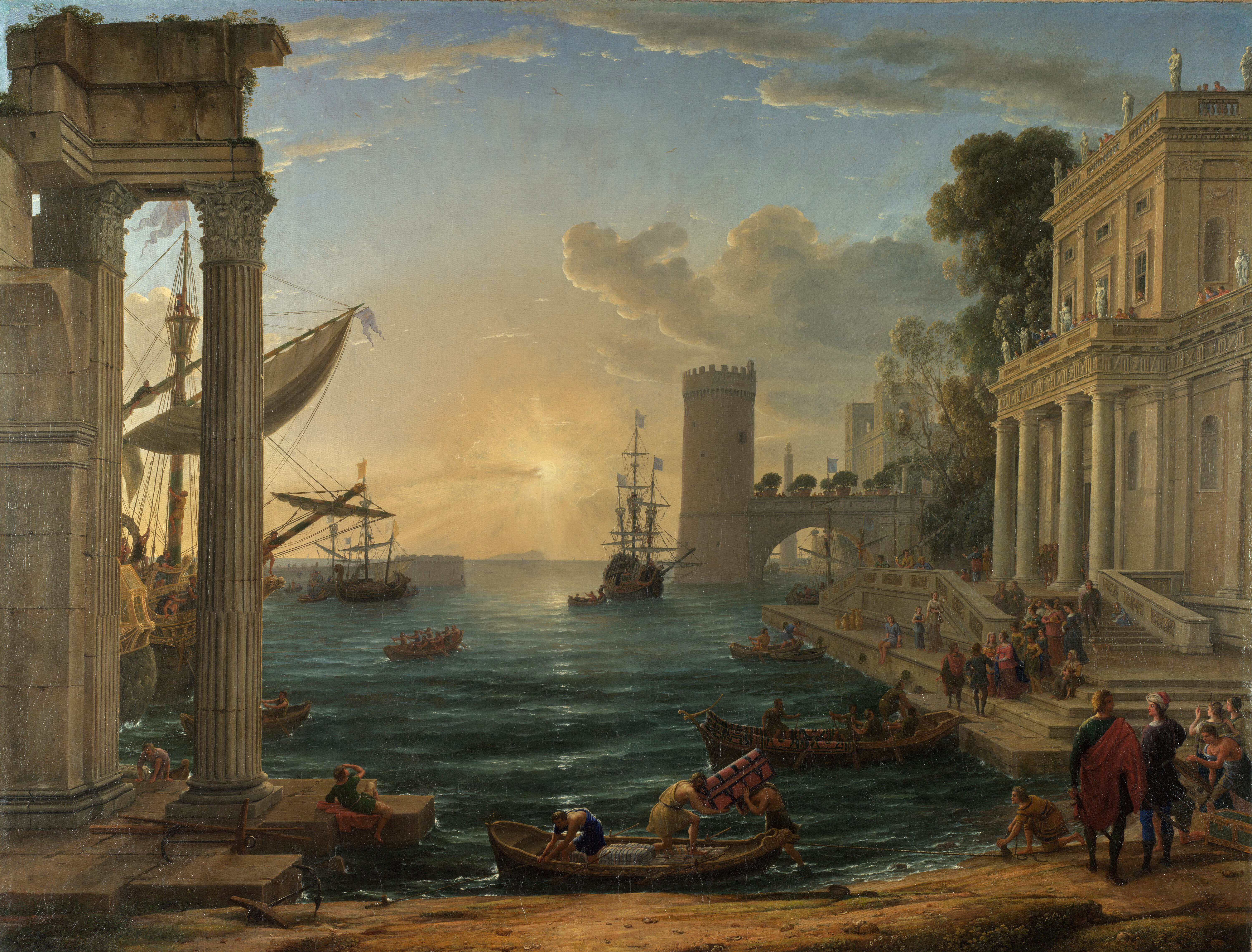
クロード・ロラン『シバの女王の乗船』 （1648年）
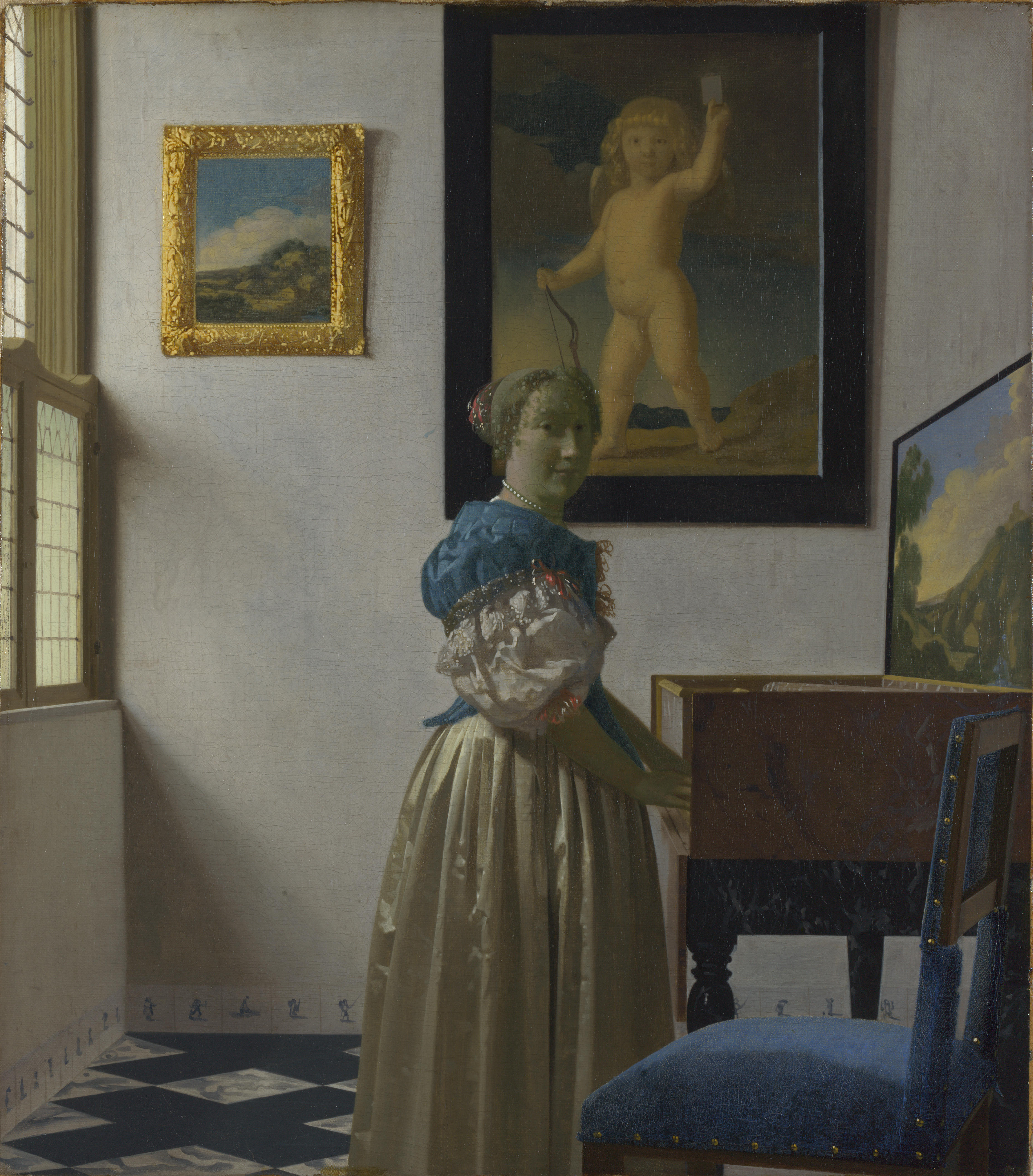
ヨハネス・フェルメール『ヴァージナルの前に立つ女』（1670年 - 1672年）
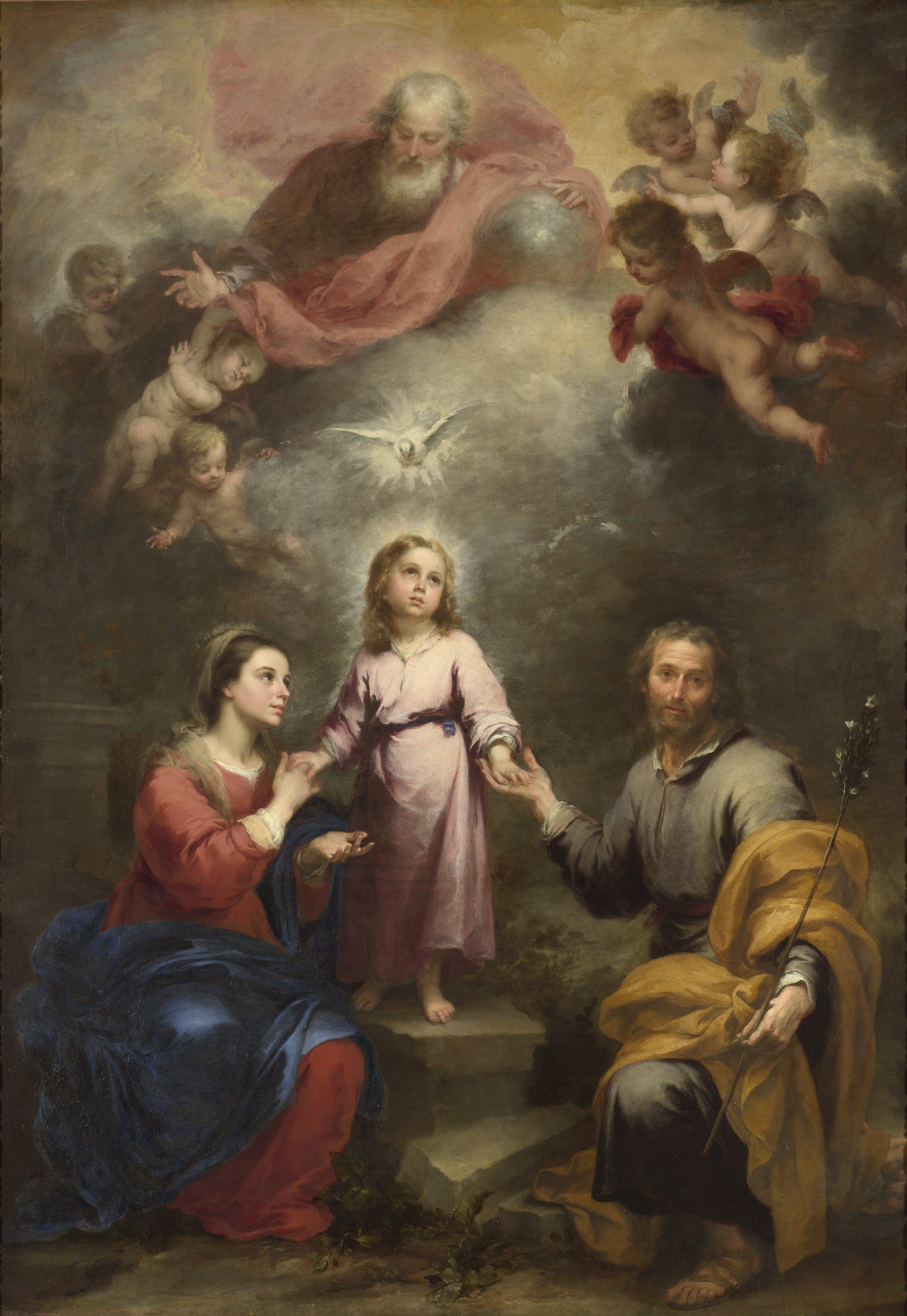
バルトロメ・エステバン・ムリーリョ『天上と地上の三位一体』（1675-1682年）
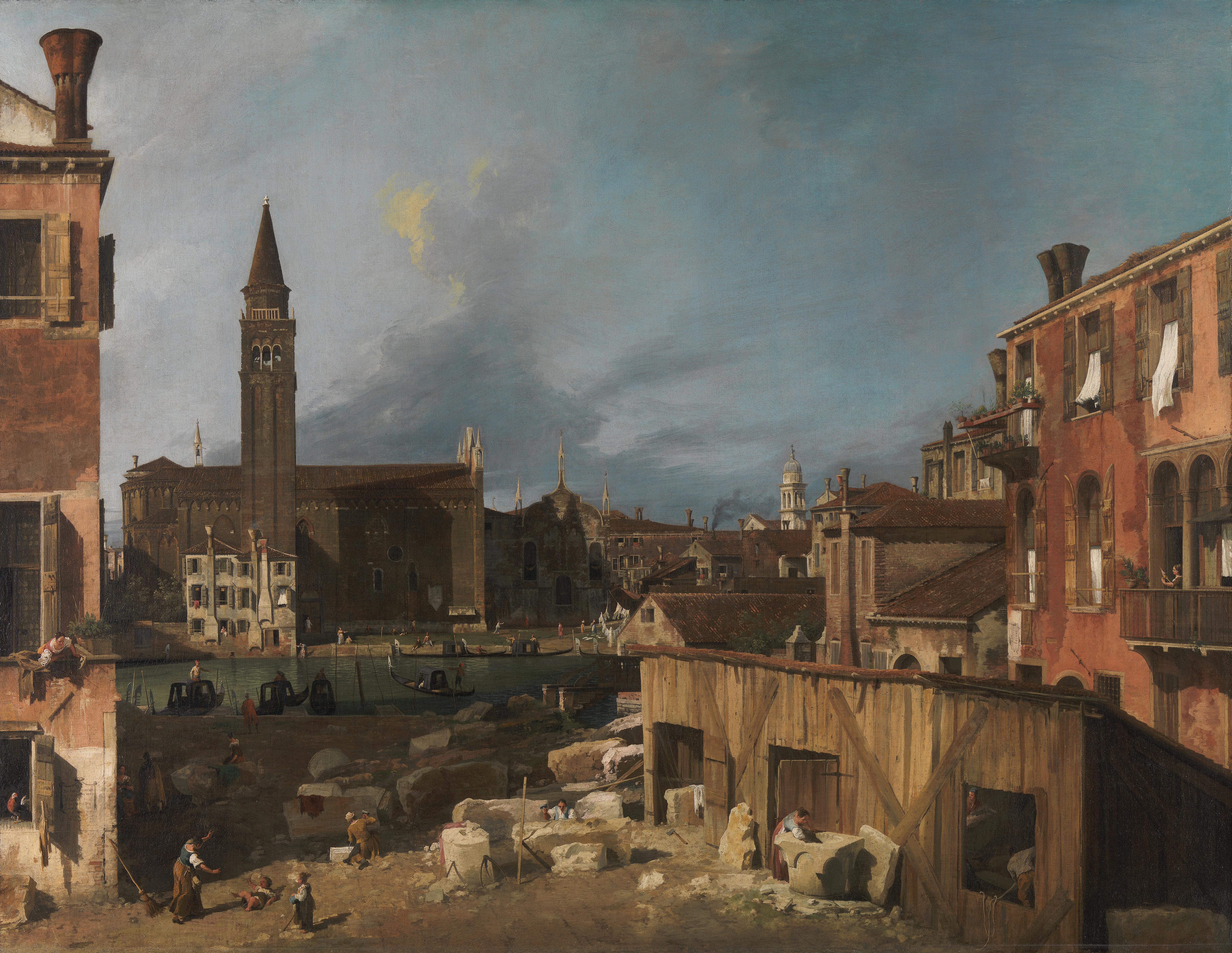
カナレット『サン・ヴィダルの石工工房』 （1725年頃）
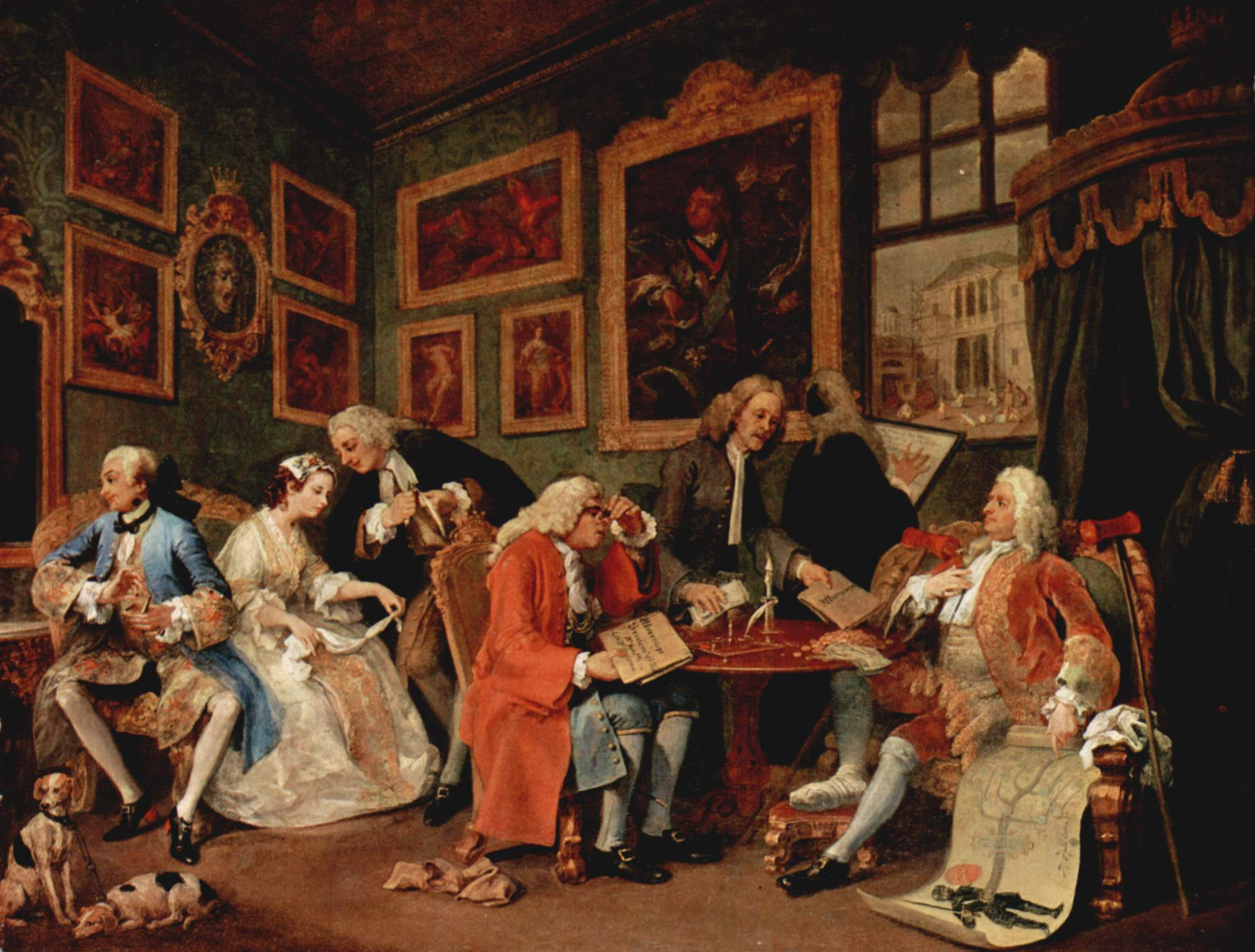
ウィリアム・ホガース『当世風の結婚』（第1場） （1743年 - 1745年）
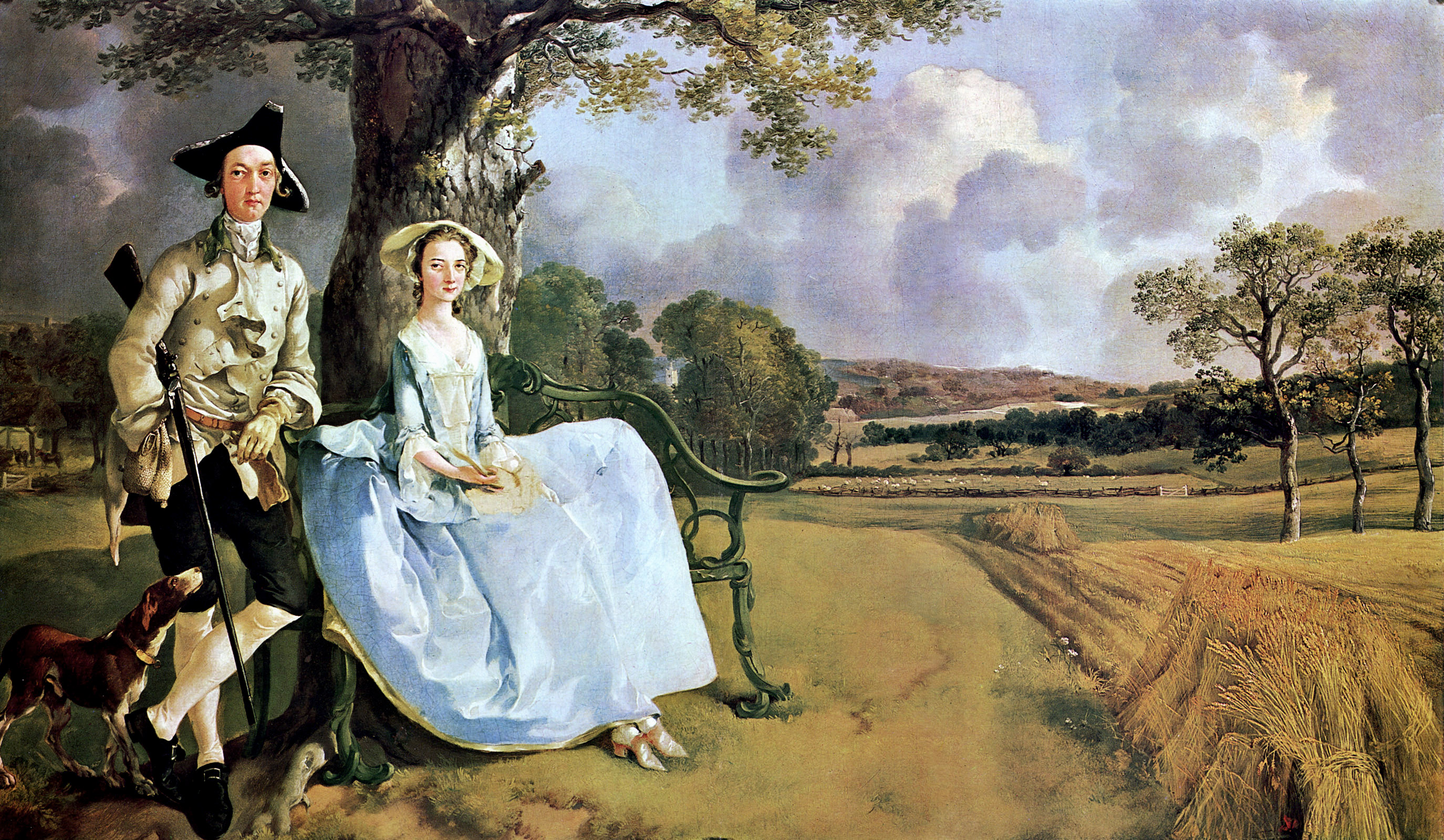
トマス・ゲインズバラ 『アンドルーズ夫妻像』 （1750年）
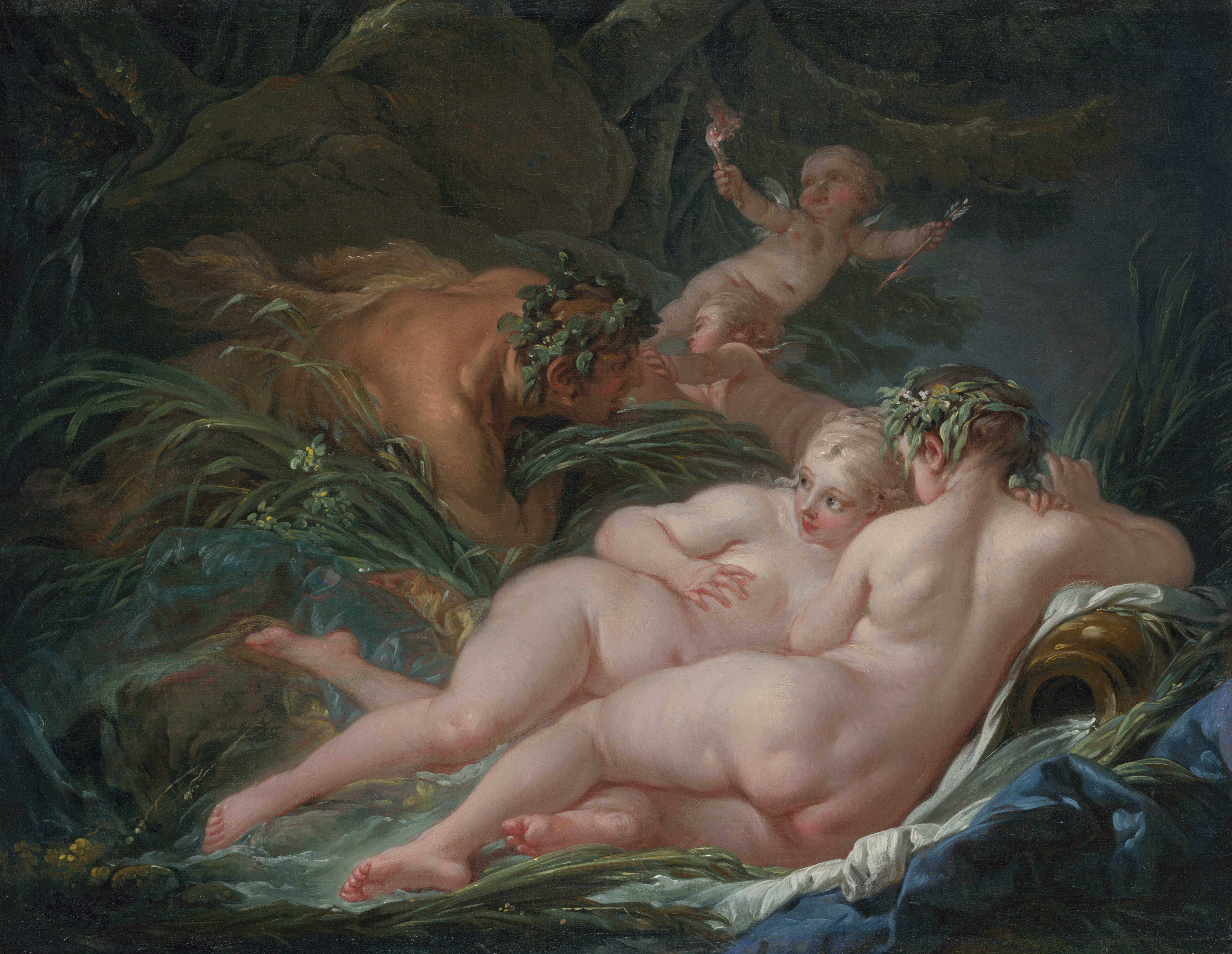
フランソワ・ブーシェ 『パンとシュリンクス』（1759年）
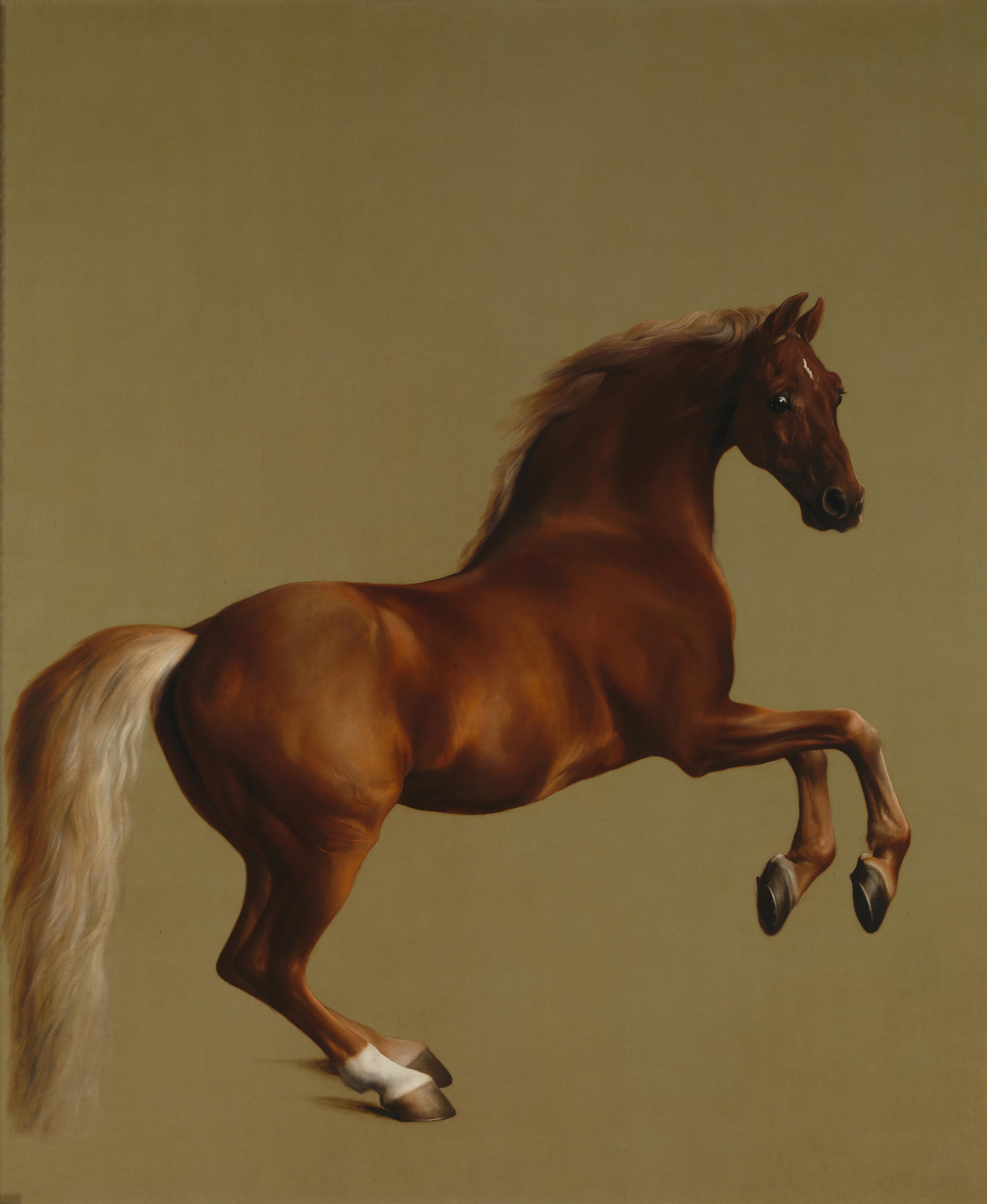
ジョージ・スタッブス 『ホイッスルジャケット』 （1762年頃）
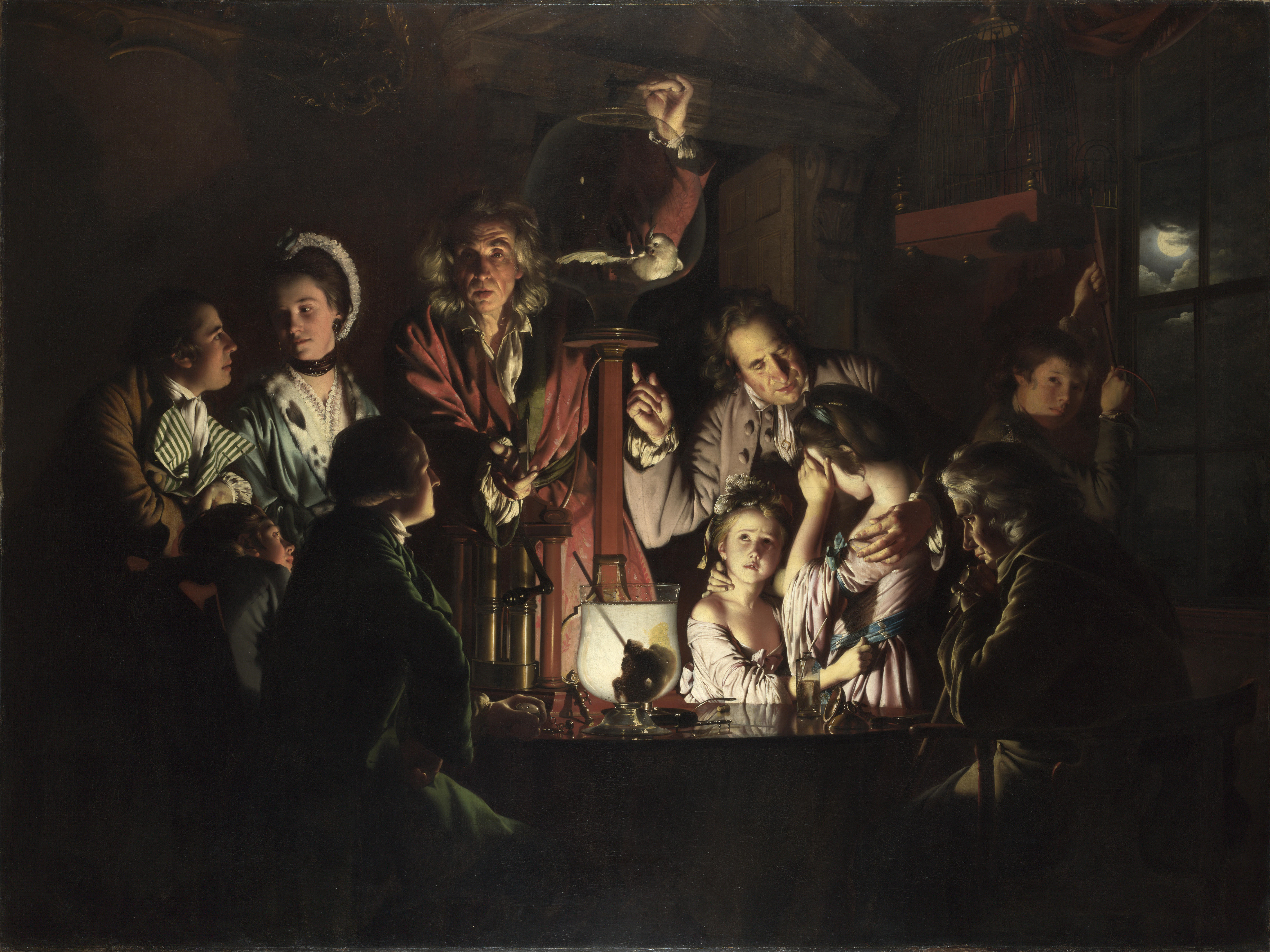
ジョセフ・ライト・オブ・ダービー『空気ポンプと鳥の実験』（1768年）
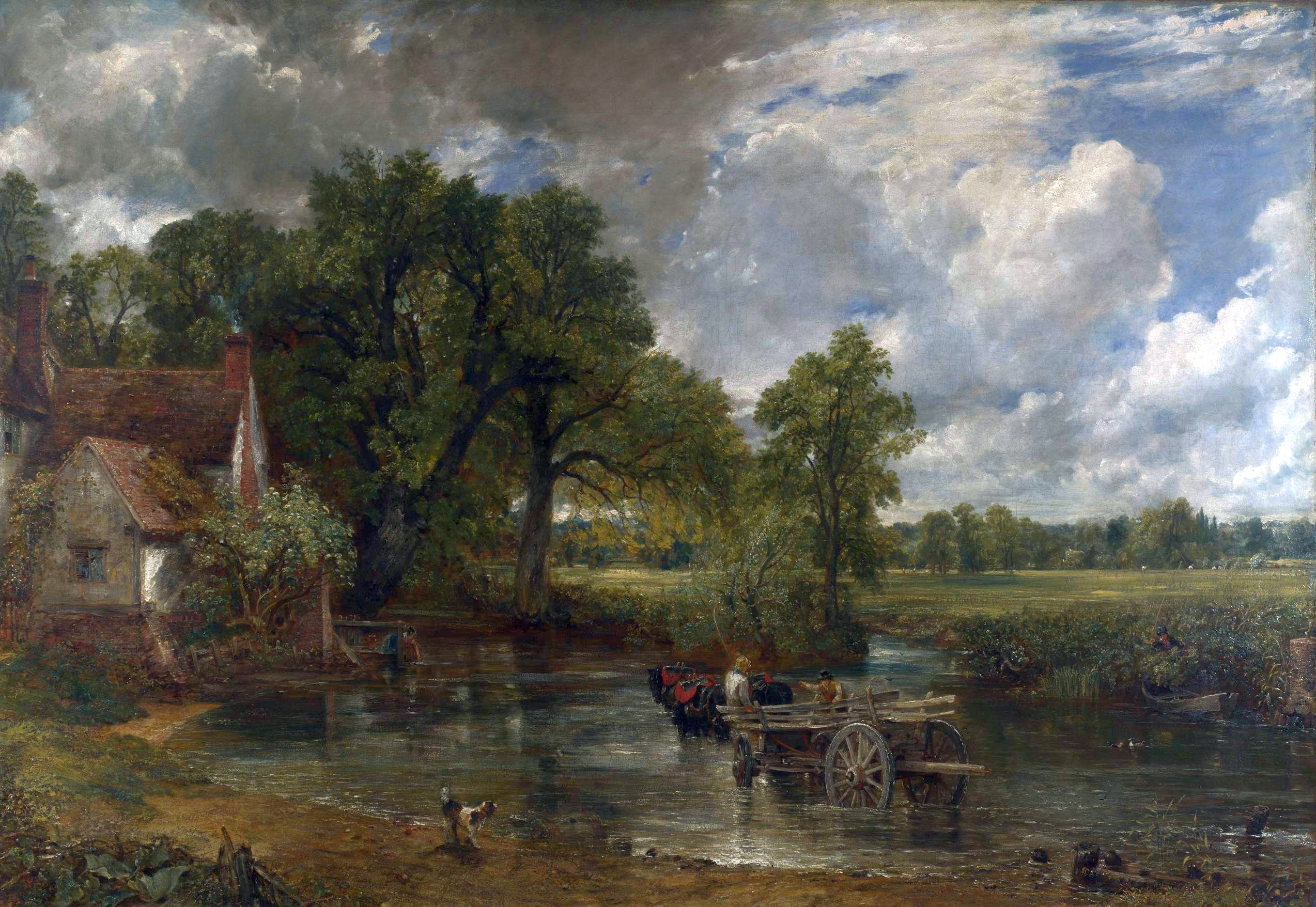
ジョン・コンスタブル 『乾草の車』 （1821年）
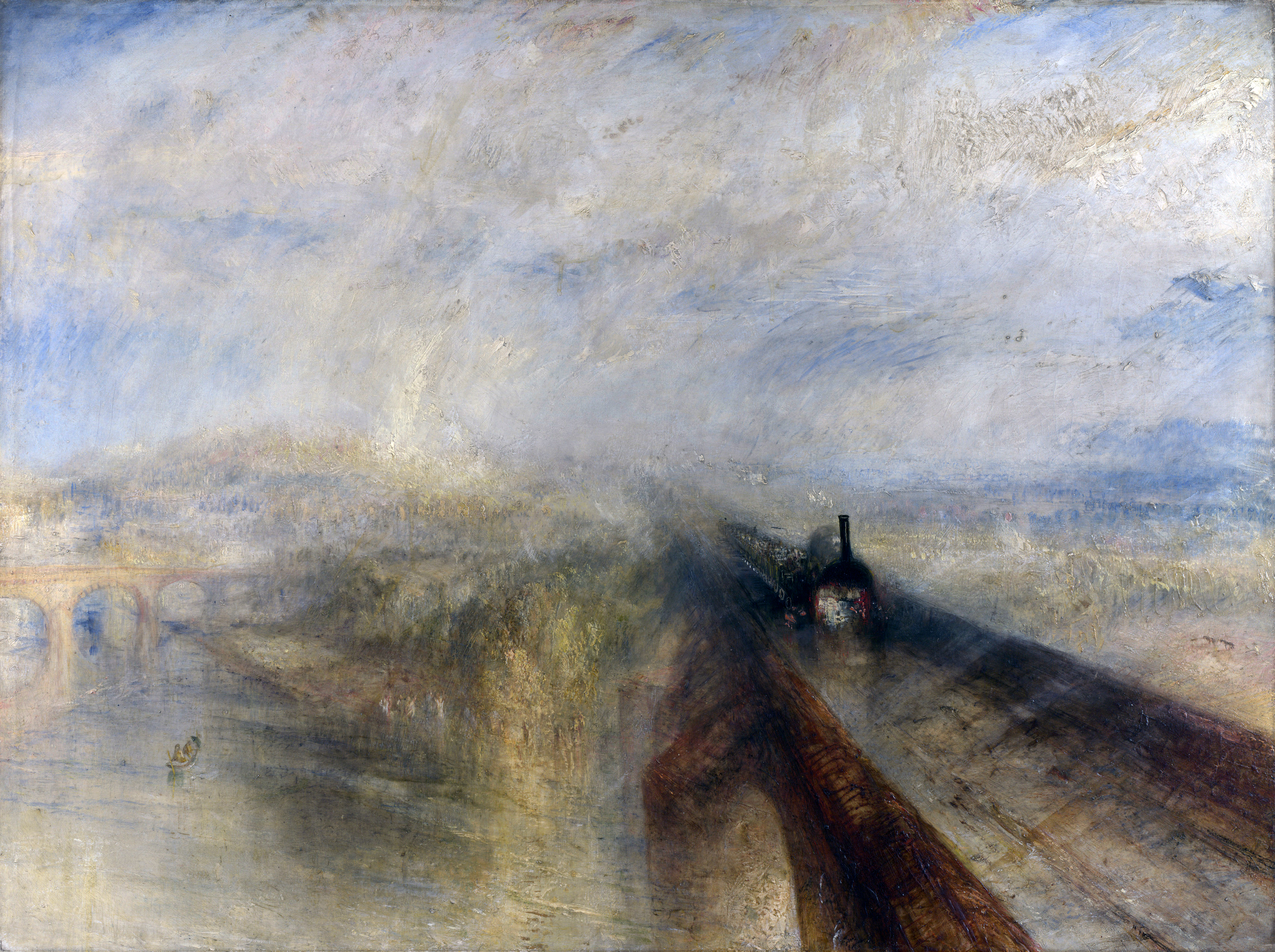
ジョゼフ・マロード・ウィリアム・ターナー『雨、蒸気、速度――グレート・ウェスタン鉄道』 (1844年)
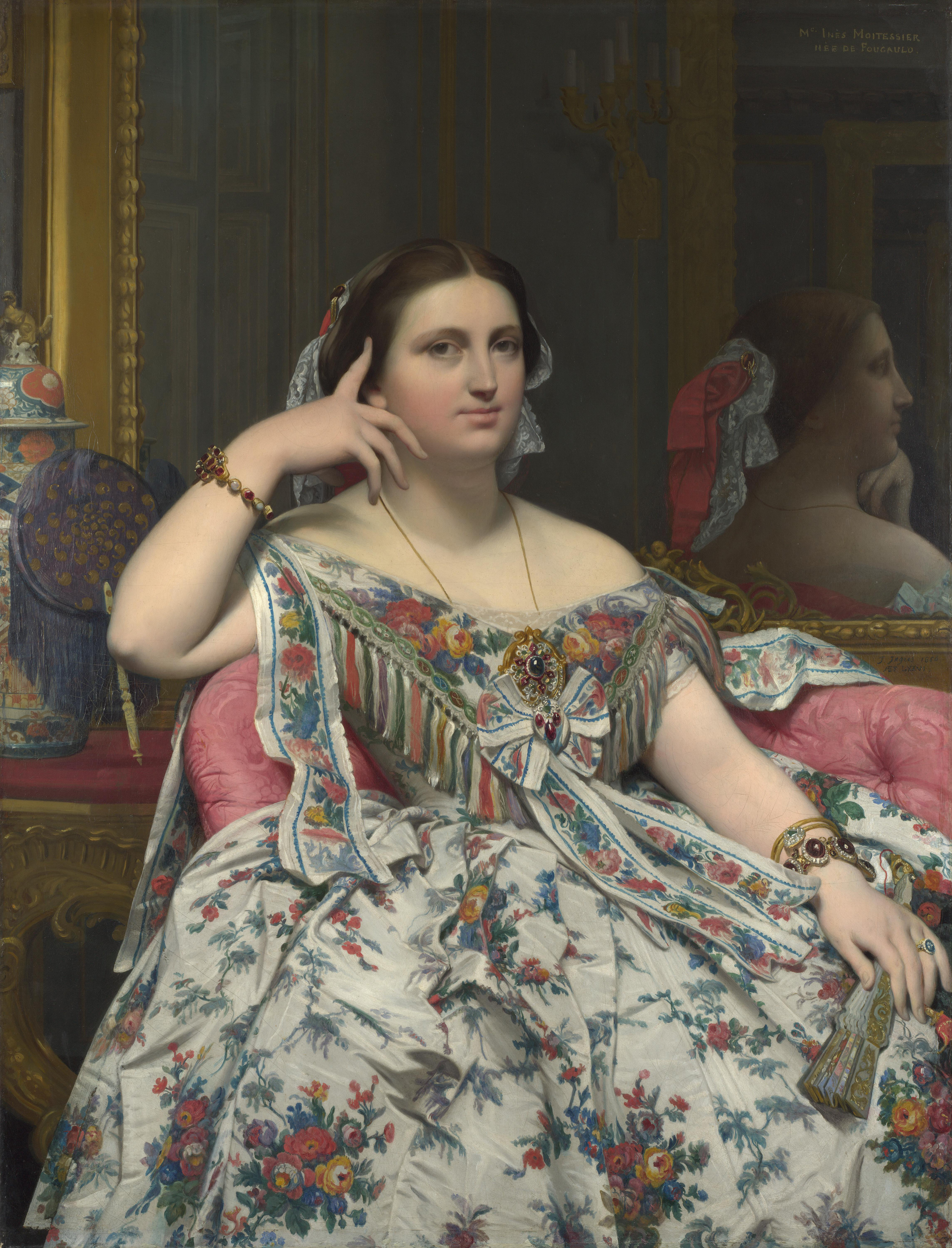
ドミニク・アングル 『イネス・モワテシエ夫人の肖像』（1856年）
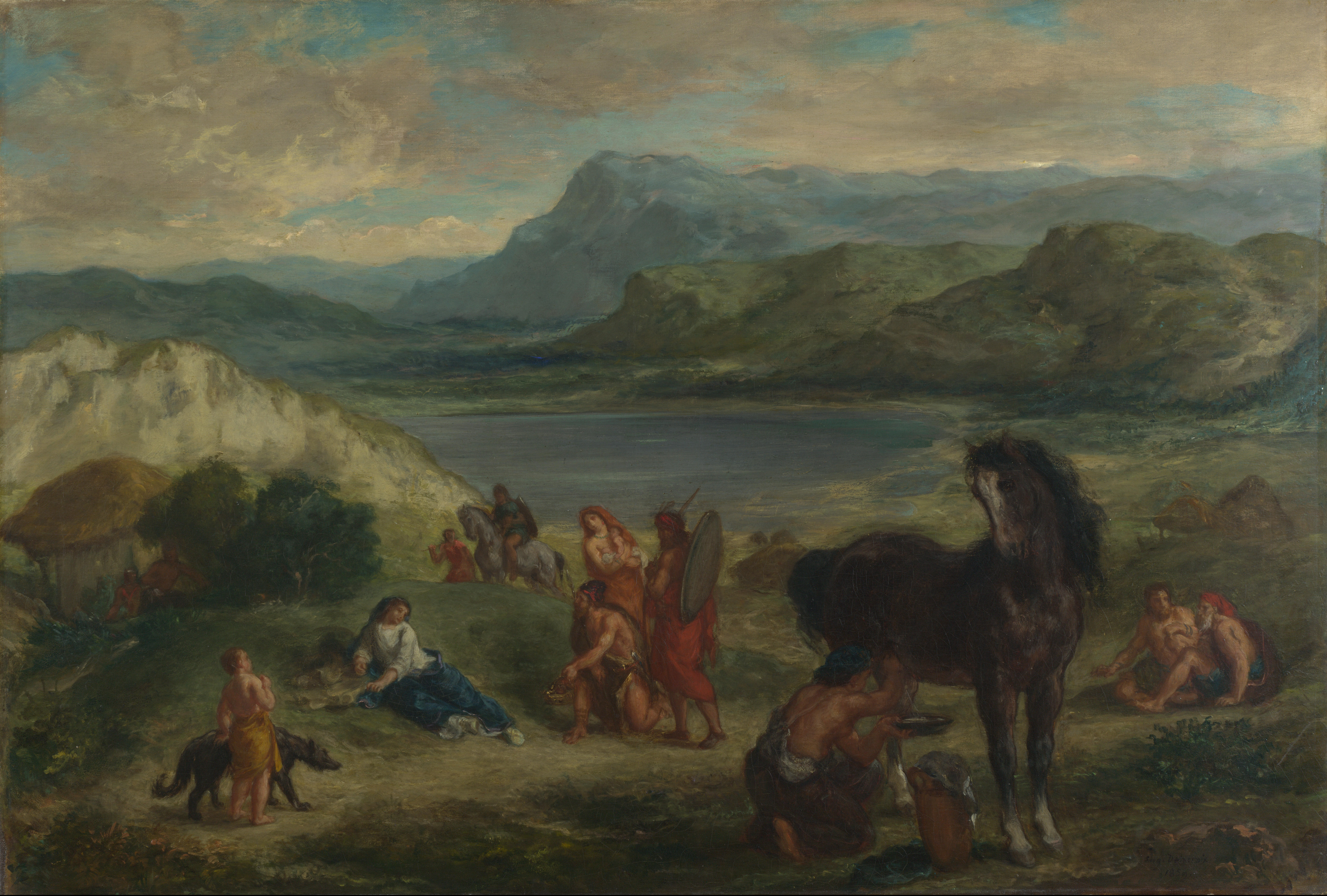
ウジェーヌ・ドラクロワ『スキタイ人たちのもとに追放されたオウィディウス』（1859年）
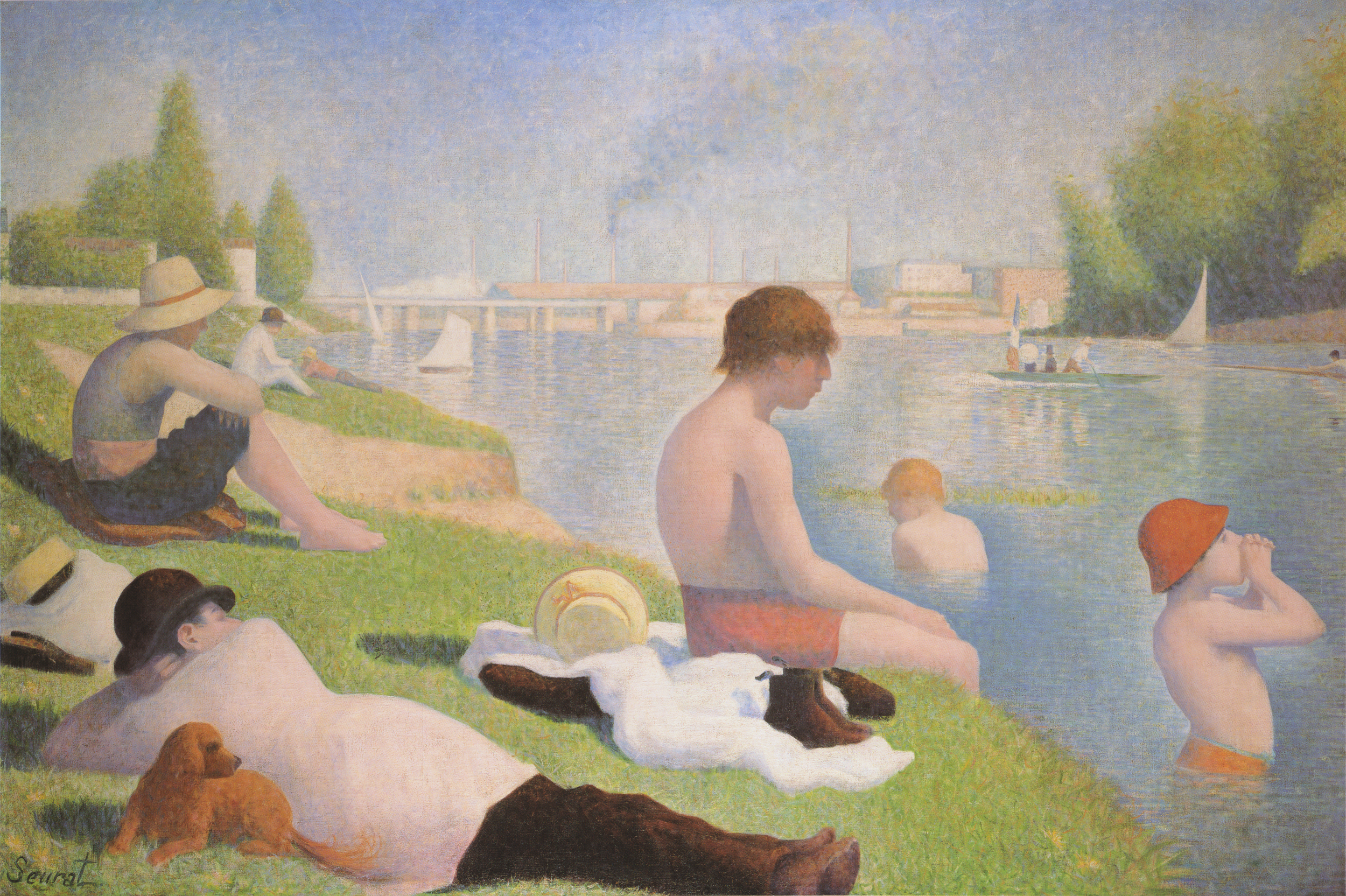
ジョルジュ・スーラ 『アニエールの水浴』 （1884年）
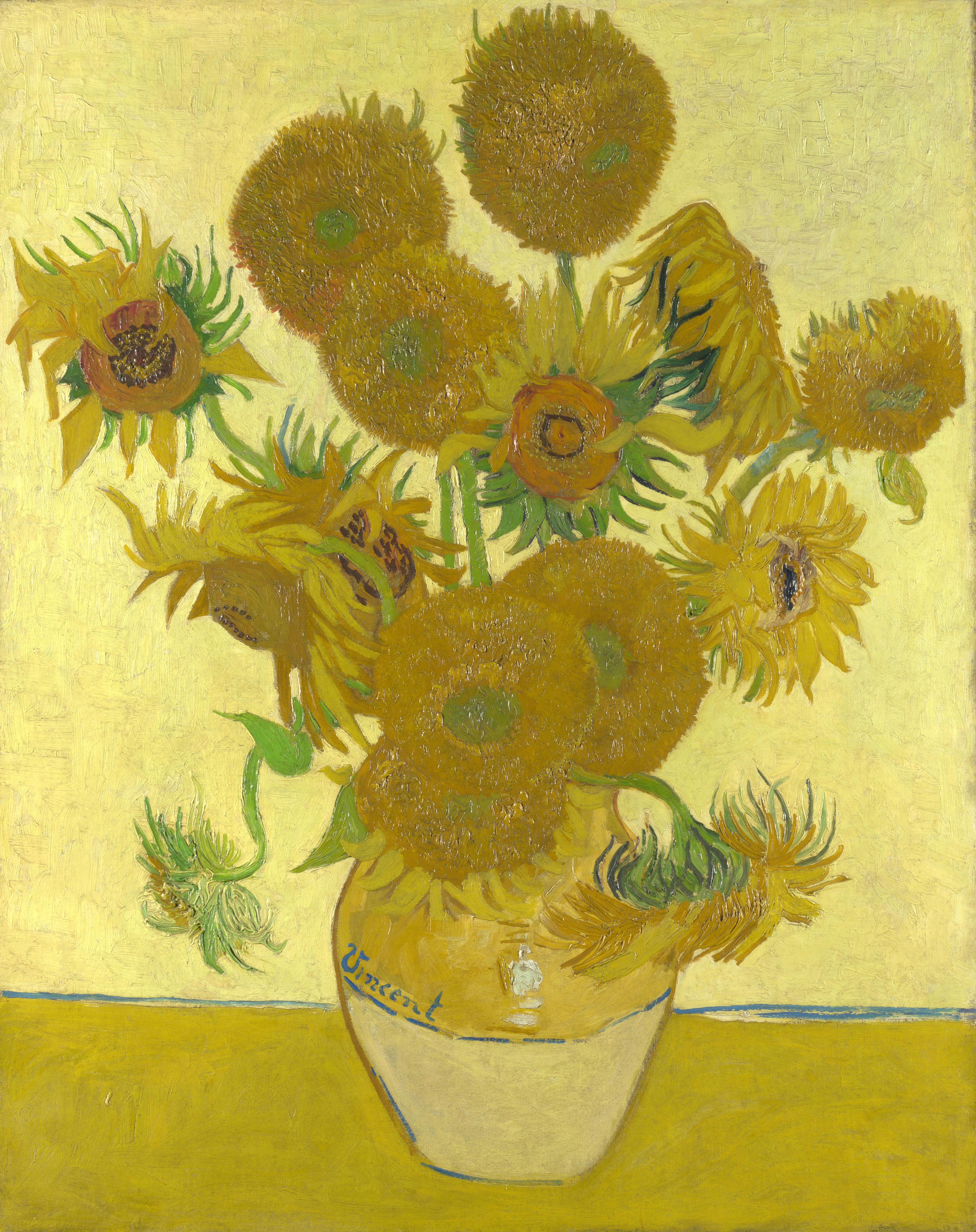
フィンセント・ファン・ゴッホ『ひまわり』 （1888年）
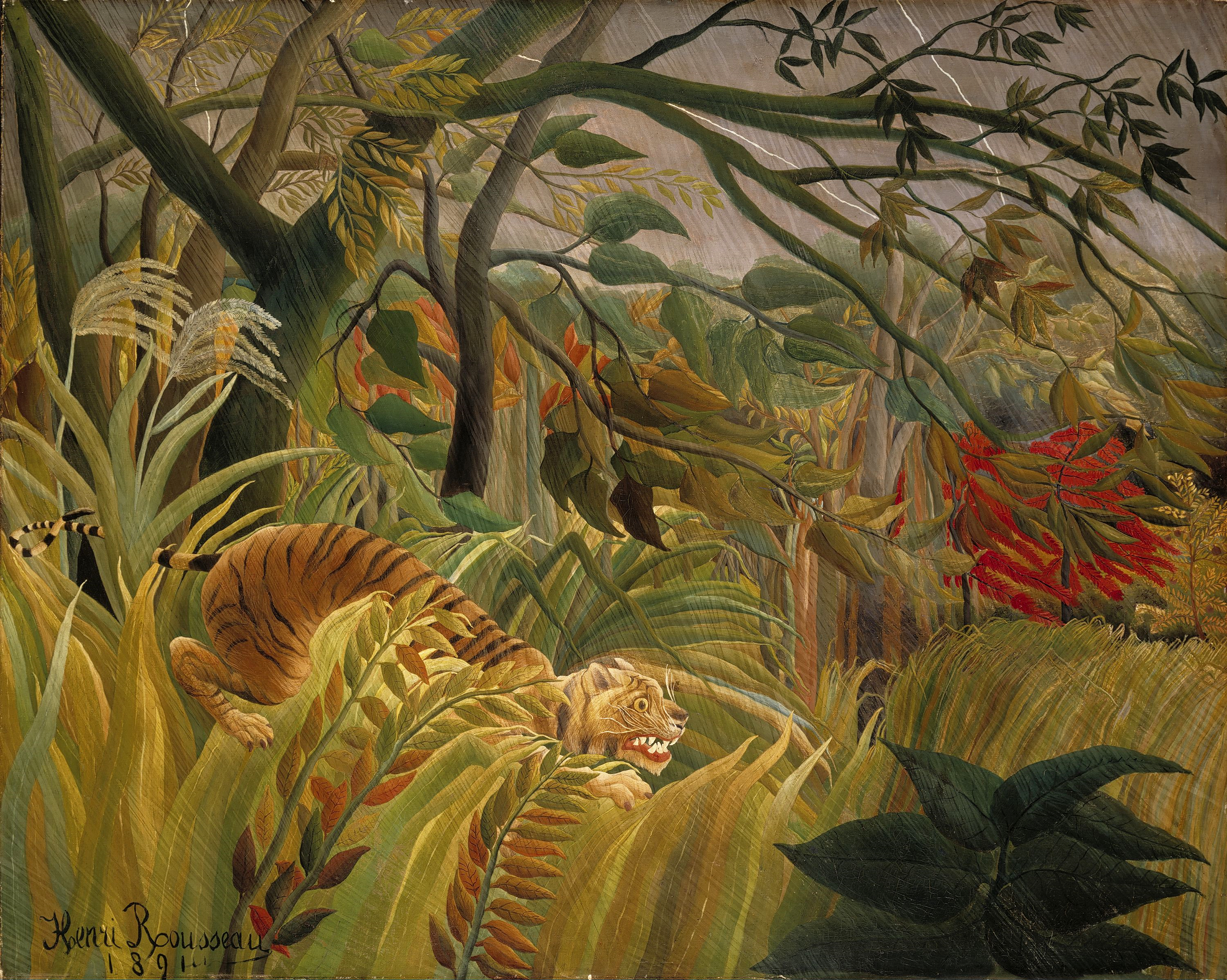
アンリ・ルソー 『虎のいる熱帯の嵐』 （1891年）
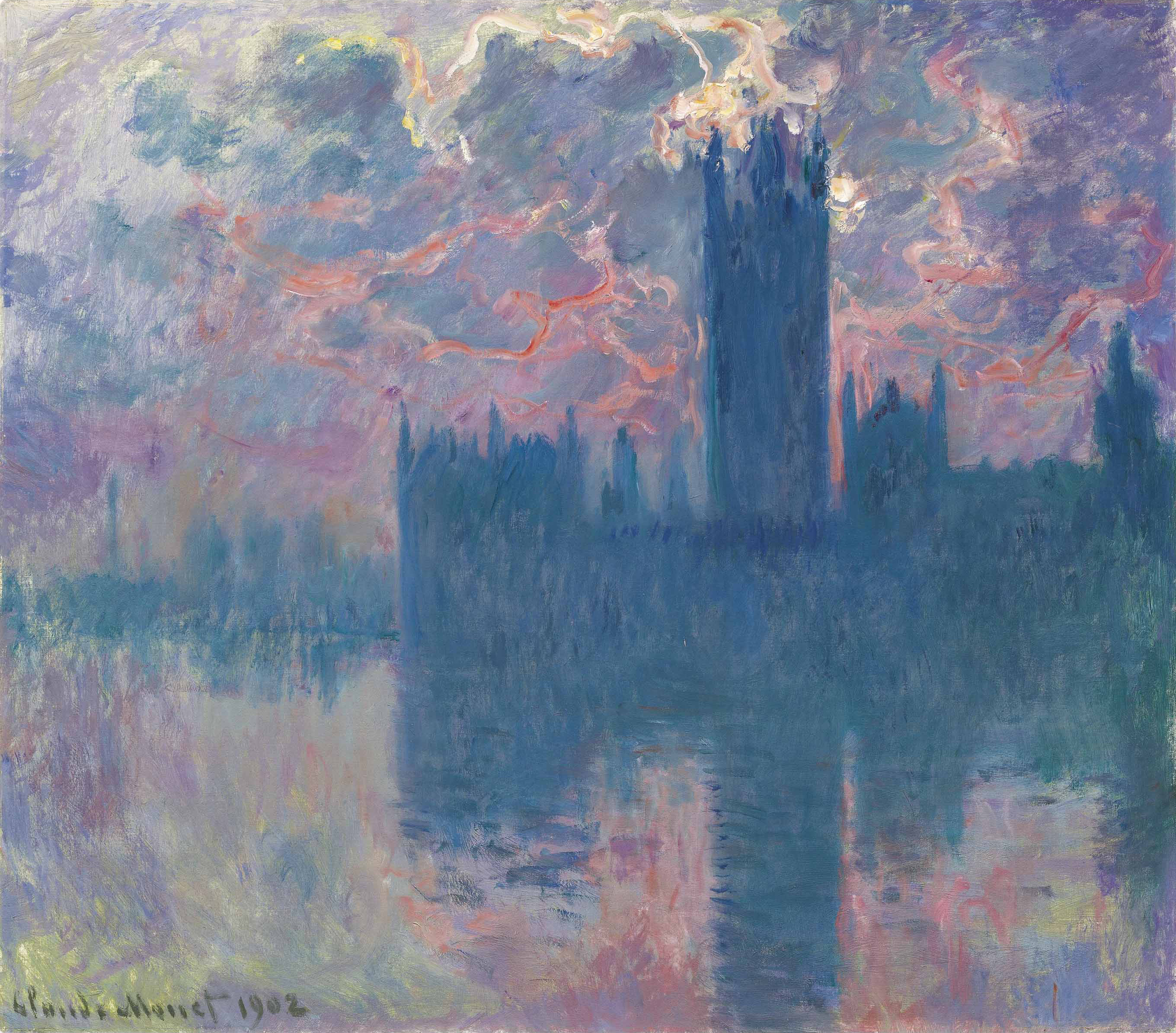
クロード・モネ 『国会議事堂 - 日没』 （1902年）
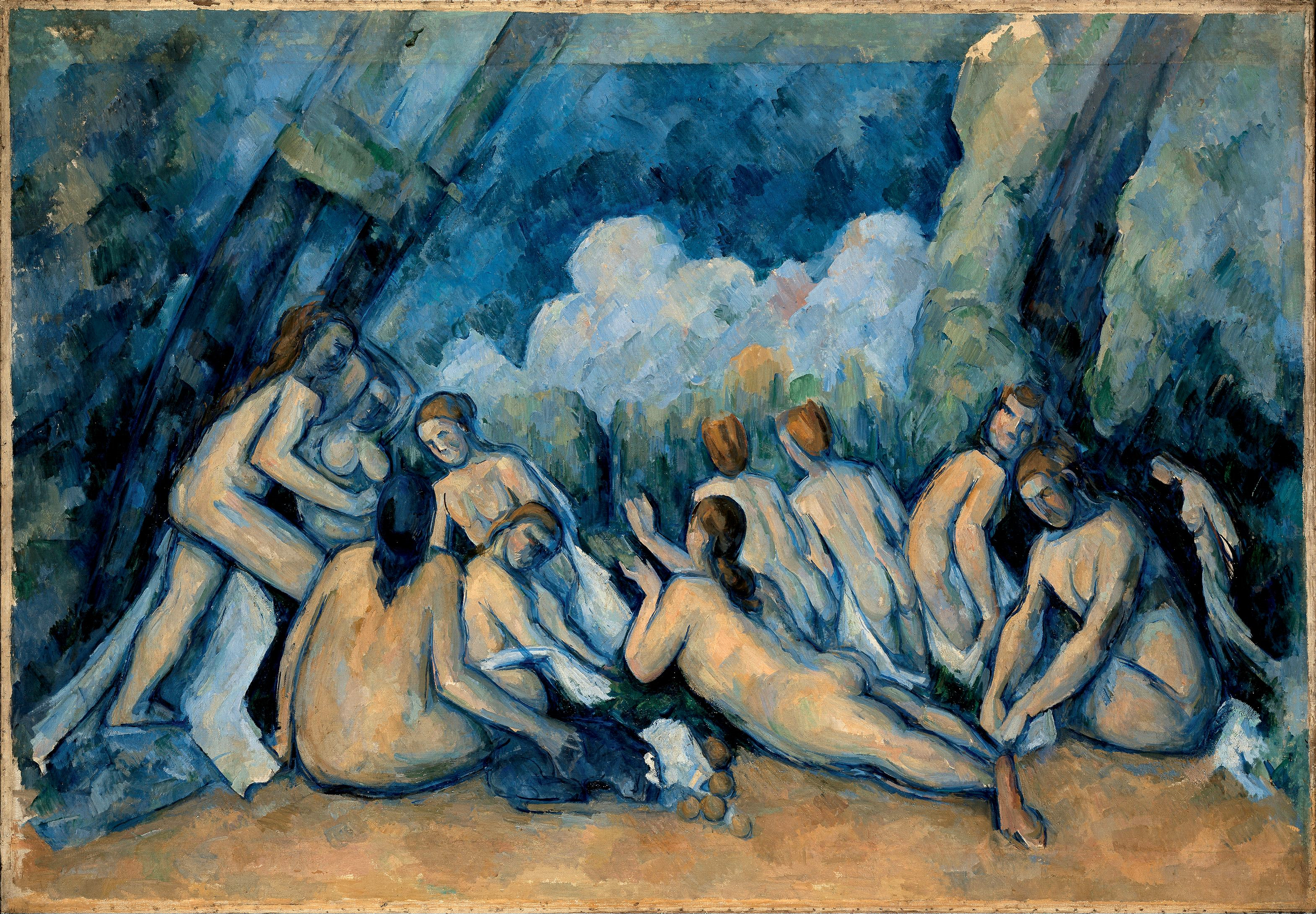
ポール・セザンヌ 『女性大水浴図』 （1894年 - 1905年）
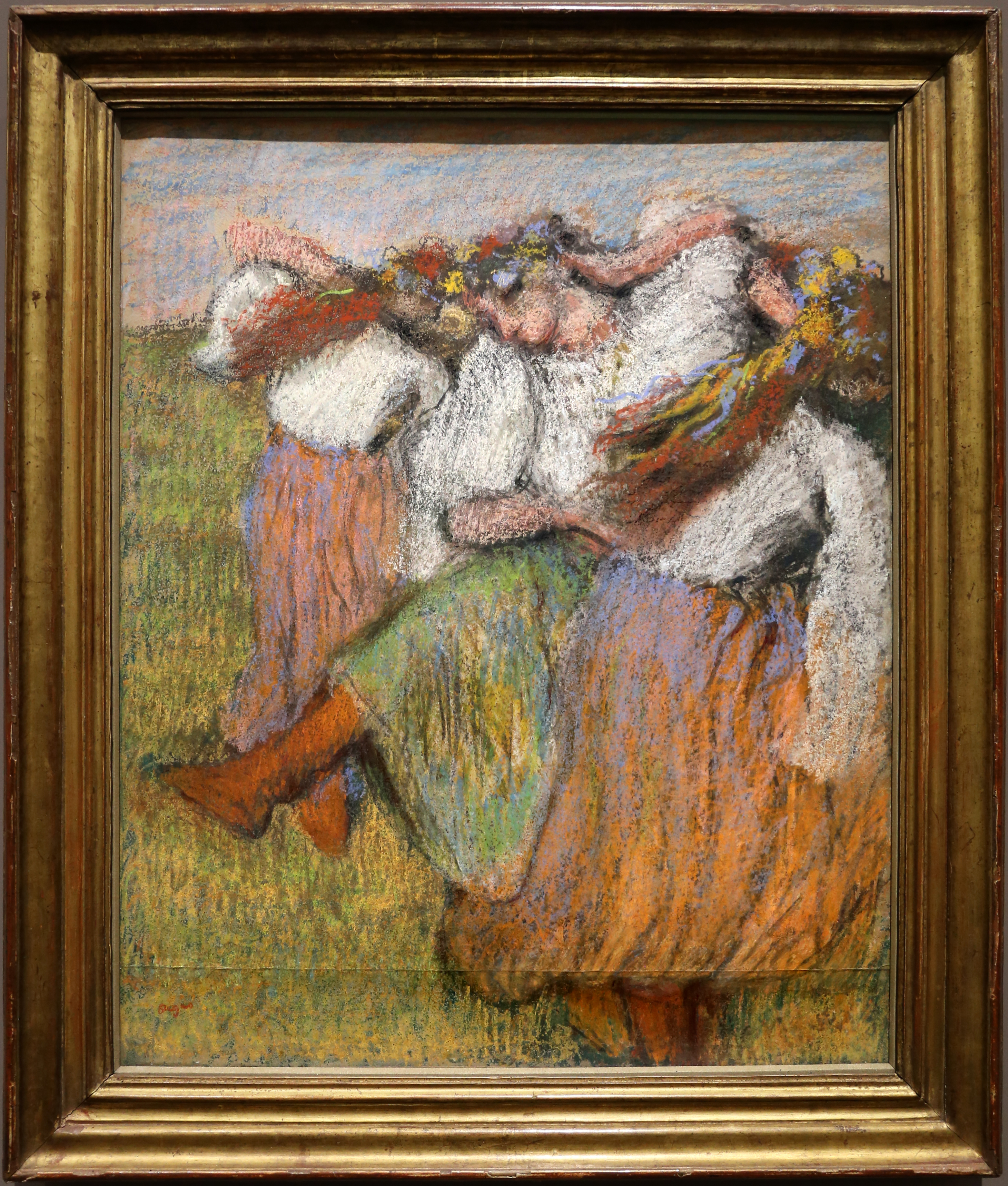
エドガー・ドガ 『ロシアの踊り子』から『ウクライナの踊り子』へ改名 （1899年頃）

## 交通アクセス
| 交通機関           | 駅 / バス停                             | 路線                                                        | ナショナル・ギャラリーまでの距離 |
| ------------------ | --------------------------------------- | ----------------------------------------------------------- | -------------------------------- |
| ロンドン・バス     | トラファルガー広場 / チャリング・クロス | 24, 29, 176                                                 |                                  |
| ロンドン・バス     | トラファルガー広場                      | 6, 9, 13, 15, 23, 139                                       |                                  |
| ロンドン・バス     | トラファルガー広場 / チャリング・クロス | 3, 12, 88, 159, 453                                         |                                  |
| ロンドン・バス     | トラファルガー広場                      | 3, 6, 12, 13, 15, 23, 88, 139, 159, 453                     |                                  |
| ロンドン地下鉄     | チャリング・クロス                      | Bakerloo line · Northern line                               |                                  |
| ロンドン地下鉄     | エンバンクメント                        | Bakerloo line · Circle line · District line · Northern line | 徒歩 0.3 マイル                  |
| ナショナル・レール | チャリング・クロス                      | サウスイースタン                                            | 徒歩 0.2 マイル                  |